# Liste de gares en France

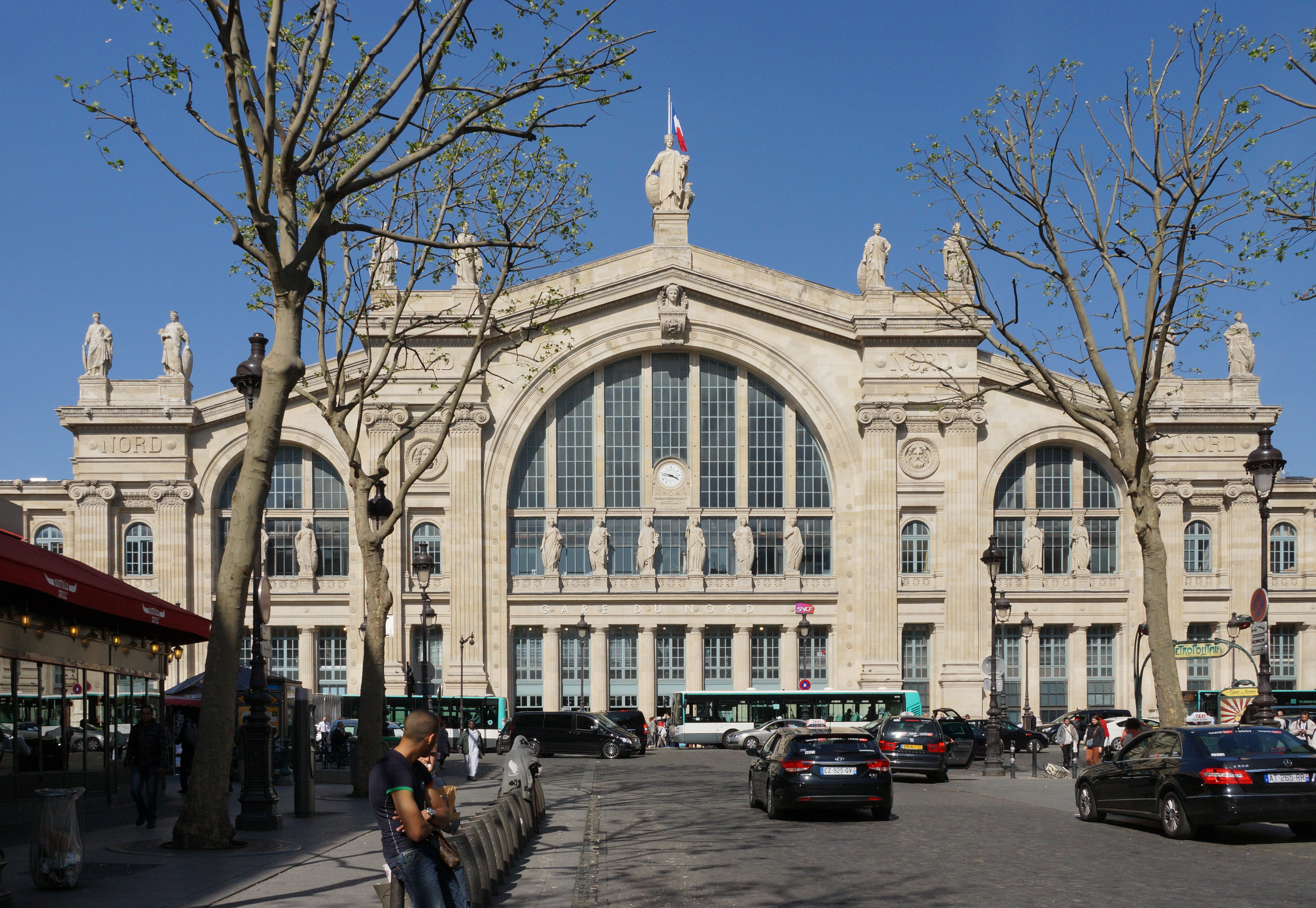
Grande gare historique (gare du Nord).

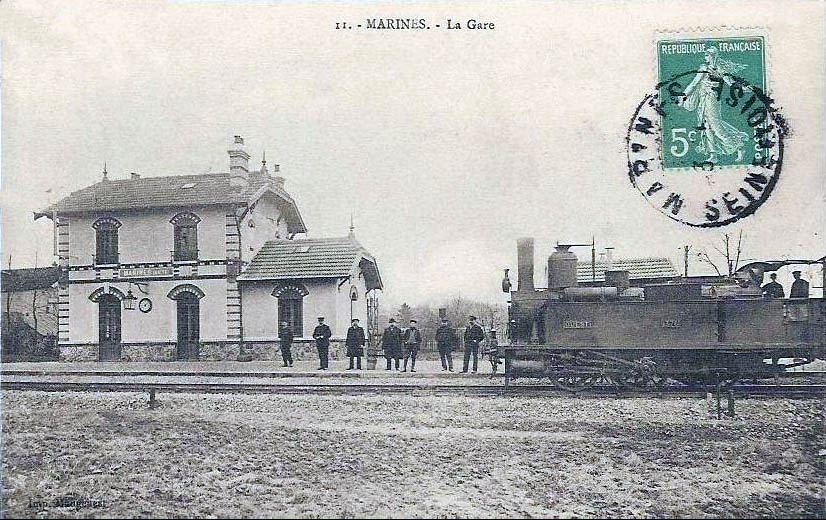
Petite gare désaffectée (Marines-Halte).

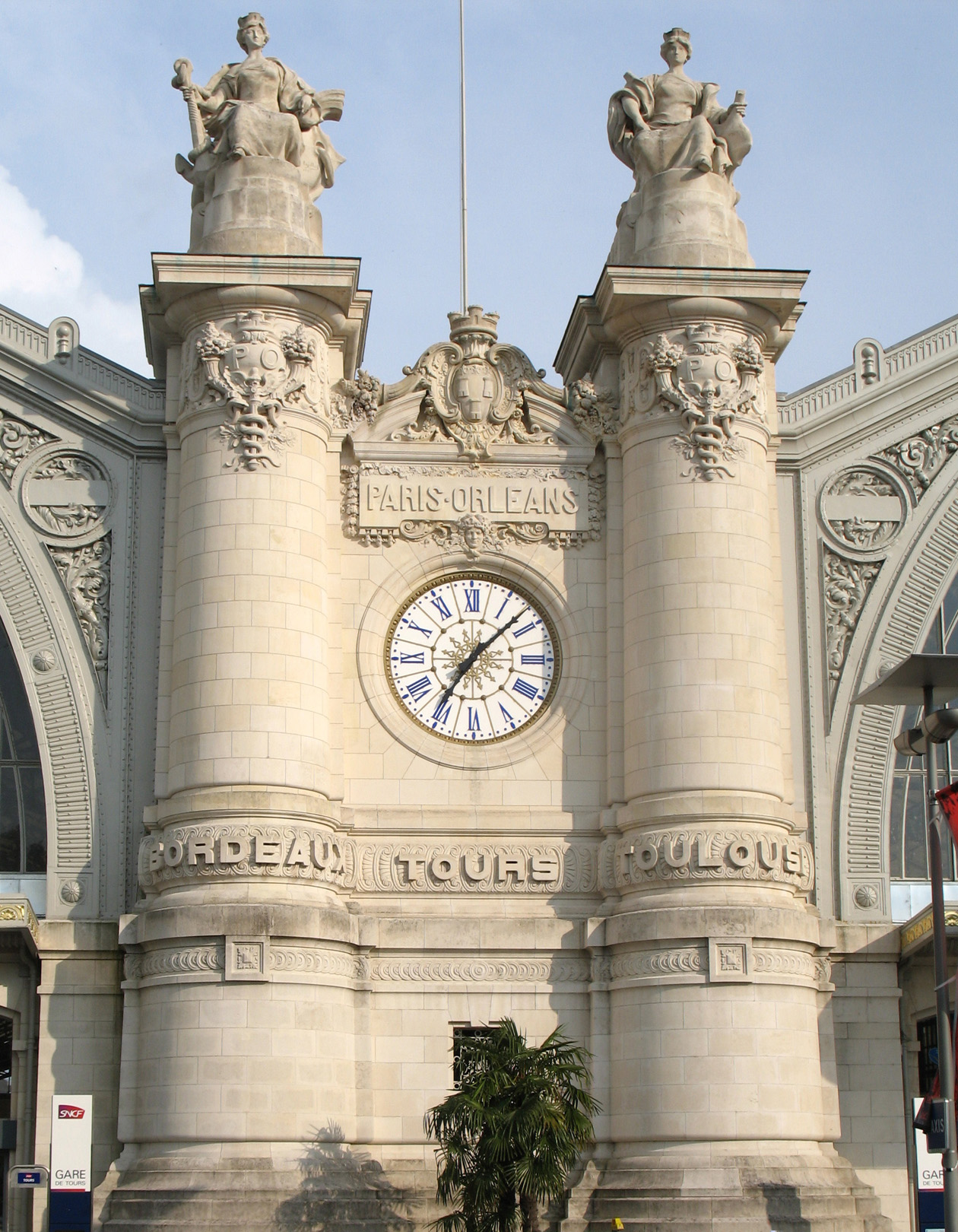
Gare monument historique (gare de Tours).

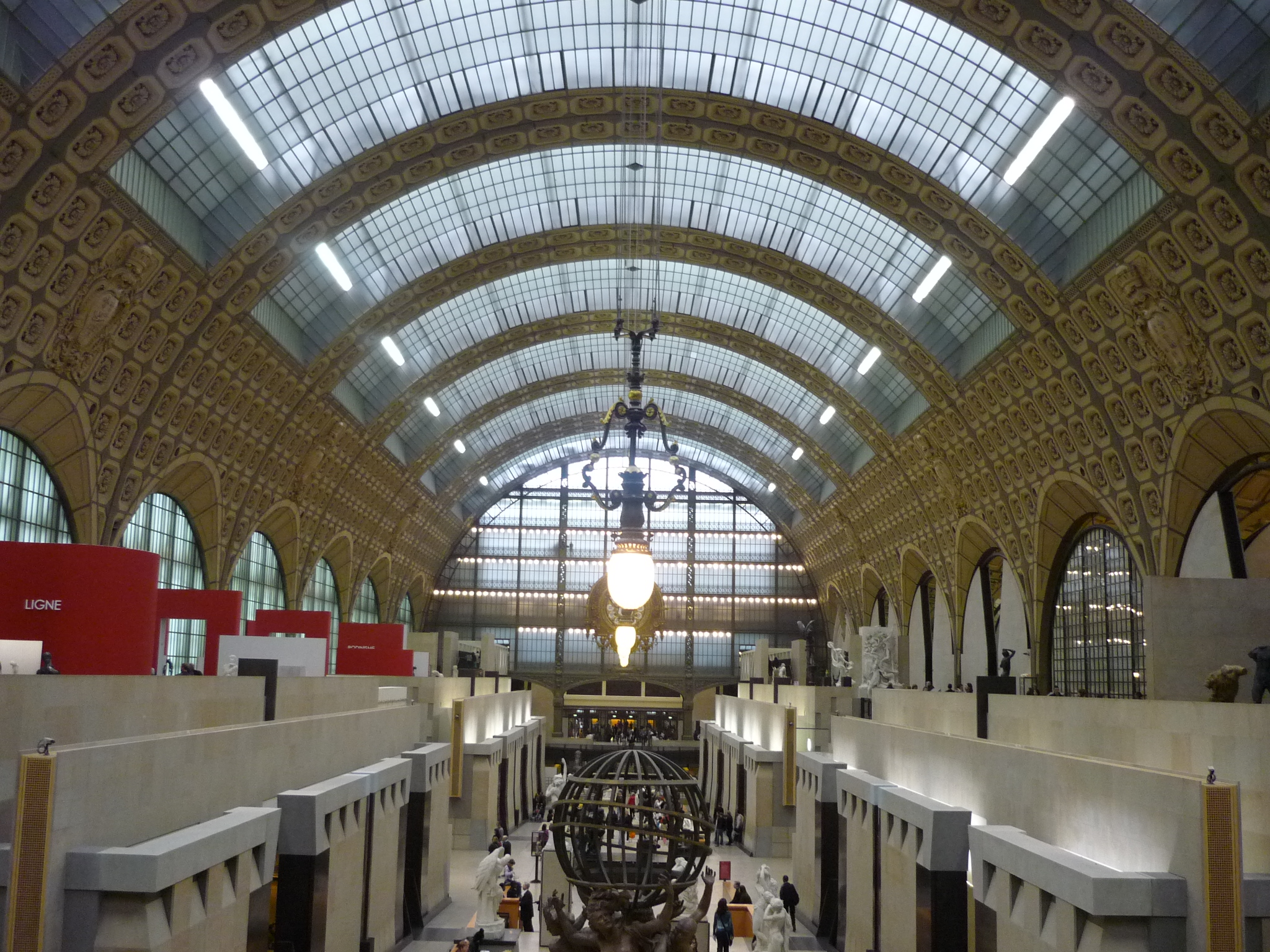
Une gare devenue musée (musée d'Orsay).

Cette liste de gares en France a pour objectif de rassembler l'ensemble des gares ferroviaires, existantes ou ayant existé, situées en territoire d'administration française, sur le continent européen et à l'outre-mer. C'est une liste alphabétique comprenant deux classements : gares en service et, en italique, gares fermées ou désaffectées. Les principales gares des préfectures ou sous-préfectures sont indiquées en gras. Des liens permettent d'accéder aux listes des gares par région française (administrative).

## Auvergne-Rhône-Alpes

### Ain
Gares en service
- Gare d'Ambérieu-en-Bugey
- Gare d'Ambronay - Priay
- Gare d'Anglefort (fret)
- Gare de Bellegarde
- Gare de Bellignat
- Gare de Beynost
- Gare de Bourg-en-Bresse
- Gare de Brion - Montréal-la-Cluse
- Gare de Ceyzériat
- Gare de Chevry (fret)
- Gare de Cize - Bolozon
- Gare de Culoz
- Gare des Échets
- Gare de Lagnieu
- Gare de Marlieux  - Châtillon
- Gare de Meximieux - Pérouges
- Gare de Mézériat
- Gare de Mionnay
- Gare de Miribel
- Gare de Montluel
- Gare de Nurieux
- Gare d'Oyonnax
- Gare de Polliat
- Gare de Pont-d'Ain
- Gare de Pont-de-Veyle
- Gare de Pougny - Chancy
- Gare de Servas - Lent
- Gare de Simandre-sur-Suran
- Gare de Saint-André-de-Corcy
- Gare de Saint-Marcel-en-Dombes
- Gare de Saint-Martin-du-Mont
- Gare de Saint-Maurice-de-Beynost
- Gare de Saint-Paul-de-Varax
- Gare de Saint-Rambert-en-Bugey
- Gare de Seyssel - Corbonod
- Gare de Tenay - Hauteville
- Gare de Thoiry (fret)
- Gare de La Valbonne
- Gare de Villars-les-Dombes
- Gare de Villereversure
- Gare de Virieu-le-Grand - Belley
- Gare de Vonnas

Gares fermées ou désaffectées
- Gare d'Allemogne
- Gare d'Ambutrix
- Gare d'Arbent
- Gare d'Arbère
- Gare d'Artemare - Saint-Martin
- Gare d'Attignat
- Gare de Beauregard
- Gare de Belley
- Gare de La Boisse
- Gare de Boz
- Gare de Brégnier-Cordon
- Gare de Brens - Virignin
- Gare de La Burbanche
- Gare de Cessy
- Gare du Châtelard
- Gare de Châtillon-en-Michaille
- Gare de Châtillon-sur-Chalaronne
- Gare de Charix - Lalleyriat
- Gare de Châtillon-en-Michaille
- Gare de Chavannes-sur-Reyssouze
- Gare de Chazey-Bons
- Gare de Chazey - Magnieu
- Gare de La Cluse
- Gare de Coligny (Ain)
- Gare de Cormoranche
- Gare de Crottet
- Gare de Divonne-les-Bains
- Gare d'Échenevex
- Gare de Fareins
- Gare de Feillens
- Gare de Fénières
- Gare de Flies
- Gare de Fort-l'Écluse-Collonges
- Gare de Garnerans
- Gare de Génissiat
- Gare de Genouilleux
- Gare de Gex
- Gare de Gorrevod
- Gare de Grièges
- Gare de Grilly
- Gare de Guéreins
- Gare de Jassans
- Gare de Jayat - Foissiat
- Gare de Lagnieu
- Gare de Laiz
- Gare de Leyment
- Gare de Longeray-Léaz
- Gare de Lurcy
- Gare de La Madeleine
- Gare de Mantenay
- Gare de Manziat
- Gare de Martignat
- Gare de Massieux
- Gare de Messimy
- Gare de Mogneneins
- Gare de Montmerle
- Gare de Montréal
- Gare de Montrevel
- Gare de Moulin-des-Champs
- Gare du Moulin-des-Ponts
- Gare de Murs
- Gare de Nantua
- Gare des Neyrolles
- Gare de Neyron
- Gare de Paradis
- Gare de Parcieux
- Gare de Péron - Farges
- Gare de Peyrieu
- Gare de Pitegny
- Gare du Pont-de-Belleville
- Gare du Pont-de-Trévoux
- Gare de Pont-de-Vaux
- Gare de Pugieu
- Gare de Pyrimont-Chanay
- Gare d'Ozan
- Gare de Replonges
- Gare de Reyrieux
- Gare de Riottier
- Gare de Rossillon
- Gare de Saint-Bénigne
- Gare de Saint-Didier - Saint-Bernard
- Gare de Saint-Didier-sur-Chalaronne
- Gare de Saint-Étienne-du-Bois
- Gare de Saint-Germain-de-Joux
- Gare de Saint-Jean-de-Gonville
- Gare de Saint-Jean-sur-Veyle
- Gare de Saint-Julien-sur-Reyssouze
- Gare de Saint-Sorlin - Vertrieu
- Gare de Saint-Trivier-de-Courtes
- Gare de Sault-Brénaz
- Gare de Sénissiat-Revonnas
- Gare de Sergy - Saint-Genis
- Gare de Sous-Peyron
- Gare de Thoissey
- Gare de Torcieu
- Gare de Trévoux
- Gare de Vaux
- Gare de La Vavrette-Tossiat
- Gare de Vescours
- Gare de Villebois
- Gare de Villieu - Loyes
- Gare de Viriat

### Allier
Gares en service
- Gare de Bellenaves
- Gare de Bessay-sur-Allier
- Gare de Commentry
- Gare de Cusset (fret)
- Gare de Dompierre-Sept-Fons
- Gare de La Ferté-Hauterive (fret)
- Gare de Gannat
- Gare d'Huriel
- Gare de Louroux-de-Bouble
- Gare de Magnette
- Gare de Montluçon-Rimard
- Gare de Montluçon-Ville
- Gare de Moulins-sur-Allier
- Gare de Saint-Bonnet-de-Rochefort
- Gare de Saint-Germain-des-Fossés
- Gare de Saint-Pourçain-sur-Sioule (fret)
- Gare de Saint-Yorre (fret)
- Gare des Trillers
- Gare de Vallon-en-Sully
- Gare de Varennes-sur-Allier
- Gare de Vichy
- Gare de La Ville-Gozet
- Gare de Villeneuve-sur-Allier

Gares fermées ou désaffectées
- Gare d'Archignat
- Gare d'Arfeuilles - Le Breuil
- Gare de Barberier - Broût-Vernet
- Gare de Bayet
- Gare de Bézenet
- Gare de Billy - Marcenat
- Gare de Chamblet
- Gare de Chavenon
- Gare de Contigny
- Gare de Cosne-d'Allier
- Gare de Créchy
- Gare de Diou (Allier)
- Gare de Domérat
- Gare de Doyet-La Presle
- Gare d'Hauterive
- Gare de Hyds
- Gare de Lapalisse - Saint-Prix
- Gare de Lignerolles
- Gare du Mayet-d'École - Jenzat
- Gare du Mayet-de-Montagne
- Gare de Montbeugny
- Gare de Monteignet - Escurolles
- Gare de Murat (Allier)
- Gare de Néris-les-Bains
- Gare de Noyant-d'Allier
- Gare de Saint-Désiré
- Gare de Saint-Gérand-le-Puy - Magnet
- Gare de Saint-Pierre-Laval
- Gare de Saint-Rémy-en-Rollat
- Gare de Saint-Sornin
- Gare de Souvigny
- Gare de Teillet-Argenty
- Gare de Thiel-sur-Acolin
- Gare de Treignat
- Gare de Tronget
- Gare de Vendat
- Gare de Villefranche-d'Allier

### Ardèche
L'Ardèche a la particularité d'être le seul département de France métropolitaine où plus aucune gare de voyageurs n'est desservie par le rail, à l'exception de chemins de fer touristiques. Même non desservi, le département est traversé par le réseau national : une partie de la ligne de Saint-Germain-des-Fossés à Nîmes-Courbessac y passe. Sur cette ligne, la gare de Luc est située à 50 mètres à vol d'oiseau de l'Ardèche.
Gares en service
- Gare de Cruas (fret)
- Gare du Pouzin (fret)
- Gare du Teil (fret)
- Gare de La Voulte-sur-Rhône (fret)

Gares fermées ou désaffectées
- Gare d'Alissas
- Gare d'Andance
- Gare d'Annonay
- Gare d'Arras-sur-Rhône
- Gare d'Aubenas
- Gare d'Aubignas - Alba
- Gare de Baix
- Gare de Balazuc
- Gare de Beauchastel
- Gare de Beaulieu - Berrias
- Gare de Boulieu-lès-Annonay
- Gare de Bourg-Saint-Andéol
- Gare de La Chapelle - Vinezac
- Gare de Charmes - Saint-Georges-les-Bains
- Gare de Châteaubourg (Ardèche)
- Gare de Chomérac
- Gare de La Combette
- Gare de Frigolet
- Gare de La Gravenne
- Gare de Grospierres
- Gare de Guilherand-Granges
- Gare d'Issarlès
- Gare du Lac d'Issarlès
- Gare de Lalevade-d'Ardèche - Prades
- Gare de Largentière
- Gare de Limony
- Gare de Mauves (Ardèche)
- Gare de Meyras - Burzet
- Gare de Meysse
- Gare de Montpezat
- Gare d'Ozon
- Gare de La Palisse
- Gare de Peyraud
- Gare du Plô
- Gare de Pont-d'Aubenas
- Gare de Pont-de-Labeaume
- Gare de Pradons
- Gare de Privas
- Gare de Rochemaure
- Gare du Roux
- Gare de Ruoms - Vallon
- Gare de Saint-Cirgues-en-Montagne
- Gare de Saint-Désirat - Champagne
- Gare de Saint-Germain
- Gare de Saint-Jean-le-Centenier
- Gare de Saint-Just - Saint-Marcel
- Gare de Saint-Lager-Bressac
- Gare de Saint-Marcel-lès-Annonay
- Gare de Saint-Montant
- Gare de Saint-Paul-le-Jeune
- Gare de Saint-Péray
- Gare de Saint-Priest
- Gare de Saint-Sernin
- Gare de Sampzon
- Gare de Sarras
- Gare de Serrières
- Gare de Soyons
- Gare de Thueyts
- Gare de Tournon
- Gare d'Uzer - Joyeuse
- Gare de Vals-les-Bains - Labégude
- Gare de Vernosc-lès-Annonay
- Gare de Villeneuve-de-Berg
- Gare de Vion
- Gare de Viviers
- Gare de Vogüé

### Cantal
Gares en service
- Gare d'Aurillac
- Gare de Boisset
- Gare de Lacapelle-Viescamp
- Gare de Laroquebrou
- Gare du Lioran
- Gare de Lugarde - Marchastel (touristique)
- Gare de Massiac
- Gare de Maurs
- Gare de Murat
- Gare de Neussargues
- Gare de Pers
- Gare de Riom-ès-Montagnes (touristique)
- Gare du Rouget
- Gare de Saint-Flour - Chaudes-Aigues
- Gare de Vic-sur-Cère
- Gare d'Ytrac

Gares fermées ou désaffectées
- Gare d'Allanche
- Gare d'Andelat
- Gare d'Antignac - Vebret
- Gare d'Arpajon-sur-Cère
- Gare de Bégut
- Gare de Chabrillac
- Gare de Champagnac-les-Mines
- Gare de La Chapelle-Laurent
- Gare de Condat - Saint-Amandin
- Gare de Coren
- Gare de Cournil
- Gare de Drignac-Ally
- Gare de Drugeac - Salers
- Gare de Ferrières-Saint-Mary
- Gare de Garabit
- Gare de Jaleyrac - Sourniac
- Gare de Landeyrat - Marcenat
- Gare de Largnac
- Gare de Loubaresse
- Gare de Loupiac-Saint-Christophe
- Gare de Mauriac
- Gare de Miécaze
- Gare de Molompize
- Gare de Nieudan - Saint-Victor
- Gare de Polminhac
- Gare de Puy-Griou
- Gare de Ruynes-en-Margeride
- Gare de Saignes - Ydes
- Gare de Saint-Étienne - Menet
- Gare de Saint-Illide
- Gare de Saint-Jacques
- Gare de Saint-Poncy
- Gare de Saint-Saturnin - Saint-Bonnet
- Gare de Sainte-Anastasie
- Gare de Salins
- Gare de Siran
- Gare de Talizat
- Gare de Thiézac
- Gare de Vebret
- Gare de Vendes
- Gare de Vieillespesse - Lastic
- Gare de Viescamp-sous-Jallès
- Gare de Yolet-le-Doux

### Drôme
Gares en service
- Gare de Crest
- Gare de Die
- Gare de Donzère
- Gare de Livron
- Gare de Loriol
- Gare de Luc-en-Diois
- Gare de Lus-la-Croix-Haute
- Gare de Manthes - Lapeyrouse (fret)
- Gare de Montélimar
- Gare de Pierrelatte
- Gare de Portes (fret)
- Gare de Romans - Bourg-de-Péage
- Gare de Saillans
- Gare de Saint-Rambert-d'Albon
- Gare de Saint-Vallier-sur-Rhône
- Gare de Tain-l'Hermitage - Tournon
- Gare de Valence TGV
- Gare de Valence-Ville

Gares fermées ou désaffectées
- Gare d'Alixan - Châteauneuf-d'Isère
- Gare d'Allex - Grane
- Gare d'Andancette
- Gare d'Aouste-sur-Sye
- Gare de Beaurières (infrastructure)
- Gare de Buis-les-Baronnies
- Gare de Châteauneuf-du-Rhône
- Gare de La Coucourde - Condillac
- Gare d'Épinouze
- Gare d'Étoile-sur-Rhône
- Gare de Grignan - Chamaret
- Gare de Lalley - Croix-Haute
- Gare de Lesches - Beaumont
- Gare de Montélier
- Gare de Montségur
- Gare de Nyons
- Gare de Piégros-la-Clastre - Blacons
- Gare du Pont-d'Espenel
- Gare de Pont-de-Livron
- Gare de Pont-de-Quart - Châtillon
- Gare de Pontaix - Sainte-Croix
- Gare de Recoubeau
- Gare de La Roche-de-Glun
- Gare de Saint-Marcel-lès-Valence
- Gare de Saint-Paul-lès-Romans
- Gare de Saint-Paul-Trois-Châteaux
- Gare de Saulce
- Gare de Serves-sur-Rhône - Érôme
- Gare de Venterol - Rousset
- Gare de Vercheny

### Isère
Gares en service
- Gare des Abrets - Fitilieu
- Gare de Beaurepaire (fret)
- Gare de Bourgoin-Jallieu
- Gare de Brignoud
- Gare de Cessieu
- Gare de Châbons
- Gare de Chasse-sur-Rhône
- Gare de Clelles - Mens
- Gare d'Échirolles
- Gare d'Estressin
- Gare de Goncelin
- Gare du Grand-Lemps
- Gare de Grenoble
- Gare de Grenoble-Universités-Gières
- Gare d'Heyrieux (fret)
- Gare de L'Isle-d'Abeau
- Gare de Jarrie - Vizille
- Gare de Lancey
- Gare de Moirans
- Gare de Moirans-Galifette
- Gare de Monestier-de-Clermont
- Gare du Péage-de-Roussillon
- Gare de Poliénas
- Gare de Pont-de-Beauvoisin
- Gare de Pont-de-Claix
- Gare de Pontcharra-sur-Bréda - Allevard
- Gare de Réaumont - Saint-Cassien
- Gare de Rives
- Gare de Saint-André-le-Gaz
- Gare de Saint-Clair - Les Roches
- Gare de Saint-Égrève-Saint-Robert
- Gare de Saint-Georges-de-Commiers
- Gare de Saint-Hilaire - Saint-Nazaire
- Gare de Saint-Marcelin
- Gare de Saint-Quentin-Fallavier
- Gare de La Tour-du-Pin
- Gare de Tullins-Fures
- Gare de La Verpillière
- Gare de Vienne
- Gare de Vif
- Gare de Vinay
- Gare de Virieu-sur-Bourbre
- Gare de Voiron
- Gare de Voreppe

Gares fermées ou désaffectées
- Gare de L'Albenc
- Gare d'Aoste - Saint-Genix
- Gare d'Arandon
- Gare des Avenières-Veyrens
- Gare de Beaucroissant
- Gare de Bouvesse
- Gare de Brezins
- Gare du Cardaire
- Gare des Chartreux
- Gare du Cheylas - La Buissière
- Gare de Clonas
- Gare du Col de la Croix-Haute-Lalley
- Gare de Corps
- Gare de La Côte-Saint-André
- Gare de Crémieu
- Gare de Dizimieu-les-Tronches
- Gare de Domène
- Gare de Flosaille
- Gare de Grenoble-Olympique
- Gare d'Izeaux
- Gare de Jallieu
- Gare de Janneyrias
- Gare de Marcilloles
- Gare de Montalieu-PLM
- Gare de Montalieu-Ville
- Gare de Morestel
- Gare de La Motte-d'Aveillans
- Gare de La Motte-les-Bains
- Gare de La Mure
- Gare de Notre-Dame-de-Commiers
- Gare de Notre-Dame de Vaulx
- Gare de Passins
- Gare de Percy
- Gare de Poleyrieu-Mépieu
- Gare de Pont-de-Chéruy - Tignieu
- Gare de Pressins
- Gare de Quirieu
- Gare de Romagnieu
- Gare de Saint-Alban-La Grive
- Gare de Saint-Didier-d'Aoste
- Gare de Saint-Étienne-de-Saint-Geoirs
- Gare de Saint-Hilaire-de-Brens
- Gare de Saint-Jean-de-Moirans
- Gare de Saint-Lattier
- Gare de Saint-Martin-de-la-Cluze
- Gare de Saint-Maurice-en-Trièves
- Gare de Saint-Michel-les-Portes
- Gare de Saint-Romain-Barens
- Gare de Saint-Savin
- Gare de Salaise
- Gare de La Salle-en-Beaumont
- Gare de Sérézin-de-la-Tour
- Gare de Siévoz
- Gare de Sillans
- Gare de Soleymieu-Sablonnière
- Gare de La Sône
- Gare de Tencin - Theys
- Gare de Thuellin
- Gare de Trept
- Gare de Valbonnais
- Gare de Vaugris
- Gare de Vaulx-Milieu
- Gare de Vénérieu
- Gare de Vizille-Terrasse
- Gare de Vourey

### Loire
Gares en service
- Gare d'Andrézieux
- Gare de Balbigny
- Gare de Boën
- Gare de Bonson
- Gare de Bouthéon
- Gare du Chambon-Feugerolles
- Gare du Coteau
- Gare de Couzon (fret)
- Gare d'Estivareilles (touristique)
- Gare de Feurs
- Gare de Firminy
- Gare de La Fouillouse
- Gare de Fraisses - Unieux
- Gare de Montbrison
- Gare de Montrond-les-Bains
- Gare de Régny
- Gare de La Ricamarie
- Gare de Rive-de-Gier
- Gare de Roanne
- Gare de Saint-Chamond
- Gare de Saint-Étienne-Bellevue
- Gare de Saint-Étienne-Carnot
- Gare de Saint-Étienne-Châteaucreux
- Gare de Saint-Étienne-La Terrasse
- Gare de Saint-Étienne-Le Clapier
- Gare de Saint-Jodard
- Gare de Saint-Just-Saint-Rambert (fret)
- Gare de Saint-Romain-le-Puy
- Gare de Saint-Victor - Thizy
- Gare de Sury-le-Comtal
- Gare de Terrenoire (fret)
- Gare d'Usson - Saint-Pal (touristique)
- Gare de Veauche - Saint-Galmier

Gares fermées ou désaffectées
- Gare d'Ambierle
- Gare de Bellegarde-en-Forez
- Gare de Belleroche - Belmont
- Gare de Boisset-le-Cerizet
- Gare de Bourg-Argental
- Gare de Bussières
- Gare de Champdieu
- Gare de Changy
- Gare de Charlieu
- Gare de La Grand-Croix
- Gare de Grézieux-le-Fromental
- Gare de L'Hôpital (Loire)
- Gare de L'Hôpital-sous-Rochefort
- Gare de Juré
- Gare de Lorette
- Gare de Luriecq
- Gare de Marcilly-le-Pavé
- Gare de Noirétable
- Gare de Nus
- Gare de La Pacaudière
- Gare de Périgneux - Marieux
- Gare du Pertuiset
- Gare de Pouilly-les-Nonains
- Gare de Pouilly-sous-Charlieu
- Gare de Renaison
- Gare de La Roche
- Gare de Sail-sous-Couzan
- Gare de Saint-Bonnet-le-Château
- Gare de Saint-Cyr-de-Favières
- Gare de Saint-Étienne-Pont-de-l'Âne
- Gare de Saint-Germain-Lespinasse
- Gare de Saint-Julien-la-Vêtre
- Gare de Saint-Just-en-Chevalet
- Gare de Saint-Just-sur-Loire
- Gare de Saint-Marcellin (Loire)
- Gare de Saint-Martin - Sail-les-Bains
- Gare de Saint-Thurin
- Gare de Saint-Victor-sur-Loire
- Gare de Valinches
- Gare de Vendranges - Saint-Priest
- Gare de Villars (Loire)
- Gare de Viricelles - Chazelles
- Gare de Vougy

### Haute-Loire
Gares en service
- Gare d'Alleyras
- Gare d'Arvant
- Gare d'Aurec
- Gare de Bas - Monistrol
- Gare de Brioude
- Gare de La Chaise-Dieu (touristique)
- Gare de Chamalières-sur-Loire
- Gare de Craponne-sur-Arzon (touristique)
- Gare de Darsac
- Gare de Jullianges (touristique)
- Gare de Lachaud-Curmilhac
- Gare de Langeac
- Gare de Lavoûte-sur-Loire
- Gare de Lempdes (fret)
- Gare de Monistrol-d'Allier
- Gare de Paulhaguet
- Gare de Pont-de-Lignon
- Gare du Puy-en-Velay
- Gare de Retournac
- Gare de Saint-Georges-d'Aurac
- Gare de Saint-Vincent-le-Château
- Gare de Sembadel (touristique)
- Gare de Vorey

Gares fermées ou désaffectées
- Gare d'Allègre
- Gare d'Aurac - Lafayette
- Gare de Beaumont-Lauriat
- Gare de Beauzac
- Gare de Blesle
- Gare de Bonneval - Félines
- Gare de Borne
- Gare du Brignon
- Gare de Brives-Charensac
- Gare de Céaux-d'Allègre
- Gare de Chanteuges
- Gare de La Chapelle-Geneste
- Gare de Costaros - Cayres
- Gare de Coubon-Volhac
- Gare de Dunières
- Gare de Fix-Saint-Geneys
- Gare de Fontannes
- Gare de Frugières-le-Pin
- Gare du Lac-de-Malaguet
- Gare de Landos
- Gare de Lantriac
- Gare de Laroche-Faugère
- Gare de Laussonne-les Badioux
- Gare de Lissac
- Gare du Monastier-sur-Gazeille
- Gare de Monlet
- Gare de Pontempeyrat
- Gare de Pont-Salomon
- Gare de Pradelles
- Gare de Prades - Saint-Julien
- Gare de Présailles
- Gare du Puy-Lafayette
- Gare de Rougeac-Chavaniac
- Gare de Saint-Beauzire - La Chomette
- Gare de Saint-Didier - La Séauve
- Gare de Saint-Étienne-du-Vigan
- Gare de Saint-Pal - Saint-Romain
- Saint-Vidal
- Gare de Semène
- Gare de Solignac
- Gare de La Souchère-les-Bains
- Gare de Talairat

### Puy-de-Dôme
Gares en service
- Gare d'Aigueperse
- Gare d'Aubiat
- Gare d'Aulnat-Aéroport
- Gare de Brassac-les-Mines - Sainte-Florine
- Gare du Breuil-sur-Couze
- Gare du Cendre - Orcet
- Gare de Clermont-Ferrand
- Gare de Clermont-La Pardieu
- Gare de Clermont-La Rotonde
- Gare de Durtol - Nohanent
- Gare d'Ennezat - Clerlande (fret)
- Gare de Gerzat
- Gare d'Issoire
- Gare de Lapeyrouse
- Gare de Lezoux
- Gare des Martres-de-Veyre
- Gare de Parent - Coudes - Champeix
- Gare de Pont-de-Dore
- Gare de Pont-du-Château
- Gare de Pontmort
- Gare de Riom - Châtel-Guyon
- Gare de Royat - Chamalières
- Gare de Sarliève - Cournon
- Gare de Thiers
- Gare de Vertaizon
- Gare de Vic-le-Comte
- Gare de Volvic

Gares fermées ou désaffectées
- Gare d'Ambert
- Gare des Ancizes - Saint-Georges
- Gare d'Arlanc
- Gare de La Bouble
- Gare de La Bourboule
- Gare de Bourgeade
- Gare de Bourg-Lastic - Messeix
- Gare de Broc-Beaurecœuil
- Gare de Celles-sur-Durolle
- Gare de La Cellette
- Gare de Chabreloche
- Gare de Chanat
- Gare de Charbonnières-les-Varennes
- Gare de Châtel-Guyon
- Gare de Courpière
- Gare de Courty
- Gare de Dorat
- Gare des Fades
- Gare de Giat
- Gare de Giroux
- Gare de Gouttières
- Gare de Lannet
- Gare de Laqueuille
- Gare de Manzat
- Gare de Marsac-en-Livradois
- Gare de Mayres
- Gare de La Miouze-Rochefort
- Gare de La Monnerie - Saint-Rémy
- Gare du Mont-Dore
- Gare de Mozac
- Gare de Néronde-sur-Dore
- Gare de Noalhat
- Gare d'Ollièrgues
- Gare du Perrier
- Gare de Pontgibaud
- Gare de Pont-de-David
- Gare de Puy-Guillaume
- Gare de Randan
- Gare des Richards
- Gare de Ris - Châteldon
- Gare des Rosiers-sur-Sioule
- Gare de Saint-Alyre-d'Arlanc
- Gare de Saint-Clément-de-Régnat
- Gare de Saint-Éloy-les-Mines
- Gare de Saint-Gervais - Châteauneuf
- Gare de Saint-Gervais-sous-Meymont
- Gare de Saint-Jean-d'Heurs
- Gare de Saint-Ours-les-Roches
- Gare de Saint-Priest - Sauret
- Gare de Saint-Sauves
- Gare de Saint-Sauveur-la-Sagne
- Gare de Saint-Sulpice
- Gare de Saint-Sylvestre-Pragoulin
- Gare du Saut-du-Loup
- Gare de Sauviat
- Gare de Seychalles - Moissat
- Gare de Surat
- Gare de Thuret
- Gare du Vauriat
- Gare de Vertolaye
- Gare de Youx

### Rhône et métropole de Lyon
Gares en service
- Gare d'Alaï
- Gare d'Albigny - Neuville
- Gare d'Amplepuis
- Gare d'Anse
- Gare de L'Arbresle
- Gare de Badan (triage)
- Gare de Belleville-sur-Saône
- Gare de Bois-d'Oingt - Légny
- Gare de Brignais
- Gare de Casino-Lacroix-Laval
- Gare de Chamelet
- Gare de Chandieu - Toussieu (fret)
- Gare de Chaponost
- Gare de Charbonnières-les-Bains
- Gare de Châtillon-d'Azergues
- Gare de Chazay - Marcilly
- Gare de Chessy
- Gare de Civrieux-d'Azergues
- Gare de Collonges - Fontaines
- Gare de Couzon-au-Mont-d'Or
- Gare de Crépieux-la-Pape
- Gare de Dardilly-le-Jubin
- Gare de Dardilly-les-Mouilles
- Gare de Dommartin - Lissieu
- Gare d'Écully-la-Demi-Lune
- Gare de Feyzin
- Gare des Flachères
- Gare de Fleurieux-sur-l'Arbresle
- Gare de Francheville
- Gare de Givors-Canal
- Gare de Givors-Ville
- Gare de Grigny-le-Sablon
- Gare d'Irigny-Yvours
- Gare de Lamure-sur-Azergues
- Gare de Lentilly
- Gare de Lentilly - Charpenay
- Gare de Lozanne
- Gare de Lyon-Gorge-de-Loup
- Gare de Lyon-Jean-Macé
- Gare de Lyon-Part-Dieu
- Gare de Lyon-Perrache
- Gare de Lyon-Saint-Exupéry TGV
- Gare de Lyon-Saint-Paul
- Gare de Lyon-Vaise
- Gare du Méridien
- Gare d'Oullins
- Gare de Pierre-Bénite
- Gare de Pontcharra - Saint-Forgeux
- Gare de Port-Édouard-Herriot (fret)
- Gare de Quincieux
- Gare de Sain-Bel
- Gare de Saint-Fons
- Gare de Saint-Georges-de-Reneins
- Gare de Saint-Germain-au-Mont-d'Or
- Gare de Saint-Priest
- Gare de Saint-Romain-de-Popey
- Gare de Sainte-Foy-l'Argentière (touristique)
- Gare de Sathonay - Rillieux
- Gare de Sérézin
- Gare de Sibelin (triage)
- Gare de Tarare
- Gare de Tassin
- Gare de La Tour-de-Salvagny
- Gare de Vénissieux
- Gare de Vernaison
- Gare de Villefranche-sur-Saône

Gares fermées ou désaffectées
- Gare d'Albigny
- Gare d'Allières
- Gare de Bessenay
- Gare du Breuil
- Gare des Chères - Chasselay
- Gare de Claveisolles
- Gare de Courzieu - Brussieu
- Gare de Dardilly
- Gare de Décines
- Gare de Fontaines-sur-Saône
- Gare de Grandris - Allières
- Gare des Grands-Violets
- Gare de Grigny
- Gare d'Île-Barbe
- Gare d'Irigny
- Gare de Limonest
- Gare de Lyon (Bourbonnais)
- Gare de Lyon-Brotteaux
- Gare de Lyon-Croix-Rousse
- Gare de Lyon-Est
- Gare de Lyon-Saint-Clair
- Gare de Meys
- Gare de Meyzieu
- Gare de Meyzieu-Annexe
- Gare de Millery - Montagny
- Gare de Neuville-sur-Saône
- Gare de Poule
- Gare de Pusignan
- Gare de Quincieux - Trévoux
- Gare de Saint-Just-d'Avray
- Gare de Saint-Laurent-d'Oingt
- Gare de Saint-Nizier-d'Azergues
- Gare de Saint-Romain-au-Mont-d'Or
- Gare de Saint-Romain-en-Gier
- Gare de Sellettes
- Gare de Ternand
- Gare de Ternay
- Gare de La Tour-de-Millery
- Gare de Trèves-Burel
- Gare de Villeurbanne
- Gare de Vourles - Charly

Voir la catégorie « Gare dans la métropole de Lyon »

### Savoie
Gares en service
- Gare d'Aiguebelette-le-Lac
- Gare d'Aiguebelle
- Gare d'Aime-La Plagne
- Gare d'Aix-les-Bains-Le Revard
- Gare d'Albens
- Gare d'Albertville
- Gare de Bourg-Saint-Maurice
- Gare de Chambéry - Challes-les-Eaux
- Gare de Chamousset
- Gare de Chindrieux
- Gare d'Épierre - Saint-Léger
- Gare de Frontenex
- Gare de Grésy-sur-Aix
- Gare de Grésy-sur-Isère
- Gare de Landry
- Gare de Lépin-le-Lac - La Bauche
- Gare de Modane
- Gare de Montmélian
- Gare de Moûtiers - Salins - Brides-les-Bains
- Gare de Notre-Dame-de-Briançon
- Gare de Saint-Avre - La Chambre
- Gare de Saint-Béron - La Bridoire
- Gare de Saint-Jean de Maurienne - Vallée de l'Arvan
- Gare de Saint-Michel - Valloire
- Gare de Saint-Pierre-d'Albigny
- Gare de Vions - Chanaz
- Gare de Viviers-du-Lac

Gares fermées ou désaffectées
- Gare d'Aigueblanche
- Gare d'Aiton - Bourgneuf
- Gare d'Argentine
- Gare de La Bâthie
- Gare de La Bridoire
- Gare de Brison-Saint-Innocent
- Gare de Centron
- Gare de Cevins
- Gare des Chavannes - Saint-Rémy
- Gare de Chignin - Les Marches
- Gare de Cognin
- Gare de Cruet
- Gare de Domessin-Le Bonnard
- Gare de Fréterive
- Gare de Hauteville - Gondon
- Gare d'Orelle - Prémont
- Gare de Petit-Cœur-La Léchère-les-Bains
- Gare de Pomblière-Saint-Marcel
- Gare de Pontamafrey
- Gare de La Praz
- Gare de La Rachy
- Gare de Saint-Cassin-la-Cascade
- Gare de Sainte-Hélène-du-Lac
- Gare de Saint-Jean-de-la-Porte
- Gare de Saint-Julien - Montricher
- Gare de Tours-en-Savoie
- Gare de Voglans

### Haute-Savoie
Gares en service
- Gare d'Annecy
- Gare d'Annemasse
- Gare d'Argentière
- Gare de Bellevue
- Gare de Bonneville
- Gare de Bons-en-Chablais
- Gare des Bossons
- Gare du Buet
- Gare de Chamonix-Mont-Blanc
- Gare de Chamonix-Aiguille-du-Midi
- Gare de Chedde
- Gare de Cluses
- Gare du Col de Voza
- Gare d'Évian-les-Bains
- Gare de Groisy - Thorens - la-Caille
- Gare des Houches
- Gare de La Joux
- Gare de Machilly
- Gare de Magland
- Gare de Marignier
- Gare de Mont-Lachat
- Gare de Montroc-le-Planet
- Gare des Moussoux
- Gare du Nid-d'Aigle
- Gare des Pélerins
- Gare de Perrignier
- Gare de Pringy
- Gare des Praz-de-Chamonix
- Gare de Reignier
- Gare de La Roche-sur-Foron
- Gare de Rumilly
- Gare de Saint-Gervais-les-Bains
- Gare de Saint-Gervais-les-Bains-Le Fayet
- Gare de Saint-Julien-en-Genevois
- Gare de Saint-Pierre-en-Faucigny
- Gare de Sallanches - Combloux - Megève
- Gare de Servoz
- Gare de Taconnaz
- Gare de Thonon-les-Bains
- Gare des Tines
- Gare de Valleiry
- Gare de Vallorcine
- Gare de Vaudagne
- Gare du Viaduc-Sainte-Marie

Gares fermées ou désaffectées
- Gare des Aires
- Gare d'Allinges - Mesinges
- Gare d'Ambilly
- Gare d'Amphion-les-Bains
- Gare d'Archamps - Bossey
- Gare d'Argonay
- Gare des Bains-d'Évian
- Gare de Balme-Arâches
- Gare de Bloye
- Gare de Bossey - Veyrier
- Gare de Charvonnex
- Gare de Collonges-sous-Salève
- Gare d'Ésery-Marsinge
- Gare d'Étrembières
- Gare d'Évires
- Gare de Lovagny-Gorges-du-Fier
- Gare de Lully
- Gare de Marcellaz - Hauteville
- Gare de Monnetier-Mornex
- Gare de Pers-Jussy - Chevrier
- Gare d'Oëx
- Gare de Saint-Cergues-Les Voirons
- Gare de Saint-Laurent-en-Faucigny
- Gare de Saint-Martin-Bellevue
- Gare de Vongy

## Bourgogne-Franche-Comté

### Côte-d'Or
Gares en service
- Gare d'Aiserey
- Gare d'Auxonne
- Gare de Beaune
- Gare de Blaisy-Bas
- Gare de Brazey-en-Plaine
- Gare de Bretigny - Norges
- Gare de Châtillon-sur-Seine (fret)
- Gare de Chaugey
- Gare de Collonges
- Gare de Corgoloin
- Gare de Dijon-Porte-Neuve
- Gare de Dijon-Ville
- Gare de Gemeaux
- Gare de Genlis
- Gare de Gevrey-Chambertin
- Gare d'Is-sur-Tille
- Gare de Lantenay
- Gare des Laumes - Alésia
- Gare de Longecourt
- Gare de Mâlain
- Gare de Meursault
- Gare de Montbard
- Gare de Nuits-Saint-Georges
- Gare d'Ouges
- Gare de Pagny (Côte-d'Or)
- Gare de Saint-Jean-de-Losne
- Gare de Saint-Julien - Clénay
- Gare de Saulon
- Gare de Seurre
- Gare de Thenissey
- Gare de Velars
- Gare de Verrey
- Gare de Vougeot - Gilly-lès-Cîteaux
- Gare de triage et ateliers SNCF de Perrigny

Gares fermées ou désaffectées
- Gare de Neuilly-lès-Dijon
- Gare de Sainte-Colombe-sur-Seine
- Gare de Saulieu
- Gare de Villers-les-Pots

### Doubs
Gares en service
- Gare d'Arc-et-Senans
- Gare d'Avoudrey
- Gare de Baume-les-Dames
- Gare de Byans
- Gare de Besançon-Mouillère
- Gare de Besançon Franche-Comté TGV
- Gare de Besançon-Viotte
- Gare de Clerval
- Gare de Colombier-Fontaine
- Gare de Dannemarie - Velesmes
- Gare de Deluz
- Gare d'École-Valentin
- Gare d'Étalans
- Gare de Franois
- Gare de Frasne
- Gare de Gilley
- Gare de Labergement-Sainte-Marie
- Gare de L'Hôpital-du-Grosbois
- Gare de L'Isle-sur-le-Doubs
- Gare de Laissey
- Gare de Liesle
- Gare de Mamirolle
- Gare de Montbéliard
- Gare de Montferrand - Thoraise
- Gare de Morre
- Gare de Morteau
- Gare de Novillars
- Gare de Pontarlier
- Gare de La Rivière
- Gare de Roche-lez-Beaupré
- Gare de Saint-Vit
- Gare de Sainte-Colombe
- Gare de Saône
- Gare de Torpes - Boussières
- Gare du Valdahon
- Gare du Valdahon-Camp-Militaire
- Gare de Voujeaucourt

Gares fermées ou désaffectées
- Gare du Frambourg
- Gare des Hôpitaux-Neufs - Jougne (exploitée par le Chemin de fer touristique Pontarlier-Vallorbe)
- Gare des Longevilles - Rochejean
- Gare de Vaux-et-Chantegrue

### Jura
Gares en service
- Gare d'Andelot
- Gare d'Arbois
- Gare de Champagnole
- Gare de Cousance
- Gare de Dole-Ville
- Gare de Domblans - Voiteur
- Gare de La Chaumusse - Fort-du-Plasne
- Gare de La Chaux-des-Crotenay
- Gare de Lons-le-Saunier
- Gare de Molinges
- Gare de Montbarrey
- Gare de Morbier
- Gare de Morez
- Gare de Mouchard
- Gare d'Orchamps
- Gare de Poligny
- Gare de Ranchot
- Gare de Saint-Amour
- Gare de Saint-Claude
- Gare de Saint-Laurent-en-Grandvaux
- Gare de Saint-Lothain
- Gare de Tavaux (fret)

Gares fermées ou désaffectées
- Gare de Chassal
- Gare de Chatelay - Chissey
- Gare de Courlans
- Gare de Dole-La Bedugue
- Gare de Dortan - Lavancia
- Gare de Foucherans
- Gare de Grand-Contour
- Gare de Jeurre
- Gare du Lizon
- Gare de la Rixouse - Villard-sur-Bienne
- Gare de Lézat
- Gare de Mont-sous-Vaudrey
- Gare de Parcey
- Gare de Rochefort-sur-Nenon
- Gare de Souvans
- Gare de Tancua
- Halte de Valfin-lès-Saint-Claude
- Gare de Vaux-lès-Saint-Claude
- Gare de Vers-en-Montagne

### Nièvre
Gares en service
- Gare de Cercy-la-Tour
- Gare de Chantenay-Saint-Imbert
- Gare de Clamecy
- Gare de Corbigny
- Gare de Cosne-sur-Loire
- Gare de Decize
- Gare de Flez-Cuzy - Tannay
- Gare de Fourchambault
- Gare de Garchizy
- Gare d'Imphy
- Gare de La Charité
- Gare de La Marche
- Gare de Luzy
- Gare de Mesves - Bulcy
- Gare de Nevers
- Gare de Nevers-le-Banlay
- Gare de Nevers-les-Perrières
- Gare de Neuvy-sur-Loire (fret)
- Gare de Pougues-les-Eaux
- Gare de Pouilly-sur-Loire
- Gare de Saincaize
- Gare de Saint-Pierre-le-Moûtier
- Gare de Tracy - Sancerre
- Gare de Tronsanges
- Gare de Vauzelles

Gares fermées ou désaffectées
- Gare d'Avrée
- Gare de Château-Chinon
- Gare de Fours
- Gare de Gimouille
- Gare de Mars
- Gare de Myennes
- Gare de Rémilly - Saint-Honoré-les-Bains
- Gare de Saint-Éloi
- Gare de Sougy
- Gare de Verneuil

### Haute-Saône
Gares en service
- Gare d'Aillevillers
- Gare de Champagney
- Gare de Gray
- Gare d'Héricourt
- Gare de Lure
- Gare de Luxeuil-les-Bains
- Gare de Port-d'Atelier-Amance (infra)
- Gare de Ronchamp
- Gare de Vesoul

Gares fermées ou désaffectées
- Gare de Colombier
- Gare de Corbenay
- Gare de Creveney - Saulx
- Gare de Fougerolles
- Gare de Genevreuille
- Gare de Vaivre
- Gare des chemins de fer vicinaux de Vesoul
- Gare de Villersexel

### Saône-et-Loire
Gares en service
- Gare de Blanzy
- Gare de Broye
- Gare de Chagny
- Gare de Chalon-sur-Saône
- Gare de Chauffailles
- Gare de Cheilly-lès-Maranges
- Gare de Ciry-le-Noble
- Gare de Cordesse - Igornay
- Gare de Crêches-sur-Saône
- Gare du Creusot TGV[3]
- Gare du Creusot
- Gare de Digoin
- Gare d'Étang-sur-Arroux
- Gare de Fleurville - Pont-de-Vaux
- Gare de Fontaines - Mercurey
- Gare de Galuzot
- Gare de Génelard
- Gare de Gilly-sur-Loire
- Gare de La Clayette - Baudemont
- Gare de Louhans
- Gare de Mâcon-Loché-TGV
- Gare de Mâcon-Ville
- Gare de Mervans
- Gare de Montceau-les-Mines
- Gare de Montchanin
- Gare de Paray-le-Monial
- Gare de Pontanevaux
- Gare de Romanèche-Thorins
- Gare de Rully
- Gare de Saint-Léger-sur-Dheune
- Gare de Senozan
- Gare de Tournus

Gares fermées ou désaffectées
- Gare d'Autun
- Gare de Brion - Laizy
- Gare de Charnay-Condemine
- Gare de Charolles
- Gare de Dennevy
- Gare de Gueugnon
- Gare d'Iguerande
- Gare des Jeannins
- Gare de La Gravoine
- Gare de La Mouille-Longue
- Gare de Marcigny
- Gare de Monetois
- Gare de Montceaux - Vindecy
- Gare de Palinges
- Gare de Perreuil
- Gare de Saint-Bérain
- Gare de Saint-Didier-sur-Arroux
- Gare de Saint-Gilles
- Gare de Saint-Julien - Écuisses
- Gare de Saint-Yan
- Gare de Toulon-sur-Arroux
- Gare de Villedieu-Chanliau

### Yonne
Gares en service
- Gare d'Accolay
- Gare d'Arcy-sur-Cure
- Gare d'Auxerre-Saint-Gervais
- Gare d'Avallon
- Gare de Champigny-sur-Yonne
- Gare de Champs - Saint-Bris
- Gare de Châtel-Censoir
- Gare de Chemilly - Appoigny
- Gare de Coulanges-sur-Yonne
- Gare de Cravant - Bazarnes
- Gare d'Étigny - Véron
- Gare de Joigny
- Gare de Laroche - Migennes
- Gare de Lucy-sur-Cure - Bessy
- Gare de Mailly-la-Ville
- Gare de Monéteau - Gurgy
- Gare de Nuits-sous-Ravières
- Gare de Pont-sur-Yonne
- Gare de Saint-Florentin - Vergigny
- Gare de Saint-Julien-du-Sault
- Gare de Sens
- Gare de Sermizelles - Vézelay
- Gare de Tonnerre
- Gare de Vermenton
- Gare de Villeneuve-la-Guyard
- Gare de Villeneuve-sur-Yonne
- Gare de Vincelles
- Gare de Voutenay

Gares fermées ou désaffectées
- Gare d'Augy - Vaux
- Gare d'Auxerre-Saint-Amâtre
- Gare de Bonnard - Bassou
- Gare de Cézy
- Gare de Cheny
- Gare de Lain - Thury
- Gare de L'Isle-Angely

### Territoire de Belfort
Gares en service
- Gare de Bas-Évette
- Gare de Belfort
- Gare de Belfort - Montbéliard TGV
- Gare de Danjoutin
- Gare de Delle
- Gare de Giromagny (fret)
- Gare de Grandvillars
- Gare de Joncherey
- Halte de Meroux (Belfort - Montbéliard TGV)
- Gare de Morvillars
- Gare de Petit-Croix
- Gare des Trois-Chênes

Gares fermées ou désaffectées
- Gare de Bourogne
- Gare de Chèvremont
- Gare de Lachapelle-sous-Chaux
- Gare de Meroux (ancienne)
- Gare de Valdoie
- Gare du chemin de fer d'intérêt local à Anjoutey
- Gare du chemin de fer d'intérêt local à Belfort
- Gare du chemin de fer d'intérêt local à Brebotte
- Gare du chemin de fer d'intérêt local à Châtenois-les-Forges
- Gare du chemin de fer d'intérêt local à Danjoutin
- Gare du chemin de fer d'intérêt local à Étueffont
- Gare du chemin de fer d'intérêt local à Lachapelle-sous-Rougemont
- Gare du chemin de fer d'intérêt local aux Errues
- Gare du chemin de fer d'intérêt local à Lepuix
- Gare du chemin de fer d'intérêt local à Offemont
- Gare du chemin de fer d'intérêt local à Réchésy
- Gare du chemin de fer d'intérêt local à Roppe
- Gare du chemin de fer d'intérêt local à Rougemont-le-Château
- Gare du chemin de fer d'intérêt local à Saint-Germain-le-Châtelet
- Gare du chemin de fer d'intérêt local à Suarce
- Gare du chemin de fer d'intérêt local à Trétudans
- Gare du chemin de fer d'intérêt local à Vellescot
- Gare du chemin de fer d'intérêt local à Vézelois

## Bretagne

### Côtes-d'Armor
Gares en service
- Gare de Belle-Isle - Bégard
- Gare de Brélidy - Plouëc
- Gare de Broons
- Gare de Callac
- Gare de Carnoët - Locarn
- Gare de Caulnes
- Gare de Châtelaudren - Plouagat
- Gare de Coat-Guégan
- Gare de Corseul - Languenan
- Gare de Dinan
- Halte de Frynaudour
- Halte de Gourland
- Gare de Guingamp
- Gare de La Hisse
- Gare de La Méaugon
- Gare de Lamballe
- Gare de Lancerf
- Gare de Landébia
- Gare de Lannion
- Gare de Loudéac (fret)
- Gare des Mais
- Gare de Moustéru
- Gare de Paimpol
- Gare du Pénity
- Gare de Plaintel (fret)
- Gare de Plancoët
- Gare de Plénée-Jugon
- Gare de Plestan
- Gare de Pleudihen
- Gare de Plouaret-Trégor
- Gare de Plougonver
- Gare de Plounérin
- Gare de Plouvara - Plerneuf
- Gare de Pont-Melvez
- Gare de Pontrieux
- Halte de Pontrieux
- Gare de Quintin (fret)
- Gare de Saint-Brieuc
- Halte de Traou-Nez
- Gare de Trégonneau - Squiffiec
- Gare d'Uzel (fret)
- Gare d'Yffiniac

Gares fermées ou désaffectées
- Gare de Caurel
- Gare de Gouarec
- Gare d'Hémonstoir - Saint-Gonnery
- Gare de Kerauzern
- Gare de La Motte
- Gare de Mûr-de-Bretagne
- Gare du Pas
- Gare de Plœuc - L'Hermitage
- Gare de Plouguernével
- Gare de Quintin
- Gare de Rostrenen
- Gare de Saint-Julien (Côtes-d'Armor)

### Finistère
Gares en service
- Gare de Bannalec
- Gare de Brest
- Gare de Carhaix
- Gare de Châteaulin-Embranchement
- Gare de Dirinon - Loperhet
- Gare de Guimiliau
- Gare de Kerhuon
- Gare de La Forest
- Gare de La Roche-Maurice
- Gare de Landerneau
- Gare de Landivisiau
- Gare de Morlaix
- Gare de Pleyber-Christ
- Gare de Plouigneau
- Gare de Pont-de-Buis
- Gare de Quimper
- Gare de Quimperlé
- Gare de Rosporden
- Gare de Saint-Pol-de-Léon
- Gare de Saint-Thégonnec

Gares fermées ou désaffectées
- Gare de Châteaulin-Ville
- Gare de Concarneau
- Gare de Daoulas
- Gare de Douarnenez - Tréboul
- Gare d'Hanvec
- Gare de Henvic - Carantec
- Gare de La Boissière
- Gare de La Forêt-du-Cranou
- Gare de Plouénan
- Gare de Quéménéven
- Gare de Quimerc'h
- Gare de Roscoff
- Gare de Saint-Yvi
- Gare de Taulé - Henvic

### Ille-et-Vilaine
Gares en service
- Gare de Betton
- Gare de Bonnemain
- Gare de Breteil
- Gare de La Brohinière
- Gare de Bruz
- Gare de Cesson-Sévigné
- Gare de Châteaubourg
- Gare de Chevaigné
- Gare de Combourg
- Gare de Corps-Nuds
- Gare de Dingé
- Gare de Dol-de-Bretagne
- Gare de Fougeray - Langon
- Gare de La Fresnais
- Gare de La Gouesnière - Cancale - Saint-Méloir-des-Ondes
- Gare de Guichen - Bourg-des-Comptes
- Gare de L'Hermitage - Mordelles
- Gare de Janzé
- Gare de Ker-Lann
- Gare des Lacs
- Gare de Laillé
- Gare de Martigné-Ferchaud
- Gare de Messac-Guipry
- Gare de Miniac
- Gare de Montauban-de-Bretagne
- Gare de Montfort-sur-Meu
- Gare de Montreuil-sur-Ille
- Gare de Noyal - Acigné
- Gare de Pléchâtel
- Gare de Plerguer
- Gare de Quédillac
- Gare de Redon
- Gare de Rennes
- Halte de Pontchaillou
- Gare de Rennes-La Poterie
- Gare de Retiers
- Gare de Saint-Armel
- Gare de Saint-Germain-sur-Ille
- Gare de Saint-Jacques-de-la-Lande
- Gare de Saint-Malo
- Gare de Saint-Médard-sur-Ille
- Gare de Saint-Senoux - Pléchâtel
- Gare de Servon
- Gare du Theil-de-Bretagne
- Gare de Vern
- Gare de Vitré

Gares fermées ou désaffectées
- Gare du Fort de Châteauneuf-d'Ille-et-Vilaine
- Gare de Dinard
- Gare de Fougères
- Gare de Gaël
- Gare de Saint-Méen

### Morbihan
Gares en service
- Gare d'Auray
- Gare de Baud (fret)
- Gare de Belz - Ploemel
- Gare de Brandérion
- Gare de Gestel
- Gare d'Hennebont
- Gare de Kerhostin
- Halte de L'Isthme
- Gare de Landaul - Mendon
- Gare de Landévant
- Gare de Lorient
- Gare de Malansac
- Gare de Penthièvre
- Gare de Plouharnel - Carnac
- Gare de Pontivy (fret)
- Gare de Questembert
- Gare de Quiberon
- Halte des Sables-Blancs
- Gare de Saint-Pierre-Quiberon
- Gare Sainte-Anne
- Gare de Vannes

Gares fermées ou désaffectées
- Gare d'Augan
- Gare d'Elven
- Gare de Guiscriff
- Gare de La Vraie-Croix
- Gare de Lambel - Camors
- Gare de Loyat
- Gare de Malestroit
- Gare de Mauron
- Gare de Néant - Bois-de-la-Roche
- Gare de Pleucadeuc
- Gare de Ploërmel
- Gare de Pluvigner
- Gare de Roc-Saint-André - La Chapelle
- Gare de Saint-Gérand
- Gare de Saint-Jacut
- Gare de Saint-Nicolas-des-Eaux
- Gare de Saint-Rivalain
- Gare de Surzur

## Centre-Val de Loire

### Cher
Gares en service
- Gare d'Avord
- Gare de Bengy
- Gare de Bigny
- Gare de Bourges
- Gare de Châteauneuf-sur-Cher
- Gare de Foëcy
- Gare de La Guerche-sur-l'Aubois
- Gare de Lunery
- Gare de Marmagne
- Gare de Mehun-sur-Yèvre
- Gare de Nérondes
- Gare de Saint-Amand-Montrond - Orval
- Gare de Saint-Florent-sur-Cher
- Gare de Saint-Germain-du-Puy
- Gare de La Chapelle-Saint-Ursin - Morthomiers (ITE)
- Gare d'Urçay
- Gare de Vierzon-Forges
- Gare de Vierzon-Ville

Gares fermées ou désaffectées
- Gare d'Ainay-le-Vieil
- Gare de Châteaumeillant
- Gare de La Cour-Vesdun
- Gare de Culan
- Gare de Chéry - Lury
- Gare de Saint-Janvrin
- Gare de Marçais
- Gare de Lignières
- Gare de Saint-Hilaire

### Eure-et-Loir
Gares en service
- Gare d'Amilly-Ouerray
- Gare d'Arrou
- Gare d'Auneau
- Gare de Bailleau-le-Pin
- Gare de Bonneval
- Gare de Brou
- Gare de Chartres
- Gare de Châteaudun
- Gare de Château-Gaillard
- Gare de Cloyes
- Gare de Courtalain - Saint-Pellerin
- Gare de Courville-sur-Eure
- Gare de Dreux
- Gare d'Épernon
- Gare d'Illiers-Combray
- Gare de Jouy
- Gare de La Loupe
- Gare de Lucé
- Gare de Magny - Blandainville
- Gare de Maintenon
- Gare de Marchezais - Broué
- Gare de Nogent-le-Rotrou
- Gare de Pontgouin
- Gare de Saint-Aubin - Saint-Luperce
- Gare de Saint-Piat
- Gare de La Taye
- Gare de Toury
- Gare de La Villette-Saint-Prest
- Gare de Voves

Gares fermées ou désaffectées
- Gare de Bailleau-l'Évêque
- Gare de Berchères-les-Pierres
- Gare de Bonneval (tramways d'Eure-et-Loir)
- Gare de Brezolles (tramways d'Eure-et-Loir)
- Gare de Briconville
- Gare de Brou (tramways d'Eure-et-Loir)
- Gare de Châteauneuf-en-Thymerais (tramways d'Eure-et-Loir)
- Gare de Civry - Saint-Cloud
- Gare de Clévilliers
- Gare de Dangeau (tramways d'Eure-et-Loir)
- Gare de Fains-la-Folie
- Gare de Fontaine-Simon
- Gare de Fresnay-l'Évêque
- Gare de Gallardon-Pont
- Gare de Gilles - Guainville
- Gare du Gué-de-Longroi
- Gare de Janville
- Gare de Langey
- Gare de Laons (tramways d'Eure-et-Loir)
- Gare de Nogent-le-Rotrou (tramways d'Eure-et-Loir)
- Gare d'Oinville-sous-Auneau
- Gare d'Orgères-en-Beauce
- Gare de Prasville
- Gare de Saint-Denis-les-Ponts
- Gare de Saint-Germain - Saint-Rémy
- Gare de Trancrainville
- Gare d'Ymonville

### Indre
Gares en service
- Gare d'Argenton-sur-Creuse
- Gare d'Argy
- Gare de Buzançais (fret)
- Gare de Celon (fret)
- Gare de Chabenet
- Gare de Chabris
- Gare de Châteauroux
- Gare de Châtillon-sur-Indre (fret)
- Gare de Clion-sur-Indre (fret)
- Gare d'Écueillé
- Gare d'Éguzon
- Gare de Fléré-la-Rivière (fret)
- Gare de La Foulquetière
- Gare de La Gauterie
- Gare d'Heugnes
- Gare d'Issoudun
- Gare de Lothiers
- Gare de Luant
- Gare de Luçay-le-Mâle
- Gare de Montierchaume (fret)
- Gare de Neuvy-Pailloux
- Gare de Pellevoisin
- Gare de Reuilly
- Gare de Sainte-Lizaigne
- Gare de Tournon-Saint-Martin (fret)
- Gare de Valençay
- Gare de Varennes-sur-Fouzon

Gares fermées ou désaffectées
- Gare d'Abloux
- Gare d'Aigurande
- Gare d'Azé
- Gare de Bélâbre
- Gare du Blanc
- Gare de Bonnavois
- Gare de Bonneau-Habilly
- Gare de Briantes
- Gare de Chaillac
- Gare de Champillet - Urciers
- Gare de La Châtre
- Gare de La Chaussée
- Gare de Chaventon
- Gare de Chavin
- Gare de Chitray
- Gare de Ciron
- Gare de Cluis
- Gare de Concremiers
- Gare de Crozon - La Buxerette
- Gare de Déols
- Gare de Diou
- Gare de Douadic
- Gare d'Entraigues
- Gare de Fontgombault
- Gare de La Forge de l'Île
- Gare de Fourches -Jeu-les-Bois
- Gare de Giroux
- Gare d'Ingrandes - Mérigny
- Gare de Juscop
- Gare de Langé
- Gare de Levroux
- Gare de Lingé
- Gare de Lurais
- Gare de Loges-Lignerolles
- Gare de Maillet
- Gare de Mauvières
- Gare du Menoux
- Gare de Mers
- Gare de Mézières-en-Brenne
- Gare de Moulins
- Gare de Neuvy-Saint-Sépulchre
- Gare de Niherne
- Gare de Nohant-Vic
- Gare de Palluau -Saint-Genou
- Gare de Paudy
- Gare du Pêchereau
- Gare de Pouligny-Saint-Pierre
- Gare de Prissac
- Gare du Puy de l'Âge
- Gare de La Roche-Chevreux
- Gare de Ruffec-le-Château
- Gare de Sacierges
- Gare de Saint-Aigny - Le Blanc
- Gare de Saint-Benoît-du-Sault
- Gare de Saint-Denis-de-Jouhet
- Gare de Saint-Gaultier
- Gare de Saint-Gilles
- Gare de Saint-Hilaire (Indre)
- Gare de Saint-Maur-sur-Indre
- Gare de Saint-Michel-Saint-Cyran
- Gare de Sainte-Thérese
- Gare de Sarzay - Fougerolles
- Gare de Scoury
- Gare de Subtray
- Gare de Terre-Neuve
- Gare de Vatan
- Gare de Vendœuvres
- Gare de Vicq-sur-Nahon
- Gare de Villedieu-sur-Indre
- Gare de Villiers
- Gare de Vineuil

Gares détruites
- Gare d'Ardentes

### Indre-et-Loire
Gares en service
- Gare d'Amboise
- Gare d'Azay-le-Rideau
- Gare d'Azay-sur-Cher
- Gare de Ballan
- Gare de Bléré - La Croix
- Gare de Château-Renault
- Gare de Chenonceaux
- Gare de Chinon
- Gare de Cinq-Mars-la-Pile
- Gare de Cormery
- Gare de Courçay - Tauxigny
- Gare de Druye
- Gare d'Esvres
- Gare de Joué-lès-Tours
- Gare de La Chapelle-sur-Loire
- Gare de La Douzillère
- Gare de La Haye-Descartes (fret)
- Gare de La Membrolle-sur-Choisille
- Gare de Langeais
- Gare de Limeray
- Gare de Loches
- Gare de Maillé
- Gare de Monnaie
- Gare de Montbazon
- Gare de Montlouis
- Gare de Monts
- Gare de Neuillé-Pont-Pierre
- Gare de Noizay
- Gare de Notre-Dame-d'Oé
- Gare de Port-Boulet
- Gare de Reignac
- Gare de Rivarennes
- Gare de Saint-Antoine-du-Rocher
- Gare de Saint-Genouph
- Gare de Saint-Martin-le-Beau
- Gare de Saint-Paterne
- Gare de Saint-Patrice
- Gare de Saint-Pierre-des-Corps
- Gare de Sainte-Maure - Noyant
- Gare de Savonnières
- Gare de Tours
- Gare de Veigné
- Gare de Véretz - Montlouis
- Gare de Villeperdue

Gares fermées ou désaffectées
- Gare d'Abilly
- Gare de Bossey
- Gare de Chaumussay
- Gare de Fondettes - Saint-Cyr
- Gare du Grand-Pressigny
- Gare de Launay
- Gare de Preuilly-Claise
- Gare de Richelieu
- Gare de Vallères

### Loir-et-Cher
Gares en service
- Gare de Blois - Chambord
- Gare de Chissay-en-Touraine
- Gare de Chouzy
- Gare du Faubourg-d'Orléans
- Gare de La Ferté-Imbault
- Gare de Fréteval - Morée
- Gare de Gièvres
- Gare de La Chaussée-Saint-Victor
- Gare de Lamotte-Beuvron
- Gare de Loreux
- Gare de Menars
- Gare de Mennetou-sur-Cher
- Gare de Mer
- Gare de Mondoubleau (fret)
- Gare de Montrichard
- Gare de Nouan-le-Fuzelier
- Gare d'Onzain - Chaumont-sur-Loire
- Gare de Pezou
- Gare de Pruniers
- Gare des Quatre-Roues
- Gare de Romorantin-Blanc-Argent
- Gare de Saint-Aignan - Noyers
- Gare de Saint-Amand-de-Vendôme
- Gare de Salbris
- Gare de Selles-Saint-Denis
- Gare de Selles-sur-Cher
- Gare de Suèvres
- Gare de Theillay
- Gare de Thésée
- Gare de Vendôme
- Gare de Vendôme - Villiers-sur-Loir TGV
- Gare de Veuves - Monteaux
- Gare de Villefranche-sur-Cher
- Gare de Villeherviers

Gares fermées ou désaffectées
- Gare de Cour-Cheverny
- Gare de Droué
- Gare de Saint-Hilaire-la-Gravelle
- Gare de Saint-Jean-Froidmentel

### Loiret
Gares en service
- Gare d'Artenay
- Gare des Aubrais
- Gare d'Auxy - Juranville (fret)
- Gare de Baule
- Gare de Beaugency
- Gare de Boisseaux
- Gare de Briare
- Gare de Bricy-Boulay (fret)
- Gare de Cercottes
- Gare de Chaingy-Fourneaux-Plage
- Gare de Châteauneuf-sur-Loire (fret)
- Gare de Châtillon-sur-Loire (fret)
- Gare de Chécy - Mardié (fret)
- Gare de Chevilly
- Gare de Dordives
- Gare de Ferrières - Fontenay
- Gare de La Chapelle-Saint-Mesmin
- Gare de La Ferté-Saint-Aubin
- Gare de Gien
- Gare de Malesherbes
- Gare de Meung-sur-Loire
- Gare de Montargis
- Gare de Nogent-sur-Vernisson
- Gare d'Orléans
- Gare de Pithiviers (fret)
- Gare de Saint-Ay
- Gare de Saint-Cyr-en-Val - La Source
- Gare de Saint-Denis - Jargeau (fret)
- Gare de Sully-sur-Loire (fret)
- Gare de Villeneuve-d'Ingré (fret)

Gares fermées ou désaffectées
- Gare de Beaumont - Boësses
- Gare de Beaune-la-Rolande
- Gare de Bonny
- Gare des Bordes
- Gare de Briarres-sur-Essonne
- Gare de Cepoy
- Gare de Cerdon-du-Loiret
- Gare des Choux - Boismorand
- Gare de Labrosse - Augerville
- Gare de Lorris
- Gare d'Ouzouer - Dampierre
- Gare de Puiseaux
- Gare de Saint-Benoît - Saint-Aignan
- Gare de Saint-Jean-de-Braye
- Gare de Solterre
- Gare de Vennecy

## Corse
Gares en service sur la ligne Bastia – Ajaccio
- Gare de Bastia
- Gare de Lupino
- Gare de Rivoli
- Gare de Bassanese
- Gare de L'Arinella
- Gare de Montesoro
- Gare de Sole-Meo
- Gare d'Erbajolo
- Gare de la Polyclinique
- Gare de La Rocade
- Gare de Furiani
- Gare de Saltatojo
- Gare de Ceppe
- Gare de Casatorra
- Gare de Biguglia
- Gare de Tragone
- Gare de Purettone
- Gare de la Maison d'arrêt de Borgo
- Gare de Borgo
- Gare de Lucciana
- Gare de Casamozza
- Gare de Barchetta
- Gare de Ponte-Novu
- Gare de Ponte-Leccia
- Gare de Francardo
- Gare de Soveria
- Gare de Corte
- Gare de Poggio - Riventosa
- Gare de Venaco
- Gare de Vivario
- Gare du Camping Savaggio
- Gare de Tattone
- Gare de Vizzavona
- Gare de Bocognano
- Gare de Tavera
- Gare d'Ucciani
- Gare de Carbuccia
- Gare de Mezzana
- Gare de Cavone
- Gare des Salines
- Gare d'Ajaccio

Gares fermées ou désaffectées
- Gare de la Piscine de Venaco

Gares en service sur la ligne Ponte-Leccia – Calvi
- Gare de Ponte-Leccia
- Gare de Pietralba
- Gare de Novella
- Gare de Palasca
- Gare de PK 79 + 800
- Gare de Belgodère
- Gare du Regino
- Gare du Camping Monticello
- Gare de L'Île-Rousse
- Gare de Bodri
- Gare de la Marine de Davia
- Gare d'Aregno
- Gare d'Algajola
- Gare de Sant'Ambroggio
- Gare du Club-Med Cocody
- Gare de Giorgio
- Gare de Lumio-Arinella
- Gare de Sainte-Restitude
- Gare de Camp-Raffalli GR 20
- Gare de Dolce Vita GR 20 (Calvi)
- Gare du Club olympique (Calvi)
- Gare du Tennis-Club (Calvi)
- Gare de la Balagne-Orizontenovu (Calvi)
- Gare du Lido (Calvi)
- Gare de Calvi

## Grand Est

### Collectivité européenne d'Alsace

#### Bas-Rhin
Gares en service
- Gare de Barr
- Gare de Benfeld
- Gare de Bischheim
- Gare de Bischwiller
- Gare de Bourg-Bruche
- Gare de Brumath
- Gare de Dachstein
- Gare de Dettwiller
- Gare de Diemeringen
- Gare de Drusenheim
- Gare de Duppigheim
- Gare de Duttlenheim
- Gare d'Ebersheim
- Gare d'Entzheim-Aéroport
- Gare d'Erstein
- Gare de Fegersheim - Lipsheim
- Gare de Fouday
- Gare de Gambsheim
- Gare de Geispolsheim
- Gare de Graffenstaden
- Gare de Gresswiller
- Gare de Gundershoffen
- Gare de Haguenau
- Gare de Hausbergen (triage)
- Gare de Heiligenberg - Mollkirch
- Gare de Herrlisheim (Bas-Rhin)
- Gare de Hochfelden
- Gare de Hoelschloch
- Gare de Hœnheim-Tram
- Gare de Hœrdt
- Gare de Hoffen
- Gare de Hunspach
- Gare d'Ingwiller
- Gare de Kilstett
- Gare de Kogenheim
- Gare de Krimmeri-Meinau
- Gare de Kurtzenhouse
- Gare de Lauterbourg
- Gare de La Wantzenau
- Gare de Limersheim
- Gare de Lingolsheim
- Gare de Lutzelhouse
- Gare de Marienthal
- Gare de Matzenheim
- Gare de Mertzwiller
- Gare de Molsheim
- Gare de Mommenheim
- Gare de Mothern
- Gare de Mullerhof
- Gare de Munchhausen
- Gare de Mundolsheim
- Gare de Mutzig
- Gare de Niederbronn-les-Bains
- Gare d'Obermodern
- Gare d'Obernai
- Gare d'Oermingen
- Gare de Reichshoffen-Ville
- Gare de Riedseltz
- Gare de Rœschwoog
- Gare de Roppenheim
- Gare de Rosheim
- Gare de Rothau
- Gare de Rountzenheim
- Gare de Russ - Hersbach
- Gare de Saales
- Gare de Saint-Blaise-la-Roche - Poutay
- Gare de Saulxures
- Gare de Saverne
- Gare de Schiltigheim (fret)[4]
- Gare de Schirmeck - La Broque
- Gare de Schweighouse-sur-Moder
- Gare de Schwindratzheim
- Gare de Sélestat
- Gare de Seltz
- Gare de Sessenheim
- Gare de Soultz-sous-Forêts
- Gare de Steinbourg
- Gare de Stephansfeld
- Gare de Strasbourg-Cronenbourg (fret)
- Gare de Strasbourg-Neudorf (fret)
- Gare de Strasbourg-Port-du-Rhin (fret)
- Gare de Strasbourg-Roethig
- Gare de Strasbourg-Ville
- Gare de Tieffenbach - Struth
- Gare d'Urmatt
- Gare de Vendenheim
- Gare de Walbourg
- Gare de Weyersheim
- Gare de Wilwisheim
- Gare de Wingen-sur-Moder
- Gare de Wisches
- Gare de Wissembourg

Gares fermées ou désaffectées
- Gare d'Avolsheim
- Gare de Bischtroff-sur-Sarre
- Gare de Bœrsch
- Gare de Châtenois
- Gare de Domfessel
- Gare de Drulingen
- Gare de Drulingen-Est
- Ancienne gare d'Entzheim
- Gare de Herbitzheim
- Gare de Holtzheim
- Gare de Keskastel
- Gare de Kirchheim
- Gare de La Papeterie
- Gare de La Vancelle
- Gare de Marlenheim
- Gare de Marmoutier
- Gare de Mietesheim
- Ancienne gare de Mommenheim
- Gare d'Otterswiller
- Gare d'Ottrott
- Gare de Reichshoffen-Usines
- Gare de Romanswiller
- Gare de Rosheim-Ville
- Gare de Rosteig
- Gare de Saint-Léonard
- Gare de Saint-Nabord
- Gare de Sarre-Union
- Gare de Sarrewerden
- Gare de Scharrachbergheim
- Gare de Schopperten
- Gare de Soultz-les-Bains
- Gare de Stambach
- Ancienne gare de Strasbourg
- Gare de Strasbourg-Koenigshoffen
- Gare de Val-de-Villé
- Gare de Vœllerdingen
- Gare de Wangen
- Gare de Wasselonne
- Gare de Weyer
- Gare de Wolfskirchen
- Gare de Zornhoff-Monswiller

#### Haut-Rhin
Gares en service
- Gare d'Altkirch
- Gare de Bantzenheim
- Gare de Bartenheim
- Gare de Bitschwiller
- Gare de Bollwiller
- Gare de Burnhaupt-le-Haut (touristique)
- Gare de Cernay
- Gare de Colmar
- Gare de Colmar-Mésanges
- Gare de Colmar-Saint-Joseph
- Gare de Dannemarie
- Gare de Fellering
- Gare de Flaxlanden
- Gare de Graffenwald
- Gare de Habsheim
- Gare de Herrlisheim-près-Colmar
- Gare de Huningue (fret)
- Gare d'Illfurth
- Gare d'Ingersheim
- Gare de Kruth
- Gare de Leymen
- Gare de Logelbach
- Gare de Lutterbach
- Gare de Merxheim
- Gare de Metzeral
- Gare de Montreux-Vieux
- Gare de Moosch
- Gare de Mulhouse-Dornach
- Gare de Mulhouse-Nord (triage)
- Gare de Mulhouse-Ville
- Gare de Munster
- Gare d'Oderen
- Gare de Raedersheim
- Gare de Ranspach
- Gare de Richwiller (fret)
- Gare de Rixheim
- Gare de Rouffach
- Gare de Saint-Amarin
- Gare de Saint-Louis (Haut-Rhin)
- Gare de Saint-Louis-la-Chaussée
- Gare de Sentheim (touristique)
- Gare de Sierentz
- Gare de Staffelfelden
- Gare de Thann
- Gare de Thann-Centre
- Gare de Thann-Saint-Jacques
- Gare de Turckheim
- Gare de Vieux-Thann
- Gare de Vieux-Thann-ZI
- Gare de Volgelsheim (touristique)
- Gare de Walheim
- Gare de Wesserling
- Gare de Willer-sur-Thur
- Gare de Zillisheim

Gares fermées ou désaffectées
- Gare d'Aspach-le-Haut
- Gare de Ballersdorf
- Gare de Bennwihr
- Gare de Brunstatt
- Gare de Buhl
- Gare de Colmar-Nord
- Gare de Colmar-Sud
- Gare de Ferrette
- Gare de Guebwiller
- Gare de Guewenheim
- Gare du Hasenrain
- Gare d'Île-Napoléon
- Gare de Lautenbach
- Gare de Masevaux
- Gare de Neuf-Brisach Ville
- Gare d'Ostheim - Beblenheim
- Gare de Pfetterhouse
- Gare de Ribeauvillé
- Gare de Ribeauvillé-Ville
- Gare de Saint-Hippolyte (Haut-Rhin)
- Gare de Schlierbach
- Gare de Sewen
- Gare de Soultz
- Gare de Sundhoffen
- Gare de Tagolsheim
- Gare de Valdieu
- Gare de Waldighoffen
- Gare de Wittelsheim

### Ardennes
Gares en service
- Gare d'Amagne - Lucquy
- Gare d'Anchamps
- Gare d'Aubrives
- Gare de Bogny-sur-Meuse
- Gare de Carignan
- Gare de Charleville-Mézières
- Gare de Deville
- Gare de Donchery
- Gare de Fépin
- Gare de Fumay
- Gare de Givet
- Gare d'Haybes
- Gare de Joigny-sur-Meuse
- Gare de Laifour
- Gare de Lumes
- Gare de Mohon
- Gare de Monthermé
- Gare de Nouvion-sur-Meuse
- Gare de Nouzonville
- Gare de Poix-Terron
- Gare de Rethel
- Gare de Revin
- Gare de Sedan
- Gare de Vireux-Molhain
- Gare de Vouziers (fret)
- Gare de Vrigne-Meuse

Gares fermées ou désaffectées
- Gare d'Ardeuil - Marvaux
- Gare de Challerange
- Gare de Liart
- Halte de Manre
- Gare de Rimogne

### Aube
Gares en service
- Gare d'Aix-en-Othe - Villemaur (fret)
- Gare d'Arcis-sur-Aube (fret)
- Gare de Bar-sur-Aube
- Gare de Bar-sur-Seine (fret)
- Gare de Brienne-le-Château (fret)
- Gare de Buchères - Verrières (fret)
- Gare de Chavanges (fret)
- Gare de Dienville (fret)
- Gare d'Estissac (fret)
- Gare de Jessains (fret)
- Gare de Nogent-sur-Seine
- Gare de Polisot (fret)
- Gare de Romilly-sur-Seine
- Gare de Saint-Mesmin (fret)
- Gare de Troyes
- Gare de Vendeuvre

Gares fermées ou désaffectées
- Gare d'Allibaudières
- Halte d'Arsonval - Jaucourt
- Gare d'Auxon
- Gare de Barberey-Saint-Sulpice
- Halte de Bayel
- Gare de Bréviandes
- Gare de Brévonnes
- Halte de Brienne-la-Vieille
- Gare de Charmont
- Halte de Chassericourt - Arrembécourt
- Gare de Châtres
- Gare de Clairvaux
- Gare de Clérey
- Gare de Courtaoult
- Gare de Courtenot - Lenclos
- Halte de Crancey
- Halte de Creney
- Gare d'Ervy-le-Châtel
- Gare de Fontvannes
- Gare de Fouchères-Vaux
- Gare de Gyé-sur-Seine
- Gare d'Herbisse
- Gare de Jeugny
- Halte de Juvanzé
- Halte de La Villeneuve-au-Chêne
- Gare de Lusigny
- Halte de Luyères - Assencières
- Gare de Mailly-le-Camp
- Gare de Maizières-la-Grande-Paroisse
- Gare de Marnay-sur-Seine
- Gare de Mathaux
- Gare de Mesgrigny - Méry
- Halte de Messon
- Halte de Montaulin
- Gare de Montiéramey
- Gare de Montsuzain
- Gare de Mussy-sur-Seine
- Gare de Payns
- Halte de Périgny-la-Rose
- Gare de Piney
- Gare de Plaines
- Gare du Plessis-Barbuise
- Gare de Poivres
- Gare de Pont-Sainte-Marie - Lavau
- Gare de Pont-sur-Seine
- Gare de Roncenay - Bouilly
- Gare de Rouilly - Géraudot
- Gare de Rouilly-Saint-Loup
- Gare de Saint-Benoist-sur-Vanne
- Gare de Saint-Étienne - Nozay
- Gare de Saint-Jean-de-Bonneval
- Gare de Saint-Julien-les-Villas
- Gare de Saint-Léger - Moussey
- Gare de Saint-Lyé
- Gare de Saint-Parres-lès-Vaudes
- Gare de Saint-Phal - Chamoy
- Halte de Saint-Thibault (Aube)
- Gare de Savières
- Gare de Thennelières
- Halte de Torvilliers - Montgueux
- Gare de Troyes-Preize
- Halte d'Unienville
- Gare de Vallant-Saint-Georges
- Gare de Vallentigny - Maizières
- Halte de Vauchonvilliers - Maison-des-Champs
- Gare de Villenauxe
- Halte de Voué
- Gare de Vulaines - Rigny-le-Ferron

### Marne
Gares en service
- Gare d'Avenay
- Gare d'Ay
- Gare de Bazancourt
- Gare de Breuil - Romain
- Gare de Bussy-Lettrée - Vatry (fret)
- Gare de Châlons-en-Champagne
- Gare de Champagne-Ardenne TGV
- Gare de Courcy - Brimont
- Gare de Dormans
- Gare d'Épernay
- Gare d'Esternay (fret)
- Gare de Fismes
- Gare de Franchet d'Esperey
- Gare de Germaine
- Gare de Jonchery-sur-Vesle
- Gare de Loisy-sur-Marne (fret)
- Gare de Loivre
- Gare de Magneux - Courlandon
- Gare de Montbré
- Gare de Mourmelon-le-Petit
- Gare de Muizon
- Gare de Nuisement (fret)
- Gare de Prunay
- Gare de Reims
- Gare de Reims-Maison-Blanche
- Gare de Rilly-la-Montagne
- Gare de Sept-Saulx
- Gare de Sézanne (fret)
- Gare de Suippes (fret)
- Gare de Val-de-Vesle
- Gare de Vitry-la-Ville (fret)
- Gare de Vitry-le-François

Gares fermées ou désaffectées
- Gare d'Anglure
- Gare d'Arzillières - Saint-Rémy
- Gare d'Athis - Tours-sur-Marne
- Gare d'Avize
- Gare de Barbonne-Fayel
- Gare de Bergères-lès-Vertus-Mont-Aimé
- Halte de Bergères-sous-Montmirail
- Gare de Bétheniville
- Halte de Blaise-sous-Arzillières
- Gare de Blesme - Haussignémont
- Gare de Bouy
- Halte de Bricot-la-Ville
- Gare de Châlons-Orléans
- Halte de Châtillon-sur-Morin
- Gare de Connantre
- Gare de Coolus
- Gare de Courgivaux
- Gare de Damery - Boursault
- Gare de Dontrien
- Halte d'Écury
- Gare des Essarts - La Forestière
- Gare de Fère-Champenoise
- Gare du Gault
- Gare de Gigny - Brandonvillers
- Halte d'Heutrégiville
- Gare d'Huiron
- Halte d'Isles-sur-Suippe
- Gare de Jâlons-les-Vignes
- Halte de Joiselle
- Gare de La Veuve
- Gare de Lavannes - Caurel
- Gare de Lenharrée
- Gare de Linthes - Linthelles - Pleurs
- Gare de Lurey - Conflans
- Gare de Mairy - Saint-Germain
- Halte de Matougues
- Gare du Meix-Saint-Epoing
- Gare de Mesnil-Oger
- Gare de Montmirail
- Gare de Morains - Aulnay
- Gare de Nesle-la-Reposte
- Halte de Neuvy
- Gare d'Oiry
- Gare de Pargny-sur-Saulx
- Gare du Plessis-Vindey
- Gare de Pontfaverger
- Gare de Port-à-Binson - Châtillon
- Halte de Pringy
- Gare de Reims - Saint-Léonard
- Gare de Reims-Cérès
- Halte de Saint-Brice-Courcelles
- Gare de Saint-Eulien
- Gare de Saint-Hilaire-au-Temple
- Gare de Saint-Hilaire-le-Petit
- Gare de Saint-Just-Sauvage
- Gare de Saint-Masmes
- Gare de Saint-Quentin-le-Verger
- Gare de Saint-Souplet-sur-Py
- Halte de Saint-Vrain
- Gare de Sainte-Menehould
- Gare de Sermaize-les-Bains
- Halte de Seu
- Gare de Sillery
- Gare de Sommepy
- Gare de Sommesous
- Gare de Sompuis
- Halte de Songy
- Gare de Trois-Puits
- Halte de Troissy
- Gare de Vertus
- Halte de Villeneuve-la-Lionne
- Halte de Vouillers
- Gare de Warmeriville
- Gare de Witry-lès-Reims

### Haute-Marne
Gares en service
- Gare de Bayard
- Gare de Bologne
- Gare de Bricon (fret)
- Gare de Chaumont
- Gare de Chevillon
- Gare de Culmont - Chalindrey
- Gare de Donjeux
- Gare d'Eurville
- Gare de Froncles
- Gare de Fronville - Saint-Urbain
- Gare de Gudmont
- Gare de Joinville
- Triage de Jorquenay (fret)
- Gare de Langres
- Gare de Merrey (fret)
- Gare de Rimaucourt (fret)
- Gare de Rolampont (fret)
- Gare de Saint-Dizier
- Gare de Vaux-sous-Aubigny (fret)
- Gare de Vignory
- Gare de Vraincourt - Viéville

Gares fermées ou désaffectées
- Gare d'Andelot (Haute-Marne)
- Gare d'Andilly
- Gare de Chantraines
- Gare de Charmoy-Fayl-Billot
- Gare de Châteauvillain
- Gare de Courcelles-sur-Blaise
- Gare de Curel
- Gare de Doulevant-le-Château
- Gare d'Éclaron
- Gare de Foulain
- Gare de Hortes
- Gare de Humes
- Gare de Laferté-sur-Amance
- Gare de Langres-Bonnelle
- Gare de Latrecey
- Gare de Luzy-sur-Marne
- Gare de Manois
- Gare de Maranville
- Gare de Montier-en-Der
- Gare de Poinson - Beneuvre
- Gare de Poissons - Noncourt
- Gare de Prez-sous-Lafauche
- Gare de Saint-Blin
- Gare de Vesaignes-sur-Marne
- Gare de Villars-Santenoge
- Gare de Villiers-en-Lieu
- Gare de Villiers-le-Sec
- Gare de Wassy

### Meurthe-et-Moselle
Gares en service
- Gare d'Auboué
- Gare d'Audun-le-Roman
- Gare d'Azerailles
- Gare de Baccarat
- Gare de Bayon
- Gare de Belleville
- Gare de Bertrichamps
- Gare de Blainville - Damelevières
- Gare de Champigneulles
- Terminal combiné de Champigneulles (fret)
- Gare de Chenevières
- Gare de Conflans - Jarny
- Gare de Dieulouard
- Gare de Dombasle-sur-Meurthe
- Gare d'Einvaux
- Gare de Fontenoy-sur-Moselle
- Gare de Foug
- Gare de Frouard
- Gare d'Hatrize
- Gare d'Homécourt
- Gare d'Houdemont
- Gare d'Igney - Avricourt
- Gare de Jarville-la-Malgrange
- Gare de Jœuf
- Gare de Laneuveville-devant-Nancy
- Gare de Liverdun
- Gare de Longuyon
- Gare de Longwy
- Gare de Ludres
- Gare de Lunéville
- Gare de Marbache
- Gare de Ménil-Flin
- Gare de Messein
- Gare de Mont-sur-Meurthe
- Gare de Nancy-Ville
- Gare de Neuves-Maisons
- Gare d'Onville
- Gare de Pagny-sur-Moselle
- Gare de Pompey
- Gare de Pont-à-Mousson
- Gare de Pont-Saint-Vincent
- Gare de Réhon (ITE)
- Gare de Rosières-aux-Salines
- Gare de Saint-Clément - Laronxe
- Gare de Thiaville
- Gare de Toul
- Gare de Valleroy - Moineville
- Gare de Vandières
- Gare de Varangéville - Saint-Nicolas

Gares fermées ou désaffectées
- Gare de Bainville
- Gare de Briey
- Gare de Brin-sur-Seille
- Gare de Ceintrey
- Gare de Cons-la-Grandville
- Gare de Courcelles - Grimonviller
- Gare de Custines
- Gare de Diarville
- Gare de Faulx
- Gare de Forcelles-Saint-Gorgon
- Gare de Jeandelaincourt
- Gare de La Roche-sous-Montigny
- Gare de Landres
- Gare de Lay-Saint-Christophe
- Gare de Leyr
- Gare de Malleloy
- Gare de Mance
- Gare de Mancieulles
- Gare de Moncel
- Gare de Montenoy
- Gare de Mont-Saint-Martin
- Gare de Moivrons
- Gare de Nancy-Saint-Georges
- Gare de Nomény
- Gare de Piennes
- Gare de Pierreville
- Gare de Praye-sous-Vaudémont
- Gare de Pulligny - Autrey
- Gare de Pulney
- Gare de Sancy
- Gare de Saint-Firmin - Housséville
- Gare de Tantonville
- Gare de Tucquegnieux
- Gare de Vézelise
- Gare de Viviers-sur-Chiers
- Gare de Xermaménil - Lamath
- Gare de Xeuilley

### Meuse
Gares en service
- Gare de Bar-le-Duc
- Gare de Baroncourt
- Gare de Commercy
- Gare d'Étain
- Gare de Lérouville
- Gare de Meuse TGV
- Gare de Montmédy
- Gare de Nançois - Tronville
- Gare de Pagny-sur-Meuse
- Gare de Revigny
- Gare de Verdun

Gares fermées ou désaffectées
- Gare de Brieulles-sur-Meuse
- Gare de Clermont-en-Argonne
- Gare de Consenvoye
- Gare des Islettes

### Moselle
Gares en service
- Gare d'Ancy-sur-Moselle
- Gare d'Apach
- Gare d'Ars-sur-Moselle
- Gare d'Audun-le-Tiche
- Gare de Basse-Ham
- Gare de Bénestroff
- Gare de Béning
- Gare de Berthelming
- Gare de Courcelles-sur-Nied
- Gare de Creutzwald (fret)
- Gare d'Ébersviller
- Gare de Farébersviller
- Gare de Farschviller
- Gare de Faulquemont
- Gare de Forbach
- Gare de Gandrange - Amnéville
- Gare de Hagondange
- Gare de Hayange
- Gare de Héming (fret)
- Gare d'Herny
- Gare de Hettange-Grande
- Gare de Hombourg-Haut
- Gare de Hundling
- Gare de Kalhausen
- Gare de Kœnigsmacker
- Gare de Lorraine TGV
- Gare de Lutzelbourg
- Gare de Maizières-lès-Metz
- Gare de Malling
- Gare de Metz-Chambière (fret)
- Gare de Metz-Devant-les-Ponts (fret)
- Gare de Metz-Nord
- Gare de triage de Metz-Sablon (triage)
- Gare de Metz-Ville
- Gare de Morhange
- Gare de Moyeuvre-Grande
- Gare de Novéant
- Gare de Peltre
- Gare de Réding
- Gare de Rémilly
- Gare de Rombas - Clouange
- Gare de Saint-Avold
- Gare de Sanry-sur-Nied
- Gare de Sarrebourg
- Gare de Sarreguemines
- Gare de Sierck-les-Bains
- Gare de Teting
- Gare de Thionville
- Gare d'Uckange
- Gare de Vigy (touristique)
- Gare de Volmerange-les-Mines
- Gare de Walygator-Parc
- Gare de triage de Woippy
- Gare de Woippy

Gares fermées ou désaffectées
- Gare d'Abreschviller
- Gare d'Anzeling
- Gare d'Arzviller
- Gare de Bannstein
- Gare de Barville-Bas
- Gare de Baudrecourt
- Gare de Bitche
- Gare de Bitche-Camp
- Gare de Blies-Ébersing
- Gare de Bliesbruck
- Gare de Boulay
- Gare de Bouzonville
- Gare de Brulange
- Gare de Carling
- Gare de Chambrey
- Gare de Château-Salins
- Gare de Coutures
- Gare de Delme
- Gare de Diebling
- Gare de Dieuze
- Gare de Distroff
- Gare d'Éguelshardt
- Gare d'Enchenberg
- Gare de Fénétrange
- Gare de Freistroff
- Gare de Fresnes-en-Saulnois
- Gare de Gondrexange
- Gare de Gorze
- Gare de Haboudange
- Gare de Hampont
- Gare de Hargarten - Falck
- Gare de Hartzviller
- Gare de Hesse
- Gare de Hombourg-Budange
- Halte d'Imling
- Gare de Kédange
- Gare de Kuntzig
- Gare de L'Hôpital (Moselle)
- Gare de L'Hôpital-Puits-Neuf
- Gare de La Forge
- Gare de Landroff
- Gare de Lemberg
- Gare de Lemoncourt
- Gare de Lesse
- Gare de Liocourt
- Gare de Lorquin
- Gare de Loudrefing
- Gare de Louvigny
- Gare de Meisenthal
- Gare de Merlebach-Freyming
- Ancienne gare de Metz
- Gare de Metz-Marchandises
- Gare de Metzervisse
- Gare de Mittersheim
- Gare de Nébing
- Gare de Niederstinzel
- Gare de Nitting
- Gare de Nouvel-Avricourt
- Gare d'Oberstinzel
- Gare de Petit-Réderching
- Gare de Phalsbourg
- Gare de Phalsbourg-Maisons-Rouges
- Gare de Philippsbourg
- Gare de Puttigny
- Gare de Puzieux
- Gare de Rech
- Gare de Réchicourt-le-Château
- Gare de Rémelfing
- Gare de Rodalbe - Bermering
- Gare de Rohrbach-lès-Bitche
- Gare de Saint-Louis-lès-Bitche
- Gare de Sarralbe
- Gare de Sarraltroff
- Ancienne gare de Sarrebourg
- Halte de Sarreguemines-Est
- Gare de Sarreinsming
- Gare de Schalbach
- Gare de Secourt - Solgne
- Gare de Soucht
- Gare de Vallérysthal-Troisfontaines
- Gare de Vantoux - Vallières
- Gare de Vasperviller - Saint-Quirin
- Gare de Verny
- Gare de Wittring
- Gare de Wœlfling-lès-Sarreguemines
- Gare de Yutz
- Gare de Zetting

### Vosges
Gares en service
- Gare d'Arches
- Gare de Bains-les-Bains
- Gare de Bruyères (Vosges)
- Gare de Charmes (Vosges)
- Gare de Châtel - Nomexy
- Gare de Contrexéville
- Gare d'Éloyes
- Gare d'Épinal
- Gare d'Étival-Clairefontaine
- Gare d'Igney
- Gare de Neufchâteau
- Gare de Pouxeux
- Gare de Provenchères-sur-Fave
- Gare de Raon-l'Étape
- Gare de Remiremont
- Gare de Saint-Dié-des-Vosges
- Gare de Saint-Michel-sur-Meurthe
- Gare de Saint-Nabord
- Gare de Thaon
- Gare de Vincey
- Gare de Vittel
- Gare de Xertigny

Gares fermées ou désaffectées
- Gare d'Anould
- Gare d'Aulnois - Bulgnéville
- Gare d'Aumontzey
- Gare d'Autrey - Sainte-Hélène
- Gare de Ban-sur-Meurthe-Clefcy
- Gare de Belmont
- Gare de Biffontaine
- Gare de Blanchifontaine
- Gare de Bouzanville - Boulaincourt
- Gare de Brouvelieures
- Gare de Bussang
- Gare de Certilleux - Villars
- Gare de La Chapelle
- Gare de Châtenois - Dolaincourt
- Gare de Colroy - Lubine
- Gare de Corcieux - Vanémont
- Gare de Cornimont
- Gare de Damblain
- Gare de Darney
- Gare de Darnieulles - Uxegney
- Gare de Deinvillers
- Gare de Deycimont
- Gare de Dinozé
- Gare de Docelles - Cheniménil
- Gare de Dommartin
- Gare de Dompaire
- Gare de Domvallier
- Gare de Dounoux
- Gare de Faymont
- Gare de Ferdrupt
- Gare de Fraize
- Gare de Fremifontaine
- Gare de Frenelle-la-Grande - Puzieux
- Gare de Fresse
- Gare de Fréville
- Gare de Gérardmer
- Gare de Girancourt
- Gare de Gironcourt - Houécourt
- Gare de Granges
- Gare de Harol
- Gare d'Hennecourt
- Gare de Hielle
- Gare de La Houssière
- Gare d'Hymont - Mattaincourt
- Gare de Jarménil
- Gare de Jeanménil
- Gare de Port-Sec-du-Kertoff
- Gare de Kichompré
- Gare de Lamarche
- Gare de Landaville
- Gare de Laval (Vosges)
- Gare de Laveline-devant-Bruyères
- Gare de Lépanges
- Gare de Lerrain
- Gare de Lesseux - Frapelle
- Gare de Liffol-le-Grand
- Gare de Lusse
- Gare de Martigny-les-Bains
- Gare de Maxonchamp
- Gare de Mirecourt
- Gare de Monthureux-sur-Saône
- Gare de Moriville
- Gare de Moussey (Vosges)
- Gare de Moyemont
- Gare de Moyenmoutier
- Gare d'Ortoncourt
- Gare de La Petite-Raon
- Gare de Pierrefitte - Ville-sur-Illon
- Gare de Plombières-les-Bains
- Gare de Portieux
- Gare de Poussay
- Gare du Rabodeau
- Gare de Racécourt
- Gare de Rambervillers
- Gare de Ramonchamp
- Gare de Raves - Ban-de-Laveline
- Gare de Rebeuville
- Gare de Rehaincourt
- Gare de Romont (Vosges)
- Gare de Rouvres - Baudricourt
- Gare de Roville - Saint-Maurice
- Gare de Rozières-sur-Mouzon
- Gare de Rupt-sur-Moselle
- Gare de Saint-Léonard
- Gare de Saint-Maurice
- Gare de Sainte-Marguerite - Remomeix
- Gare de Saulcy
- Gare de Saulxures-sur-Moselotte
- Gare de Senones
- Gare de Syndicat - Saint-Amé
- Gare de Thiéfosse
- Gare du Thillot
- Gare de Totainville - Dombasle
- Gare de Vagney
- Gare du Val-d'Ajol
- Gare de Vecoux
- Gare de La Verrerie-de-Portieux
- Gare de Zainvillers

## Hauts-de-France

### Aisne
Gares en service
- Halte d'Aguilcourt - Variscourt
- Gare d'Amifontaine
- Gare d'Anizy - Pinon
- Gare de Barenton-Bugny
- Gare de Bazoches
- Gare de Bohain
- Gare de Château-Thierry
- Gare de Chauny
- Gare de Chézy-sur-Marne
- Gare de Clacy - Mons
- Gare de Corcy
- Gare de Coucy-lès-Eppes
- Gare de Crépy - Couvron
- Gare de Crouy
- Gare de Dercy - Froidmont
- Gare de Flavy-le-Martel
- Gare de Fresnoy-le-Grand
- Gare de Guignicourt
- Gare d'Hirson
- Gare d'Hirson-Écoles
- Gare de La Bouteille
- Gare de La Fère
- Gare de La Ferté-Milon
- Gare de Laon
- Gare de Longpont
- Gare de Margival
- Gare de Marle-sur-Serre
- Gare de Mennessis
- Gare de Montescourt
- Gare de Nogent-l'Artaud - Charly
- Gare d'Origny-en-Thiérache
- Gare de Saint-Erme
- Gare de Saint-Quentin
- Gare de Soissons
- Gare de Tergnier
- Gare de Vaumoise
- Gare de Vauxaillon
- Gare de Verneuil-sur-Serre
- Gare de Versigny
- Gare de Vervins
- Gare de Vierzy
- Gare de Villers-Cotterêts
- Gare de Viry-Noureuil
- Gare de Voyenne

Gares fermées ou désaffectées
- Gare d'Aubenton
- Gare de Barenton - Cohartille
- Gare d'Essigny-le-Petit
- Gare de Fère-en-Tardenois
- Gare de Jussy
- Gare de Lugny
- Gare de La Ferté-Chevresis
- Gare de La Neuville-sous-Laon
- Gare de Mont-Notre-Dame
- Gare de Neuilly-Saint-Front
- Gare d'Oulchy - Breny
- Gare de Sorbais
- Gare du Sourd
- Gare de La Vallée-aux-Bleds - Lemé
- Gare de Voulpaix
- Gare de Wiège-Faty - Romery

### Nord
Gares en service
- Gare d'Aniche (fret)
- Gare d'Annappes
- Gare d'Anor
- Gare d'Arleux
- Gare d'Armentières
- Gare d'Arnèke
- Gare d'Ascq
- Gare d'Aubigny-au-Bac
- Gare d'Aulnoye-Aymeries
- Gare d'Avesnelles
- Gare d'Avesnes
- Gare de Bailleul
- Gare de Baisieux
- Gare de La Bassée - Violaines
- Gare de Bauvin - Provin
- Gare de Bergues
- Gare de Berlaimont
- Gare de Bertry
- Gare de Beuvrages
- Gare de Blanc-Misseron (fret)
- Gare des Bons-Pères
- Gare de Bouchain
- Gare de Bourbourg
- Gare de Brunémont
- Gare de Busigny
- Gare de Cambrai
- Gare de Cantin
- Gare de Cassel
- Gare du Cateau
- Gare de Cattenières
- Gare de Caudry
- Gare de Coudekerque-Branche
- Gare de Croix-L'Allumette
- Gare de Croix - Wasquehal
- Gare de Denain
- Gare de Dompierre
- Gare de Don - Sainghin
- Gare de Douai
- Gare de Dunkerque
- Gare d'Ebblinghem
- Gare d'Ennevelin
- Gare d'Escaudœuvres
- Gare d'Esquelbecq
- Gare de Fretin
- Gare de La Fontaine
- Gare de Fourmies
- Gare de Grande-Synthe
- Gare de Gravelines
- Gare de Hachette
- Gare d'Haubourdin
- Gare d'Hautmont
- Gare d'Hazebrouck
- Gare d'Hellemmes
- Gare d'Iwuy
- Gare de Jeumont
- Gare de Landas
- Gare de Landrecies
- Gare de Lesquin
- Gare de Leval
- Gare de Lezennes
- Gare de Lille-CHR
- Gare de Lille-Europe
- Gare de Lille-Flandres
- Gare de Lille-Porte-de-Douai
- Gare de Loos-lez-Lille
- Gare de Lourches
- Gare de Louvroil
- Gare de La Madeleine (Nord)
- Gare de Marquillies
- Gare de Maubeuge
- Gare de Maurois
- Gare de Merville (fret)
- Gare de Mont-de-Terre
- Gare de Montigny-en-Ostrevent
- Gare de Nieppe
- Gare de Nomain
- Gare d'Onnaing (fret)
- Gare d'Orchies
- Gare d'Ors
- Gare d'Ostricourt
- Gare de Pérenchies
- Gare de Phalempin
- Gare du Poirier-Université
- Gare de Pont-de-Bois
- Gare de Pont-de-la-Deûle
- Gare de Prouvy - Thiant
- Gare du Quesnoy (Nord)
- Gare de Raismes (Nord)
- Gare de Recquignies
- Gare de Renescure
- Gare de Ronchin
- Gare de Roncq (fret)
- Gare de Rosult
- Gare de Roubaix
- Gare de Sains-du-Nord
- Gare de Saint-Amand-les-Eaux
- Gare de Saint-André (Nord)
- Gare de Saint-Hilaire
- Gare de Salomé
- Gare de Santes
- Gare de Seclin
- Gare de Sin-le-Noble
- Gare de Somain
- Gare de Sous-le-Bois
- Gare de Steenbecque
- Gare de Steenwerck
- Gare de Strazeele
- Gare de Templeuve
- Gare de Thiennes
- Gare de Tourcoing
- Gare de Trith-Saint-Léger
- Gare de Valenciennes
- Gare de Wallers
- Gare de Wambaix
- Gare de Wattignies - Templemars
- Gare de Wavrin

Gares fermées ou désaffectées
- Gare d'Abscon
- Gare d'Anstaing
- Gare d'Anzin
- Gare d'Artres
- Gare de Bambecque
- Gare de Bavay
- Gare de Beuvry-les-Orchies
- Gare de Bierne
- Gare de Blécourt
- Gare de Bollezeele
- Gare de Bousbecque
- Gare de Bouvines
- Gare de Bray-Dunes
- Gare de Bray-Dunes Plage
- Gare de Bruay-sur-l'Escaut
- Gare de Cambrai-Annexe
- Gare de Champ-du-Chêne
- Gare de La Chapelle-d'Armentières
- Gare de Cobrieux
- Gare de Comines (France)
- Gare de Condé
- Gare de Courghain
- Gare de Cysoing
- Gare de Denain-Mines
- Gare de Deûlémont
- Gare de Drincham
- Gare d'Escaudain
- Gare d'Escautpont-Mines
- Gare de Fenain
- Gare de Fives
- Gare de Frelinghien
- Gare de Fresnes-sur-Escaut
- Gare de Fressies
- Gare de Genech
- Gare de Godewaersvelde
- Gare de Gouzeaucourt
- Gare de Gruson
- Gare d'Halluin
- Gare d'Haubourdin-Halte
- Gare d'Hélesmes
- Gare d'Hérin
- Gare d'Herzeele
- Gare d'Hondeghem
- Gare d'Hondschoote
- Gare d'Honnechy
- Gare d'Houplines
- Gare de Killem
- Gare de Lambersart
- Gare de Lannoy
- Gare de Leffrinckoucke
- Gare du Moulin
- Gare de Lederzeele
- Gare de Lille-Jonction-du-Lion-d'Or
- Gare de Lille-Saint-Sauveur
- Gare de Lille-Sud
- Gare de Lomme
- Gare de Lompret (France)
- Gare de Marchiennes
- Gare de Marcoing
- Gare de Marquette
- Gare de Merville
- Gare des Moëres
- Gare de Nomain-Ouvignies
- Gare d'Oisy-le-Verger
- Gare de Pitgam
- Gare de Prémesques
- Gare de Quarouble
- Gare de Raimbeaucourt[5]
- Arrêt de Raimbeaucourt[5]
- Gare de Quesnoy-sur-Deûle
- Gare de Rexpoëde
- Gare de Rosendaël
- Gare de Roubaix - Wattrelos
- Gare de Rumilly-en-Cambrésis
- Gare de Saint-Braïou
- Gare de Sainte-Marguerite
- Gare de Saint-Momelin
- Gare de Saint-Saulve
- Gare de Saint-Sylvestre-Cappel
- Gare de Saint-Vaast-la-Haut
- Gare du sanatorium-maritime-de-Zuydcoote
- Gare de Sancourt
- Gare de Sequedin
- Gare de Solesmes
- Gare de Steene
- Gare de Steenvoorde
- Gare de Thiers-la-Grange
- Gare de Tourcoing-les-Francs
- Gare de Tressin
- Gare de Valenciennes-Faubourg-de-Paris
- Gare du Vert-Galant (Nord)
- Gare de Vicoigne
- Gare de Vieux-Condé
- Gare de Villers-Plouich
- Gare de Volckerinckhove - Broxeele
- Gare de Wambrechies
- Gare de Wandignies-Hamage
- Gare de Warhem
- Gare de Wattrelos
- Gare de Wervicq-Sud
- Gare de Winnezeele
- Gare de Wormhout
- Gare de Zegerscappel
- Gare de Zuydcoote

Voir également la liste des gares de Lille.

### Oise
Gares en service :
- Gare d'Abancourt
- Gare d'Appilly
- Gare d'Avrechy
- Gare de Balagny - Saint-Épin
- Gare de Beauvais
- Gare de Boran-sur-Oise
- Gare de La Borne Blanche
- Gare de Bornel - Belle-Église
- Gare de Breteuil-Embranchement
- Gare de Chambly
- Gare de Chantilly - Gouvieux
- Gare de Chaumont-en-Vexin
- Gare de Chevrières
- Gare de Cires-lès-Mello
- Gare de Clermont-de-l'Oise
- Gare de Compiègne
- Gare de Cramoisy
- Gare de Creil
- Gare de Crépy-en-Valois
- Gare de Crèvecœur-le-Grand (touristique)
- Gare d'Esches
- Gare d'Estrées-Saint-Denis
- Gare de Feuquières - Broquiers
- Gare de Formerie
- Gare de Fouilloy
- Gare de Gannes
- Gare de Grandvilliers
- Gare d'Heilles - Mouchy
- Gare d'Herchies
- Gare d'Hermes - Berthecourt
- Gare de Jaux
- Gare de Laboissière - Le Déluge
- Gare de Laigneville
- Gare de Lavilletertre
- Gare de Liancourt - Rantigny
- Gare de Liancourt-Saint-Pierre
- Gare de Longueil-Annel
- Gare de Longueil-Sainte-Marie
- Gare de Mareuil-sur-Ourcq
- Gare de Marseille-en-Beauvaisis
- Gare de Méru
- Gare du Meux - La Croix-Saint-Ouen
- Gare de Milly-sur-Thérain
- Gare de Montataire
- Gare de Montreuil-sur-Thérain
- Gare de Mouy - Bury
- Gare de Nanteuil-le-Haudouin
- Gare de Noyon
- Gare d'Ormoy-Villers
- Gare d'Orry-la-Ville - Coye
- Gare d'Ourscamps
- Gare du Plessis-Belleville
- Gare de Pont-Sainte-Maxence
- Gare de Précy-sur-Oise
- Gare de Ribécourt
- Gare de Rieux - Angicourt
- Gare de Rochy-Condé
- Gare de Rotangy (touristique)
- Gare de Saint-Just-en-Chaussée
- Gare de Saint-Leu-d'Esserent
- Gare de Saint-Omer-en-Chaussée
- Gare de Saint-Rémy-en-l'Eau
- Gare de Saint-Sulpice - Auteuil
- Gare de Thourotte
- Gare de Tricot
- Gare de Trie-Château
- Gare de Villers-Saint-Paul
- Gare de Villers-Saint-Sépulcre
- Gare de Wacquemoulin

Gares fermées ou désaffectées :
- Gare d'Achy
- Gare de Blicourt
- Gare de Bouconvillers
- Gare de Choisy-au-Bac
- Gare de Croissy-sur-Celle
- Gare d'Éragny - Bazincourt
- Gare de Fontaine-Bonneleau
- Gare de Fontaine-Lavaganne
- Gare de Francastel-Ourcel
- Gare de Grez - Gaudechart
- Gare de Moliens
- Gare d'Orrouy - Glaignes
- Gare de Pierrefonds
- Gare de Pont-l'Évêque-sur-Oise
- Halte des Prés-Roseaux
- Gare de Rivecourt
- Gare de Senlis
- Gare de Sérifontaine
- Gare de Troissereux - Fouquenies
- Gare de Villers-sur-Thère

### Pas-de-Calais
Gares en service
- Gare d'Achiet
- Gare d'Anvin
- Gare d'Arques (fret)
- Gare d'Arras
- Gare d'Aubigny-en-Artois
- Gare d'Aubin-Saint-Vaast
- Gare d'Auchy-lès-Hesdin
- Gare d'Audruicq
- Gare d'Avion
- Gare de Bailleul-Sir-Berthoult
- Gare de Bauvin - Provin
- Gare de Beau-Marais
- Gare de Beaurainville
- Gare de Béthune
- Gare de Beuvry
- Gare de Biache-Saint-Vaast
- Gare de Billy-Montigny
- Gare de Blangy-sur-Ternoise
- Gare de Boisleux
- Gare de Boulogne-Tintelleries
- Gare de Boulogne-Ville
- Gare de Brebières-Sud
- Gare de Brimeux
- Gare de Bully - Grenay
- Gare de Caffiers
- Gare de Calais - Fréthun
- Gare de Calais-Ville
- Gare de Calonne-Ricouart
- Gare de Chocques
- Terminal de Coquelles
- Gare de Corbehem
- Gare de Coron-de-Méricourt
- Gare de Courcelles-le-Comte
- Gare de Cuinchy
- Gare de Dannes - Camiers
- Delta 3 Dourges (fret)
- Gare de Desvres (fret)
- Gare de Dourges
- Gare d'Étaples - Le Touquet
- Gare de Farbus
- Gare des Fontinettes
- Gare de Fouquereuil
- Gare de Frévin-Capelle
- Gare de Ham-en-Artois
- Gare du Haut-Banc
- Gare d'Hénin-Beaumont
- Gare d'Hesdigneul
- Gare d'Hesdin
- Gare d'Isbergues
- Gare de La Bassée - Violaines
- Gare de Leforest
- Gare de Lens
- Gare de Libercourt
- Gare de Liévin
- Gare de Lillers
- Gare de Lumbres (fret)
- Gare de Loison-sous-Lens
- Gare de Loos-en-Gohelle
- Gare de Maresquel
- Gare de Marœuil
- Gare de Marquillies
- Gare de Marquise - Rinxent
- Gare de Mazingarbe
- Gare de Meurchin
- Gare de Montreuil-sur-Mer
- Gare de Neufchâtel-Hardelot
- Gare de Nœux-les-Mines
- Gare de Nortkerque
- Gare de Pernes - Camblain
- Gare de Pihen
- Gare de Pont-à-Vendin
- Gare de Pont-d'Ardres
- Gare de Pont-de-Briques
- Gare de Pont-de-Sallaumines
- Gare de Rang-du-Fliers - Verton
- Gare de Rœux
- Gare de Ruminghem
- Gare de Saint-Omer
- Gare de Saint-Pol-sur-Ternoise
- Gare de Sallaumines
- Gare de Savy-Berlette
- Gare de Tincques
- Gare de Vimy
- Gare de Vis-à-Marles
- Gare de Vitry-en-Artois
- Gare de Watten - Éperlecques
- Gare de Wimille - Wimereux
- Gare de Wizernes (fret)

Gares fermées ou désaffectées
- Gare d'Achicourt
- Gare d'Aire-sur-la-Lys
- Gare des Attaques
- Gare d'Auxi-le-Château
- Gare d'Avesnes-le-Comte
- Gare du Bahot
- Gare de Bapaume
- Gare de Berck-Plage
- Gare de Béthune-Rivage
- Gare de Beussent
- Gare de Blendecques
- Gare de Boulogne-Aéroglisseurs
- Gare de Boulogne-Marée
- Gare de Boulogne-Maritime
- Ancienne gare de Boulogne-Ville
- Gare de Bours
- Gare de Brias
- Gare de Bruay-en-Artois
- Gare de Calais-Maritime
- Gare de Camblain-l'Abbé
- Gare de Carvin
- Gare de Dainville
- Gare d'Esquerdes
- Gare de Fortel
- Gare de Fréthun
- Gare de Frévent
- Gare d'Harnes
- Gare de Labeuvrière
- Gare de Lapugnoy
- Gare de Ligny-Saint-Flochel
- Gare de Lottinghen
- Gare de Marles-Fosse
- Gare de Mont-Saint-Éloi
- Gare de Nielles-lès-Bléquin
- Gare de Nœux-les-Boffles
- Gare de Petit-Houvin
- Gare de Pont-de-Coulogne
- Gare du Portel
- Gare de Samer
- Gare de Sibiville
- Gare de Thérouanne
- Ancienne gare du Touquet-Aéroport
- Gare du Touquet-Aéroport
- Gare de Verquigneul
- Gare de Verton-Bourg
- Gare de Wailly
- Gare de Wavans

### Somme
Gares en service
- Gare d'Abbeville
- Gare d'Ailly-sur-Noye
- Gare d'Ailly-sur-Somme
- Gare d'Albert
- Gare d'Amiens
- Gare de Boves
- Gare de Buire-sur-l'Ancre
- Gare de Cayeux-sur-Mer-Brighton-Plage (touristique : CFBS)
- Gare de Chaulnes
- Gare de Corbie
- Gare du Crotoy (touristique : CFBS)
- Gare de Daours
- Gare de Dommartin - Remiencourt
- Gare de Dreuil-lès-Amiens
- Gare de La Faloise
- Gare de Ham (Somme)
- Gare d'Hangest
- Gare d'Hargicourt - Pierrepont
- Gare d'Heilly
- Gare de Lanchères - Pendé (touristique : CFBS)
- Gare de Longpré-les-Corps-Saints
- Gare de Longueau
- Gare de Marcelcave
- Gare de Méricourt - Ribémont
- Gare de Miraumont
- Gare de Montdidier
- Gare de Montières (fret)
- Gare de Moreuil
- Gare de Morlay (touristique : CFBS)
- Gare de Namps - Quevauvillers
- Gare de Nesle (Somme)
- Gare de Noyelles-sur-Mer (dont partie CFBS)
- Gare de Picquigny
- Gare de Poix-de-Picardie
- Gare de Pont-Remy
- Gare de Rosières
- Gare de Roye (Somme) (fret)
- Gare de Rue
- Gare de Saint-Roch (Somme)
- Gare de Saint-Valery-Canal (ateliers du CFBS)
- Gare de Saint-Valery-Port (touristique : CFBS)
- Gare de Saint-Valery-Ville (touristique : CFBS)
- Gare de Thézy-Glimont
- Gare TGV Haute-Picardie
- Gare de Villers-Bretonneux

Gares fermées ou désaffectées
- Gare d'Abbeville-Porte-du-Bois
- Halte d'Abbeville-Porte-Saint-Gilles
- Gare d'Acheux - Franleu
- Gare d'Airaines
- Gare de Bacouel
- Gare de Beaucourt - Hamel
- Gare de Blangy - Glisy
- Gare de Cahon
- Gare de Cambron - Laviers
- Gare de Canaples
- Gare de Chepoix
- Gare de Chépy - Valines
- Gare de Conty
- Gare de Curchy-Dreslincourt
- Gare de Dancourt
- Gare de Doullens
- Gare d'Épehy
- Gare de Famechon
- Gare de Faubourg-de-Rouvroy
- Gare de Feuquerolles
- Gare de Feuquières - Fressenneville
- Gare de Fontaine-sur-Somme
- Gare de Forest-l'Abbaye
- Gare de Gouy-Cahon
- Gare de Grivillers
- Gare de Guillaucourt
- Gare d'Hallu - Chilly
- Gare d'Hattencourt
- Gare de Laboissière - Fescamps
- Gare de Lamotte-Brebière
- Gare de Laucourt
- Gare de Long-Le Catelet
- Ancienne gare de Longpré
- Gare de Longpré-les-Amiens
- Gare de Martainneville - Saint-Maxent
- Gare de Péronne - Flamicourt
- Gare de Péronne-la-Chapelette
- Gare de Ponthoile-Romaine
- Gare de Port-le-Grand
- Gare de Quend - Fort-Mahon
- Gare de Quesnoy-le-Montant
- Gare de Roisel
- Gare de Saint-Riquier
- Gare de Sainte-Segrée
- Gare de Thennes - Castel
- Gare de Vers
- Gare de Wiencourt-l'Équipée
- Gare de Woincourt

## Île-de-France

### Paris
Gares en service :
- Gare d'Auber
- Gare de l'avenue Foch
- Gare de l'avenue Henri-Martin
- Gare de l'avenue du Président-Kennedy
- Gare de la Bibliothèque François-Mitterrand
- Gare de Boulainvilliers
- Gare du Champ de Mars - Tour Eiffel
- Gare de Charles-de-Gaulle - Étoile
- Gare de Châtelet - Les Halles
- Gare de Cité universitaire
- Gare de Denfert-Rochereau
- Gare d'Haussmann - Saint-Lazare
- Gare des Invalides
- Gare de Javel
- Gare du Luxembourg
- Gare de Magenta
- Gare du Musée d'Orsay
- Gare de Nation
- Gare de Neuilly - Porte Maillot
- Gare de Paris-Austerlitz
- Gare de Paris-Bercy-Bourgogne-Pays d'Auvergne
- Gare de Paris-Est
- Paris-Gare-de-Lyon
- Gare de Paris-Montparnasse
- Gare de Paris-Nord
- Gare de Paris-Saint-Lazare
- Gare de Pereire - Levallois
- Gare de Pont-Cardinet
- Gare du Pont de l'Alma
- Gare du Pont du Garigliano - Hôpital européen Georges-Pompidou
- Gare de Port-Royal
- Gare de la Porte de Clichy
- Gare Rosa-Parks
- Gare de Saint-Michel - Notre-Dame

Gares fermées ou désaffectées : voir la liste complète dans l'article détaillé (mentionné ci-dessus).

### Seine-et-Marne
Gares en service
- Gare de Bagneaux-sur-Loing
- Gare de Bois-le-Roi
- Gare de Boissise-le-Roi
- Gare de Bourron-Marlotte - Grez
- Gare de Bussy-Saint-Georges
- Gare de Cesson
- Gare de Champagne-sur-Seine
- Gare de Champbenoist - Poigny
- Gare de Changis - Saint-Jean
- Gare de Chartrettes
- Gare de Chelles - Gournay
- Gare de Combs-la-Ville - Quincy
- Gare de Compans
- Gare de Couilly - Saint-Germain - Quincy
- Gare de Coulommiers
- Gare de Crouy-sur-Ourcq
- Gare de Crécy-la-Chapelle
- Gare de Dammartin - Juilly - Saint-Mard
- Gare d'Émerainville - Pontault-Combault
- Gare d'Esbly
- Gare de Faremoutiers - Pommeuse
- Gare de La Ferté-sous-Jouarre
- Gare de Flamboin-Gouaix (fret)
- Gare de Fontaine-le-Port
- Gare de Fontainebleau - Avon
- Halte de Fontainebleau-Forêt
- Gare de La Grande-Paroisse
- Gare de Grandpuits (fret)
- Gare de Gretz-Armainvilliers
- Gare de Guérard - La Celle-sur-Morin
- Gare d'Héricy
- Gare d'Isles - Armentières - Congis
- Gare de Lagny - Thorigny
- Gare du Mée
- Gare de Lieusaint - Moissy
- Gare de Livry-sur-Seine
- Gare de Lizy-sur-Ourcq
- Gare de Lognes
- Gare de Longueville
- Gare de Marles-en-Brie
- Gare de Marne-la-Vallée - Chessy
- Gare de Meaux
- Gare du Mée
- Gare de Melun
- Gare de Mitry - Claye
- Gare de Montereau
- Gare de Montigny-sur-Loing
- Gare de Montry - Condé
- Gare de Moret-Veneux-les-Sablons
- Gare de Mormant
- Gare de Mortcerf
- Gare de Mouroux
- Gare de Nangis
- Gare de Nanteuil - Saâcy
- Gare de Nemours - Saint-Pierre
- Gare de Noisiel
- Gare de Noisy - Champs
- Gare d'Ozoir-la-Ferrière
- Gare de Ponthierry - Pringy
- Gare de Provins
- Gare de Roissy-en-Brie
- Gare de Saint-Fargeau
- Gare de Saint-Mammès
- Gare de Sainte-Colombe-Septveilles
- Gare de Savigny-le-Temple - Nandy
- Gare de Souppes - Château-Landon
- Gare de Thieux - Nantouillet
- Gare de Thomery
- Gare de Torcy
- Gare de Tournan
- Gare de Trilport
- Gare de Vaires - Torcy
- Gare du Val d'Europe
- Gare de Verneuil-l'Étang
- Gare de Vernou-sur-Seine
- Gare de Villeparisis - Mitry-le-Neuf
- Gare de Villiers - Montbarbin
- Gare de Villiers-Saint-Georges (fret)
- Gare de Vosves
- Gare de Vulaines-sur-Seine - Samoreau

Gares fermées ou désaffectées
- Gare de Beauchery-Saint-Martin
- Gare de Beaumont - Boësses
- Gare de Brie-Comte-Robert
- Gare de Chailly - Boissy-le-Châtel
- Halte de Chalmaison
- Gare des Champs Forts
- Gare de Chauffry
- Gare de Chaumes
- Gare de Coubert - Soignolles
- Gare de Fontenay-Trésigny
- Gare de Grisy-Suisnes
- Gare d'Hermé
- Gare de Jouy-sur-Morin - Le Marais
- Gare de La Ferté-Gaucher
- Gare de La Houssaye - Crèvecœur
- Gare de Maison-Rouge-en-Brie
- Gare de Melz
- Gare d'Ozouer-le-Voulgis
- Halte de Rampillon
- Gare de Saint-Rémy-la-Vanne
- Gare de Saint-Siméon
- Gare de Santeny - Servon
- Gare de Villepatour-Presles
- Gare de Yèbles - Guignes

### Yvelines
Gares en service
- Gare d'Achères - Grand-Cormier
- Gare d'Achères-Ville
- Triage d'Achères
- Gare d'Andrésy
- Gare d'Aubergenville-Élisabethville
- Gare de Bailly
- Gare de Beynes
- Gare de Bonnières
- Gare de Bougival
- Gare de Bréval
- Gare de Chanteloup-les-Vignes
- Gare de Chatou - Croissy
- Gare de Chaville-Rive-Droite
- Gare de Chaville - Vélizy
- Gare de Coignières
- Gare de Conflans-Fin-d'Oise
- Gare de Conflans-Sainte-Honorine
- Gare d'Épône - Mézières
- Gare de Fontenay-le-Fleury
- Gare de Garancières - La Queue
- Gare de Gargenville
- Gare de Gazeran
- Gare de Houdan
- Gare de Houilles - Carrières-sur-Seine
- Gare d'Issou - Porcheville
- Gare de Jouy-en-Josas
- Gare de Juziers
- Gare de L'Étang-la-Ville
- Gare de La Celle-Saint-Cloud
- Gare de La Verrière
- Gare du Perray
- Gare du Vésinet-Centre
- Gare du Vésinet - Le Pecq
- Gare des Clairières de Verneuil
- Gare des Essarts-le-Roi
- Gare des Mureaux
- Gare de Limay
- Gare de Louveciennes
- Gare de Maisons-Laffitte
- Gare de Mantes-Station
- Gare de Mantes-la-Jolie
- Gare de Mareil-Marly
- Gare de Mareil-sur-Mauldre
- Gare de Marly-le-Roi
- Gare de Maule
- Gare de Maurecourt
- Gare de Meulan - Hardricourt
- Gare de Montfort-l'Amaury - Méré
- Gare de Montreuil
- Gare de Nézel - Aulnay
- Gare de Noisy-le-Roi
- Gare d'Orgerus - Béhoust
- Gare de Paray-Douaville
- Gare de Petit Jouy - Les Loges
- Gare de Plaisir - Grignon
- Gare de Plaisir - Les Clayes
- Gare de Poissy
- Gare de Porchefontaine
- Gare de Rambouillet
- Gare de Rosny-sur-Seine
- Gare de Saint-Cyr
- Gare de Saint-Germain-en-Laye
- Gare de Saint-Germain-en-Laye-Bel-Air - Fourqueux
- Gare de Saint-Germain-en-Laye-Grande-Ceinture
- Gare de Saint-Nom-la-Bretèche - Forêt de Marly
- Gare de Saint-Quentin-en-Yvelines - Montigny-le-Bretonneux
- Gare de Saint-Rémy-lès-Chevreuse
- Gare de Sartrouville
- Gare de Tacoignières - Richebourg
- Gare de Thun-le-Paradis
- Gare de Trappes
- Gare de Triel-sur-Seine
- Gare de Vaux-sur-Seine
- Gare de Vernouillet - Verneuil
- Gare de Versailles-Chantiers
- Gare de Versailles-Rive-Droite
- Gare de Versailles-Château-Rive-Gauche
- Gare de Versailles-Matelots (fret)
- Gare de Villennes-sur-Seine
- Gare de Villepreux - Les Clayes
- Gare de Villiers - Neauphle - Pontchartrain
- Gare de Viroflay-Rive-Droite
- Gare de Viroflay-Rive-Gauche

Gares fermées ou désaffectées
- Gare de Médan
- Gare de Ménerville
- Gare de Poissy-Grande-Ceinture
- Gare de Poissy-Quai-Talbot
- Gare de Port-Villez
- Gare de Saint-Cyr-Grande-Ceinture

### Essonne
Gares en service
- Gare d'Angerville
- Gare d'Arpajon
- Gare d'Athis-Mons
- Gare de Ballancourt
- Gare de Bièvres
- Gare de Boigneville
- Gare de Bouray
- Gare de Boussy-Saint-Antoine
- Gare de Boutigny
- Gare du Bras de Fer - Évry - Génopole
- Gare de Breuillet - Bruyères-le-Châtel
- Gare de Breuillet-Village
- Gare de Brunoy
- Gare de Brétigny
- Gare de Buno - Gironville
- Gare de Bures-sur-Yvette
- Gare de Chamarande
- Gare de Champlan
- Gare de Chilly-Mazarin
- Gare de Corbeil-Essonnes
- Gare du Coudray-Montceaux
- Gare de Courcelle-sur-Yvette
- Gare de Dourdan
- Gare de Dourdan - La Forêt
- Gare d'Égly
- Gare d'Épinay-sur-Orge
- Gare d'Essonnes - Robinson
- Gare d'Étampes
- Gare d'Étréchy
- Gare d'Évry-Val-de-Seine
- Gare d'Évry-Courcouronnes
- Gare de Gif-sur-Yvette
- Gare de Grand Bourg
- Gare de Gravigny-Balizy
- Gare de Grigny-Centre
- Gare du Guichet
- Gare de Guillerval
- Gare d'Igny
- Gare de Juvisy
- Gare de La Ferté-Alais
- Gare de La Hacquinière
- Gare de La Norville - Saint-Germain-lès-Arpajon
- Gare de Lardy
- Gare de Longjumeau
- Gare de Lozère
- Gare de Maisse
- Gare de Marolles-en-Hurepoix
- Gare de Massy - Palaiseau
- Gare de Massy - Verrières
- Gare de Massy TGV
- Gare de Massy-Europe
- Gare de Mennecy
- Gare de Monnerville
- Gare de Montgeron - Crosne
- Gare de Moulin-Galant
- Gare d'Orangis - Bois de l'Épine
- Gare d'Orsay-Ville
- Gare de Palaiseau
- Gare de Palaiseau - Villebon
- Gare de Petit Vaux
- Gare du Plessis-Chenet
- Gare de Ris-Orangis
- Gare de Saint-Chéron
- Gare de Saint-Martin-d'Étampes
- Gare de Saint-Michel-sur-Orge
- Gare de Sainte-Geneviève-des-Bois
- Gare de Savigny-sur-Orge
- Gare de Sermaise
- Gare de Vauboyen
- Gare de Vigneux-sur-Seine
- Gare de Villabé
- Gare de Viry-Châtillon
- Gare d'Yerres

Gares fermées ou désaffectées
- Gare d'Estouches
- Gare de Grigny-Val-de-Seine
- Gare de Limours
- Gare de Limours-État
- Gare de Villebon-État
- Gare de Wissous

### Hauts-de-Seine
Gares en service
- Gare d'Antony
- Gare d'Asnières-sur-Seine
- Gare des Baconnets
- Gare de Bellevue
- Gare de Bois-Colombes
- Gare de Bourg-la-Reine
- Gare de Bécon-les-Bruyères
- Gare de Chaville-Rive-Droite
- Gare de Chaville-Rive-Gauche
- Gare de Chemin d'Antony
- Gare de Clamart
- Gare de Clichy - Levallois
- Gare de Colombes
- Gare de Courbevoie
- Gare de Fontaine Michalon
- Gare de Fontenay-aux-Roses
- Gare de Garches - Marnes-la-Coquette
- Gare de Gennevilliers
- Gare des Grésillons
- Gare d'Issy
- Gare d'Issy-Val de Seine
- Gare de La Croix de Berny
- Gare de la Défense
- Gare de La Garenne-Colombes
- Gare de Meudon
- Gare de Meudon-Val-Fleury
- Gare de Nanterre-La Folie
- Gare de Nanterre-Préfecture
- Gare de Nanterre-Université
- Gare de Nanterre-Ville
- Gare du Parc de Sceaux
- Gare de Puteaux
- Gare de Robinson
- Gare de Rueil-Malmaison
- Gare de Saint-Cloud
- Gare de Sceaux
- Gare de Sèvres-Rive-Gauche
- Gare de Sèvres - Ville-d'Avray
- Gare du Stade
- Gare de Suresnes-Mont-Valérien
- Gare du Val d'Or
- Gare des Vallées
- Gare de Vanves - Malakoff
- Gare de Vaucresson

Gares fermées ou désaffectées
- Gare des Carbonnets
- Halte de Courbevoie-Sport
- Gare de Suresnes - Longchamp

### Seine-Saint-Denis
Gares en service
- L'Abbaye (tramway d'Île-de-France)
- Gare de l'aéroport Charles-de-Gaulle 1
- Gare de l'aéroport Charles-de-Gaulle 2 TGV
- Allée de la Tour - Rendez-Vous (tramway d'Île-de-France)
- Gare d'Aulnay-sous-Bois
- Gare de Bobigny (fret)
- Gare de Bondy
- Gare du Chénay-Gagny
- Les Coquetiers (tramway d'Île-de-France)
- Gare de Drancy
- Gare de Dugny - La Courneuve
- Gare d'Épinay - Villetaneuse
- Gare d'Épinay-sur-Seine
- Freinville - Sevran (tramway d'Île-de-France)
- Gare de Gagny
- Gargan (tramway d'Île-de-France)
- Gare de La Courneuve - Aubervilliers
- Gare de La Plaine - Stade de France
- Gare du Blanc-Mesnil
- Gare du Bourget
- Gare des Yvris-Noisy-le-Grand
- Lycée Henri Sellier (tramway d'Île-de-France)
- Gare de Neuilly-Plaisance
- Gare de Neuilly-sur-Marne (fret)
- Gare de Noisy - Champs
- Gare de Noisy-le-Grand-Mont d'Est
- Gare de Noisy-le-Sec
- Gare du Parc des Expositions
- Les Pavillons-sous-Bois (tramway d'Île-de-France)
- Gare de Pantin
- Gare de Pierrefitte - Stains
- Gare du Raincy - Villemomble - Montfermeil
- La Remise à Jorelle (tramway d'Île-de-France)
- Gare de Rosny-Bois-Perrier
- Gare de Rosny-sous-Bois
- Rougemont - Chanteloup (tramway d'Île-de-France)
- Gare de Saint-Denis
- Gare de Saint-Ouen
- Gare de Sevran - Beaudottes
- Gare de Sevran - Livry
- Gare du Stade de France - Saint-Denis
- Gare de Stains-La Cerisaie
- Gare du Vert-Galant
- Gare de Villepinte
- Gare de Villetaneuse-Université

Gares fermées ou désaffectées
- Gare du boulevard Victor-Hugo
- Gare de La Plaine-Tramways
- Gare de La Plaine-Voyageurs
- Gare du Landy
- Gare du Pont de la Révolte
- Gare de Saint-Ouen-Garibaldi
- Gare de Saint-Ouen-sur-Seine
- Gare de Stains-Grande-Ceinture

### Val-de-Marne
Gares en service
- Gare d'Ablon
- Gare d'Arcueil - Cachan
- Gare des Ardoines
- Gare de Bagneux[6]
- Gare de Boissy-Saint-Léger
- Gare des Boullereaux-Champigny
- Gare de Bry-sur-Marne (RATP)
- Gare de Champigny
- Gare de Choisy-le-Roi
- Gare de Créteil-Pompadour
- Gare de Fontenay-sous-Bois
- Gare de Gentilly
- Gare d'Ivry-sur-Seine
- Gare de Joinville-le-Pont
- Gare de Laplace
- Gare de Maisons-Alfort - Alfortville
- Gare de Nogent-sur-Marne
- Gare de Nogent - Le Perreux
- Gare d'Orly-Ville
- Gare du Parc de Saint-Maur
- Gare du Pont de Rungis - Aéroport d'Orly
- Gare de Rungis - La Fraternelle
- Gare de Rungis MIN (fret)
- Gare de Saint-Maur - Créteil
- Gare des Saules
- Gare de Sucy - Bonneuil
- Gare du Val de Fontenay
- Gare de triage de Valenton (fret)
- Gare de La Varenne - Chennevières
- Gare du Vert de Maisons
- Gare de Villeneuve-le-Roi
- Gare de Villeneuve-Saint-Georges
- Gare de triage de Villeneuve-Saint-Georges (fret)
- Gare de Villeneuve-Triage
- Gare de Villiers-sur-Marne - Le Plessis-Trévise
- Gare de Vincennes
- Gare de Vitry-sur-Seine

Gares fermées ou désaffectées
- Gare de Bry-sur-Marne (SNCF)
- Gare de Charenton
- Gare de Limeil-Brévannes
- Gare de Mandres-les-Roses
- Gare de Nogent - Vincennes
- Gare de Saint-Mandé
- Gare de Villecresnes
- Gare de Villeneuve-Prairie

### Val-d'Oise
Gares en service
- Gare d'Argenteuil
- Gare d'Auvers-sur-Oise
- Gare de Belloy - Saint-Martin
- Gare de Bessancourt
- Gare de Boissy-l'Aillerie
- Gare de Bouffémont - Moisselles
- Gare de Bruyères-sur-Oise
- Gare de Cergy-le-Haut
- Gare de Cergy-Préfecture
- Gare de Cergy-Saint-Christophe
- Gare de Cernay
- Gare de Champagne-sur-Oise
- Gare du Champ de courses d'Enghien
- Gare de Chaponval
- Gare de Chars
- Gare de Cormeilles-en-Parisis
- Gare de Deuil - Montmagny
- Gare de Domont
- Gare d'Écouen - Ézanville
- Gare d'Enghien-les-Bains
- Gare d'Épluches
- Gare d'Éragny - Neuville
- Gare d'Ermont - Eaubonne
- Gare d'Ermont-Halte
- Gare de Franconville - Le Plessis-Bouchard
- Gare de Frépillon
- Gare de Garges - Sarcelles
- Gare de Goussainville
- Gare de Groslay
- Gare du Gros Noyer - Saint-Prix
- Gare d'Herblay
- Gare de La Barre - Ormesson
- Gare de La Frette - Montigny
- Gare de Louvres
- Gare de Luzarches
- Gare de Mériel
- Gare de Méry-sur-Oise
- Gare de Montgeroult - Courcelles
- Gare de Montigny - Beauchamp
- Gare de Montsoult - Maffliers
- Gare de Neuville-Université
- Gare des Noues
- Gare de Nointel - Mours
- Gare d'Osny
- Gare de Persan - Beaumont
- Gare de Pontoise
- Gare de Pont-Petit
- Gare de Presles-Courcelles
- Gare de Saint-Gratien
- Gare de Saint-Leu-la-Forêt
- Gare de Saint-Ouen-l'Aumône
- Gare de Saint-Ouen-l'Aumône-Liesse
- Gare de Saint-Ouen-l'Aumône-Quartier de l'Église
- Gare de Sannois
- Gare de Santeuil - Le Perchay
- Gare de Sarcelles - Saint-Brice
- Gare de Seugy
- Gare de Survilliers - Fosses
- Gare de Taverny
- Gare d'Us
- Gare du Val d'Argenteuil
- Gare de Valmondois
- Gare de Vaucelles
- Gare de Viarmes
- Gare de Villaines
- Gare de Villiers-le-Bel - Gonesse - Arnouville

Gares fermées ou désaffectées
- Gare d'Argenteuil-Grande-Ceinture
- Gare de Magny-en-Vexin
- Gare de Marines
- Gare de Marines (Halte)
- Gare de Nucourt

## Normandie

### Calvados
Gares en service
- Gare d'Audrieu
- Gare de Bayeux
- Gare de Blonville-sur-Mer - Benerville
- Gare de Bretteville - Norrey
- Gare de Caen
- Gare de Dives - Cabourg
- Gare de Dives-sur-Mer-Port-Guillaume
- Gare de Frénouville - Cagny
- Gare du Grand-Jardin
- Gare de Houlgate
- Gare de Lisieux
- Gare de Lison
- Gare de Mézidon
- Gare du Molay-Littry
- Gare de Moult - Argences
- Gare de Pont-l'Évêque
- Gare de Saint-Pierre-sur-Dives
- Gare de Trouville - Deauville
- Gare de Villers-sur-Mer
- Gare de Vire

Gares fermées ou désaffectées
- Gare d'Argences
- Gare de Bernières
- Gare de Bernières-le-Patry
- Gare de Beuvron-en-Auge
- Gare de Caen-Saint-Martin
- Gare de Caen-Saint-Pierre
- Gare de Cambes
- Gare de Chapelle-la-Délivrande
- Gare de La Chapelle-Yvon
- Gare de Clécy-Bourg
- Gare de Condé-sur-Noireau
- Gare de Coulibœuf
- Gare de Courseulles
- Gare de Couvrechef (Caen)
- Gare de Douvres-la-Délivrande
- Gare de Dozulé - Putot
- Gare de Falaise
- Gare de Feuguerolles - Saint-André
- Gare de Grimbosq
- Gare de Honfleur
- Gare de La Lande-Clécy
- Gare de Langrune
- Gare du Lion-d'Or - Croissanville
- Gare de Livarot
- Gare des Loges-Saulces
- Gare de Luc-sur-Mer
- Halte de la Maladrerie (Caen)
- Gare de Martigny
- Gare de Mathieu
- Gare de Mesnil-Clinchamps
- Gare de Mesnil-Mauger
- Gare du Mesnil-Villement-Pont-des-Vers
- Gare de Mutrécy
- Gare de Neuilly
- Gare d'Orbec
- Gare de Quetteville
- Gare de La Rivière-Saint-Sauveur
- Gare de Saint-André-d'Hébertot
- Gare de Saint-Aubin
- Gare de Saint-Aubin-sur-Mer
- Gare de Sainte-Foy-de-Montgommery
- Gare de Saint-Julien-le-Faucon
- Gare de Saint-Martin-de-Bienfaite
- Gare de Saint-Martin-des-Besaces
- Gare de Saint-Rémy
- Gare de Saint-Sever
- Gare de Troarn
- Gare de Thury-Harcourt
- Gare de Viessoix

### Eure
Gares en service
- Gare de Beaumont-le-Roger
- Gare de Bernay
- Gare de Beuzeville (fret)
- Gare de Bourgtheroulde - Thuit-Hébert
- Gare de Brionne
- Gare de Bueil
- Gare de Conches
- Gare d'Évreux-Normandie
- Gare de Gaillon - Aubevoye
- Gare de Gisors
- Gare de La Bonneville-sur-Iton
- Gare de Nonancourt
- Gare de Pont-Audemer (fret)
- Gare de Pont-de-l'Arche
- Gare de Romilly-la-Puthenaye
- Gare de Serquigny
- Gare de Val-de-Reuil
- Gare de Verneuil-sur-Avre
- Gare de Vernon - Giverny

Gares fermées ou désaffectées
- Gare d'Acquigny
- Gare d'Amécourt - Talmontier
- Gare des Andelys
- Gare de Bacquepuis
- Gare du Bec-Hellouin
- Gare de Bourth
- Gare de Brosville
- Gare de Calleville
- Gare de La Chapelle-Gauthier
- Gare de Corneville - Saint-Paul
- Gare d'Évreux-Ville
- Gare de Glos - Montfort
- Gare du Goulet
- Gare d'Harcourt - La Neuville-du-Bosc
- Gare de La Haye-Malherbe - Montaure
- Gare d'Hondouville
- Gare de Louviers
- Gare de Montfort - Saint-Philbert
- Gare du Neubourg
- Gare de Pont-Authou
- Gare de Quittebeuf
- Gare de La Rivière-Thibouville
- Gare de Saint-Germain - Saint-Rémy
- Gare de Saint-Pierre-du-Vauvray
- Gare de Tillières
- Gare de Toutainville
- Gare de La Trinité-de-Réville
- Gare du Vaudreuil - Saint-Étienne
- Gare de Vernon-Vernonnet

### Manche
Gares en service
- Gare d'Avranches
- Gare de Barneville (exploitation touristique)
- Gare de Carentan
- Gare de Carteret (exploitation touristique)
- Gare de Cherbourg
- Gare de Coutances
- Gare de Folligny
- Gare de Granville
- Gare de Lison
- Gare de Pontorson - Mont-Saint-Michel
- Gare de Port-Bail (exploitation touristique)
- Gare de Saint-Lô
- Gare de Valognes
- Gare de Villedieu-les-Poêles

Gares fermées ou désaffectées
- Gare d'Airel
- Gare d'Angoville-sur-Ay
- Gare d'Auvers
- Gare de Barfleur
- Gare de Baupte
- Gare de Belval
- Gare de Bretteville-en-Saire
- Gare de Bricquebec
- Gare de Canisy
- Gare de Carantilly - Marigny
- Gare de Cérences
- Gare de Chef-du-Pont - Sainte-Mère
- Gare transatlantique de Cherbourg
- Gare de Cherbourg-Barfleur
- Gare de Couville
- Halte de Denneville
- Gare d'Équeurdreville
- Gare de Fermanville
- Gare des Flamands
- Gare de Fresville
- Gare de Gatteville
- Gare de La Haye-du-Puits
- Gare de La Haye-Pesnel - La Lucerne
- Gare d'Hudimesnil
- Gare de Lessay
- Gare de Lestre - Quinéville
- Halte de Lithaire
- Gare de Martinvast
- Gare de La Meauffe
- Gare de Millières
- Gare de Montebourg
- Gare de Montebourg-Ville
- Gare de Montfarville
- Gare de Montmartin-sur-Mer
- Gare de Montviron - Sartilly
- Gare de Morsalines
- Gare de Mortain - Le Neufbourg
- Gare de Néhou
- Gare d'Orval - Hyenville
- Gare de Périers-en-Cotentin
- Gare de Pontaubault
- Gare de Pont-Hébert
- Gare de Querqueville
- Gare de Quettehou - Le-Vast
- Gare de Quettreville-sur-Sienne
- Gare de Regnéville-sur-Mer
- Gare de Réville
- Gare de Rocheville
- Halte de Saint-Georges-de-la-Rivière
- Gare de Saint-Germain-de-Tournebut
- Gare de Saint-Jores
- Halte de Saint-Lô-d'Ourville
- Gare de Saint-Martin-d'Audouville
- Gare de Saint-Pierre-Église
- Gare de Saint-Planchers
- Gare de Saint-Sauveur-de-Pierrepont
- Gare de Saint-Sauveur-le-Vicomte
- Gare de Saint-Sauveur-Lendelin
- Gare de Saint-Vaast-la-Hougue
- Gare de Servon - Tanis
- Gare de Sottevast
- Gare de Tocqueville - Gouberville
- Halte du Tôt
- Gare de Tourlaville
- Gare d'Urville-en-Hague
- Gare de Valcanville - Anneville
- Gare de Valognes-Ville

### Orne
Gares en service
- Gare de L'Aigle
- Gare d'Alençon
- Gare d'Argentan
- Gare de Bretoncelles
- Gare de Briouze
- Gare de Condé-sur-Huisne
- Gare d'Écouché
- Gare de Flers
- Gare de Montabard (fret)
- Gare de Sainte-Gauburge
- Gare de Sées
- Gare de Surdon
- Gare du Theil - La Rouge

Gares fermées ou désaffectées
- Gare d'Almenèches
- Gare de Bagnoles-de-l'Orne
- Gare de Bellême - Saint-Martin
- Gare de Bellou-en-Houlme
- Gare de Berjou
- Gare de Boissy - Maison-Maugis
- Gare de Bonsmoulins
- Gare de Caligny
- Gare de Ceaucé
- Gare de Cerisi-Belle-Étoile
- Gare du Châtel
- Gare du Châtellier
- Gare de Cizay-Saint-Aubin
- Gare de Condé-sur-Noireau
- Gare de Couterne
- Gare de Crulai
- Gare de Damigny
- Gare de Domfront (Orne)
- Gare d'Échauffour
- Gare de Feings
- Gare de Gacé
- Gare de Gandelain
- Gare de Hauterive-sur-Sarthe
- Gare d'Igé
- Gare de Juvigny-sous-Andaine
- Gare de Lignerolles
- Gare de La Baroche-sous-Lucé
- Gare de La Chapelle-d'Andaine
- Gare de La Ferté-Fresnel - Anceins
- Gare de La Ferté-Macé
- Gare de La Gonfrière - Bocquencé
- Gare de La Herse
- Gare de La Jarretière
- Gare de La Lacelle
- Gare de La Mesnière
- Gare de Lonlay-le-Tesson
- Gare de Lonray
- Gare de Mardilly
- Gare de Mauves - Corbon
- Gare du Mêle
- Gare de Ménil-Hubert - Pont d'Ouilly
- Gare de Ménil-Vin
- Gare du Merlerault
- Gare de Messei
- Halte de Messei
- Gare de Montsecret - Vassy
- Gare de Mortagne-au-Perche
- Gare de Moulins-la-Marche
- Gare de Neuilly-le-Bisson
- Gare de Neuilly - Saint-Ouen
- Gare de Neuville-sur-Touques
- Gare de Nonant-le-Pin
- Gare d'Origny-le-Roux
- Gare du Pin-La Garenne
- Gare de Planches
- Gare de Pont-Érambourg
- Gare de Rai - Aube
- Gare de Randonnai - Irai
- Gare de Rémalard - Bellou
- Gare du Rendez-Vous
- Gare de Saint-Bômer - Champsecret
- Gare de Saint-Denis-sur-Huisne
- Gare de Saint-Denis-sur-Sarthon
- Gare de Saint-Evroult-Notre-Dame-du-Bois
- Gare de Saint-Front
- Gare de Saint-Fulgent - Vaunoise
- Gare de Saint-Hilaire - Beaufai
- Gare de Saint-Martin-d'Ecublei
- Gare de Saint-Michel
- Gare de Saint-Roch - Saint-Mars
- Gare de Semallé
- Gare de Soligny-la-Trappe
- Gare de Saint-Ouen
- Gare de Saint-Rémy-des-Monts
- Gare de Ticheville - Le Sap
- Gare de Tinchebray
- Gare de Torchamp
- Gare de Tourouvre
- Gare de Villiers
- Gare de Vimoutiers
- Gare de Vingt-Hanaps
- Gare des Yveteaux - Fromentel

### Seine-Maritime
Gares en service :
- Gare d'Arques-la-Bataille (fret)
- Gare d'Auffay
- Gare d'Aumale
- Gare de Barentin
- Gare de Blangy-sur-Bresle
- Gare de Bréauté - Beuzeville
- Gare de Clères
- Gare de Dieppe
- Gare d'Elbeuf - Saint-Aubin
- Gare d'Étainhus - Saint-Romain
- Gare d'Eu
- Gare de Fécamp
- Gare de Foucart - Alvimare
- Gare de Gravenchon-Port-Jérôme (fret)
- Gare d'Harfleur
- Gare du Havre
- Gare de Longroy - Gamaches
- Gare de Longuerue - Vieux-Manoir
- Gare de Longueville-sur-Scie
- Gare de Malaunay - Le Houlme
- Gare de Maromme
- Gare de Montérolier - Buchy
- Gare de Montville
- Gare de Morgny
- Gare de Motteville
- Gare d'Oissel
- Gare de Pavilly
- Gare de Rouen-Martainville (fret)
- Gare de Rouen-Orléans (fret)
- Gare de Rouen-Rive-Droite
- Gare de Saint-Aubin-sur-Scie
- Gare de Saint-Étienne-du-Rouvray
- Gare de Saint-Laurent - Gainneville
- Gare de Saint-Victor
- Gare de Serqueux
- Gare de Sommery
- Gare de Sotteville
- Gare de Tourville
- Gare du Tréport - Mers
- Gare d'Yvetot

Gares fermées ou désaffectées :
- Gare d'Anneville-sur-Scie
- Gare de Bolbec-Ville
- Gare de Bolbec - Nointot
- Gare de Bordeaux - Bénouville
- Gare de Cany
- Gare de Criquetot-l'Esneval
- Gare de Darnétal
- Gare de Dieppe-Maritime
- Gare de Doudeville
- Gare d'Écrainville
- Gare d'Envermeu
- Gare d'Épouville
- Gare d'Étretat
- Gare d'Eu-la Mouillette
- Gare de Forges-les-Eaux
- Gare de Froberville - Yport
- Gare de Goderville
- Gare de Gournay - Ferrières
- Gare de Grainville-Ymauville
- Gare de Grémonville
- Gare de Gruchet - Saint-Antoine
- Gare d'Harfleur-Halte
- Gare du Havre-Graville
- Gare du Havre-Maritime
- Gare des Ifs
- Gare de Jacques-Monod-la-Demi-Lieue
- Gare de Lillebonne
- Gare des Loges - Vaucottes-sur-Mer
- Gare de Mesnières-en-Bray
- Gare de Montivilliers
- Gare de Neufchâtel-en-Bray
- Gare de Neufmarché
- Gare de Néville
- Gare d'Ocqueville
- Gare de Petit-Appeville
- Gare de Rolleville
- Gare de Rouen-Saint-Sever
- Gare de Rouxmesnil
- Gare de Saint-Martin-du-Vivier
- Gare de Saint-Vaast - Bosville
- Gare de Saint-Valery-en-Caux
- Gare de Turretot - Gonneville
- Gare de Valmont
- Gare de Virville - Manneville

## Nouvelle-Aquitaine

### Charente
Gares en service
- Gare d'Angoulême
- Gare de Chalais
- Gare de Châteauneuf-sur-Charente
- Gare de Cognac
- Gare de La Couronne
- Gare de Jarnac-Charente
- Gare de Luxé
- Gare de Montmoreau
- Gare de Ruffec

Gares fermées ou désaffectées
- Gare de Barbezieux
- Gare de Chabanais
- Gare de Chasseneuil-sur-Bonnieure
- Gare de Confolens
- Gare d'Exideuil-sur-Vienne
- Gare de La Rochefoucauld
- Gare de Merpins
- Gare de Parcoul - Médillac
- Gare de Roumazières-Loubert
- Gare de Ruelle
- Gare de Saint-Michel-sur-Charente
- Gare de Sireuil

### Charente-Maritime
Gares en service
- Gare d'Aigrefeuille - Le Thou
- Gare d'Angoulins-sur-Mer
- Gare d'Aytré-Plage
- Gare de Beillant
- Gare de Bords
- Gare de Bussac
- Gare de Châtelaillon
- Gare de Clion-sur-Seugne
- Gare de Fontaines-d'Ozillac
- Gare de La Jarrie
- Gare de Jonzac
- Gare de Loulay
- Gare de Montendre
- Gare de Pons
- Gare de Rochefort
- Gare de La Rochelle-Porte-Dauphine
- Gare de La Rochelle-Ville
- Gare de Royan
- Gare de Saint-Aigulin - La Roche-Chalais
- Gare de Saint-Hilaire - Brizambourg
- Gare de Saint-Laurent - Fouras
- Gare de Saint-Jean-d'Angély
- Gare de Saint-Savinien-sur-Charente
- Gare de Saintes
- Gare de Saujon
- Gare de Surgères
- Gare de Taillebourg
- Gare de Tonnay-Charente
- Gare de Villeneuve-la-Comtesse

Gares fermées ou désaffectées
- Gare d'Andilly - Saint-Ouen
- Gare d'Asnières-la-Giraud
- Gare d'Aytré
- Gare de Bourcefranc
- Gare de Cozes
- Gare du Chapus
- Gare de Cabariot
- Gare de Chaniers
- Gare de Dompierre-sur-Mer
- Gare de Gémozac
- Gare de Jazennes - Tanzac
- Gare de La Jarne - Saint-Rogatien
- Gare de Marans
- Gare de Marennes
- Gare de Mosnac-sur-Seugne
- Gare de Mouillepied
- Gare du Pontreau
- Gare de Rompsay
- Gare de Saint-Agnant-les-Marais
- Gare de Saint-André-de-Lidon
- Gare de Saint-Denis-du-Pin
- Gare de Saint-Just-Luzac
- Gare de Saint-Laurent-de-la-Prée
- Gare de Saint-Romain-de-Benet
- Gare de Trizay-Monthérault
- Gare de la Traverserie
- Gare de Varzay
- Gare de Vergné

### Corrèze
Gares en service
- Gare d'Allassac
- Gare d'Aubazine - Saint-Hilaire
- Gare de Bort-les-Orgues (SNCF car TER)
- Gare de Brive-la-Gaillarde
- Gare de Bugeat
- Gare de Cornil
- Gare de Corrèze
- Gare d'Égletons
- Gare d'Eygurande - Merlines
- Gare de Jassonneix
- Gare de La Rivière-de-Mansac
- Gare de Lacelle
- Gare de Lubersac
- Gare de Masseret
- Gare de Meymac
- Gare de Montaignac-Saint-Hippolyte
- Gare de Pérols
- Gare de Pompadour
- Gare de Tulle
- Gare de Turenne
- Gare d'Ussel
- Gare d'Uzerche
- Gare de Vigeois

Gares fermées ou désaffectées
- Gare d'Aix-La Marsalouse
- Gare d'Alleyrat - Chaveroche
- Gare d'Ambrugeat
- Gare d'Ayen - Juillac
- Gare de Barsanges
- Gare de Chasteaux
- Gare de Donzenac
- Gare d'Estivaux
- Gare d'Eyrein
- Gare de Feyt
- Gare de Gimel
- Gare de Larche
- Gare de Maussac
- Gare de Montplaisir
- Gare de Noailles
- Gare de Rosiers-d'Égletons
- Gare de Saint-Hilaire-Peyroux
- Gare de Saint-Julien-le-Vendômois
- Gare de Saint-Pardoux-le-Vieux
- Gare de Salon-la-Tour
- Gare de Savennes - Saint-Étienne-aux-Clos
- Gare de Segonzac - Saint-Robert
- Gare de Sornac - Saint-Rémy
- Gare de Soudeilles
- Gare d'Ussac
- Gare de Viam

### Creuse
Gares en service
- Gare d'Aubusson
- Gare de Busseau-sur-Creuse
- Gare de Felletin
- Gare de Guéret
- Gare de La Souterraine
- Gare de Lavaufranche
- Gare de Lavaveix-les-Mines
- Gare de Marsac
- Gare de Montaigut
- Gare de Parsac - Gouzon
- Gare de Saint-Sébastien
- Gare de Vieilleville

Gares fermées ou désaffectées
- Gare d'Ahun
- Gare d'Auzances
- Gare de Bonnat
- Gare de Bosmoreau-les-Mines
- Gare de Bourdaleix-Cornat
- Gare de Bourganeuf
- Gare de La Brionne
- Gare de Budelière - Chambon
- Gare de Bussière-Dunoise
- Gare de Champsanglard
- Gare de Chanon
- Gare de La Chapelle-Baloue
- Gare de Clairavaux
- Gare de Clavière
- Gare de La Courtine
- Gare de Cressat
- Gare de Croze
- Gare de Dun-le-Palestel
- Gare d'Évaux-les-Bains
- Gare de Forgevieille
- Gare de Fourneaux
- Gare de Genouillac - Châtelus
- Gare de Glénic
- Gare de Jouillat
- Gare de Lafat
- Gare de Langledure
- Gare de Létrade
- Gare de Maison-Feyne
- Gare des Mars
- Gare du Mas-d'Artige
- Gare de Mérinchal
- Gare de Mortroux - Moutier
- Gare de Moutier-Rozeille
- Gare de Nouziers - La Forêt
- Gare de Reterre
- Gare de Saint-Dizier-Leyrenne
- Gare de Sainte-Feyre
- Gare de Saint-Fiel
- Gare de Saint-Martial-le-Mont
- Gare de Saint-Merd-la-Breuille
- Gare de Saint-Sulpice - Anzême
- Gare de Saint-Sulpice-le-Dunois
- Gare de Vaveix-Issoudun

### Dordogne
Gares en service
- Gare d'Agonac
- Gare de Belvès
- Gare de Bergerac
- Gare de Boulazac
- Gare du Bugue
- Gare du Buisson
- Gare de Château-l'Évêque
- Gare de Condat - Le Lardin
- Gare des Eyzies
- Gare de La Coquille
- Gare de Lalinde
- Gare de Lamothe-Montravel
- Gare de Limeyrat
- Gare de Marsac
- Gare de Montpon-Ménestérol
- Gare de Mussidan
- Gare de Négrondes
- Gare de Neuvic
- Gare de Niversac
- Gare de Périgueux
- Gare de Razac
- Gare de Saint-Antoine-de-Breuilh
- Gare de Saint-Astier
- Gare de Saint-Cyprien
- Gare de Saint-Léon-sur-l'Isle
- Gare de Saint-Pierre-de-Chignac
- Gare de Sarlat
- Gare de Siorac-en-Périgord
- Gare de Terrasson-Lavilledieu
- Gare de Thenon
- Gare de Thiviers
- Gare de Trémolat
- Gare de Vélines
- Gare des Versannes
- Gare de Villefranche-du-Périgord

Gares fermées ou désaffectées
- Gare d'Ajat
- Gare d'Alles-sur-Dordogne
- Gare d'Aubas
- Gare d'Azerat
- Gare de Beaulieu-Siorac
- Gare de Beaupouyet
- Gare de Beauronne
- Gare de Bourg-du-Bost
- Gare de Bourgnac
- Gare de Calviac
- Gare de Carlux
- Gare de Carsac
- Gare de Castelnaud-Fayrac
- Gare de Cazoulès
- Gare de Celles - Villetoureix
- Gare de Chancelade
- Gare de Chenaud
- Gare de Conne - Saint-Cernin
- Gare de Coubjours - Badefols
- Gare de Cours-de-Pile
- Gare de Couze
- Gare de Creysse - Mouleydier
- Gare de Douzillac
- Gare d'Excideuil
- Gare d'Eymet
- Gare d'Eyrenville
- Gare de Falgueyrat
- Gare de Gayet - Vanxains
- Gare du Got
- Gare des Grandes-Bruges
- Gare de Groléjac
- Gare d'Hautefort
- Gare d'Issac
- Gare d'Issigeac
- Gare de Javerlhac
- Gare de La Bachellerie
- Gare de La Cave
- Gare de La Croix-Rouge
- Gare de La Gélie
- Gare de La Ressègue
- Gare de La Rochebeaucourt - Édon
- Gare de La Tache
- Gare de La Tour-Blanche
- Gare de Lagudal
- Gare de Ligueux
- Gare de Lisle
- Gare de Mareuil - Gouts
- Gare de Maurens
- Gare de Mauzens-Miremont
- Gare de Mavaleix
- Gare de Mensignac - La Chapelle
- Gare de Milhac-d'Auberoche
- Gare de Milhac-de-Nontron
- Gare de Montcaret
- Gare de Montignac
- Gare de Nontron
- Gare de Périgueux-Saint-Georges
- Gare de Petit-Bersac - Saint-Séverin
- Gare de Peyrillac
- Gare de Prigonrieux - La Force
- Gare de Ribérac
- Gare de Saint-Amand-de-Coly
- Gare de Saint-Antoine-d'Auberoche
- Gare de Saint-Antoine - Port-Sainte-Foy
- Gare de Saint-Aubin - Lauzun
- Gare de Saint-Aulaye
- Gare de Saint-Capraise-de-Lalinde
- Gare de Saint-Geniès
- Gare de Saint-Jean-de-Côle
- Gare de Saint-Louis
- Gare de Saint-Martin-le-Pin
- Gare de Saint-Méard-de-Drône
- Gare de Saint-Nexans
- Gare de Saint-Pardoux-la-Rivière
- Gare de Saint-Vincent - Bézenac
- Gare de Saint-Vincent-de-Connezac
- Gare de Salignac
- Gare de Sauvebœuf
- Gare de Siorac-de-Ribérac
- Gare de Soubie
- Gare de Tocane-Saint-Apre
- Gare de Varaignes
- Gare de Verteillac - Coutures
- Gare de Vézac - Beynac
- Gare de Villac

### Gironde
Gares en service
- Gare d'Alouette-France
- Gare d'Arbanats
- Gare d'Arcachon
- Gare d'Aubie - Saint-Antoine
- Gare de Barsac
- Gare de Bassens
- Gare de Beautiran
- Gare de Bègles
- Gare de Blanquefort
- Gare de Blaye (fret)
- Gare de Bordeaux-Bastide (fret)
- Gare de Bordeaux-Saint-Jean
- Gare du Bouscat-Sainte-Germaine
- Gare de Bruges
- Gare de Cadaujac
- Gare de Castillon
- Gare de Caudéran - Mérignac
- Gare de Caudrot
- Gare de Cavignac
- Gare de Cenon
- Gare de Cérons
- Gare de Coutras
- Gare de Cubzac-les-Ponts
- Gare des Églisottes
- Gare de Facture-Biganos
- Gare de Gauriaguet
- Gare de Gazinet-Cestas
- Gare de Gironde
- Gare de La Gorp
- Gare de la Grave-d'Ambarès
- Gare de Gujan-Mestras
- Gare de La Hume
- Gare de Lamothe-Landerron
- Gare de Langon
- Gare de Lesparre
- Gare de Libourne
- Gare de Ludon
- Gare de Macau
- Gare de Marcheprime
- Gare de Margaux
- Gare de Mérignac-Arlac
- Gare de Moulis - Listrac
- Gare de Parempuyre
- Gare de Pauillac
- Gare de Pessac
- Gare de Podensac
- Gare de La Pointe-de-Grave (périodiquement)
- Gare de Portets
- Gare de Preignac
- Gare de La Réole
- Gare de Saint-André-de-Cubzac
- Gare de Saint-Denis-de-Pile
- Gare de Saint-Émilion
- Gare de Saint-Loubès
- Gare de Saint-Macaire
- Gare de Saint-Mariens - Saint-Yzan
- Gare de Saint-Médard-d'Eyrans
- Gare de Saint-Médard-de-Guizières
- Gare de Saint-Pierre-d'Aurillac
- Gare de Saint-Seurin-sur-l'Isle
- Gare de Saint-Sulpice - Izon
- Gare de Sainte-Eulalie - Carbon-Blanc
- Gare de Sainte-Foy-la-Grande
- Gare de Soulac-sur-Mer
- Gare du Teich
- Gare de La Teste
- Gare de Vayres
- Gare du Verdon
- Gare de Villenave-d'Ornon

Gares fermées ou désaffectées
- Gare de Bordeaux-Benauge
- Gare de Bordeaux - Bénouville
- Gare de Bordeaux-Cadillac
- Gare de Bordeaux-État
- Gare de Bordeaux-Passerelle
- Gare de Bordeaux-Ségur
- Gare de Croix-d'Hins
- Gare de Lamothe
- Gare de Lormont
- Gare de Lugos
- Gare de Pierroton
- Gare de Ravezies
- Gare de Talence-Médoquine

### Landes
Gares en service
- Gare d'Arengosse
- Gare de Bénesse-Maremne
- Gare de Dax
- Gare de Labenne
- Gare de Labouheyre
- Gare de Laluque (gare fret)
- Gare de Mont-de-Marsan
- Gare de Morcenx
- Gare d'Ondres
- Gare de Peyrehorade
- Gare de Saint-Geours-de-Maremne
- Gare de Saint-Martin-d'Oney
- Gare de Saint-Vincent-de-Tyrosse
- Gare de Saubusse-les-Bains
- Gare d'Ychoux
- Gare d'Ygos

Gares fermées ou désaffectées
- Gare de Luxey
- Gare de Mugron
- Gare de Rion-des-Landes
- Gare de Saint-Sever (Landes)

### Lot-et-Garonne
Gares en service
- Gare d'Agen
- Gare d'Aiguillon
- Gare de Gontaud - Fauguerolles
- Gare de Layrac (ITE Fret)
- Gare de Laroque
- Gare de Marmande
- Gare de Monsempron-Libos
- Gare de Nérac (fret)
- Gare de Penne
- Gare de Pont-du-Casse
- Gare de Port-Sainte-Marie
- Gare de Sainte-Bazeille
- Gare de Sauveterre-la-Lémance
- Gare de Tonneins
- Gare de Trentels-Ladignac

Gares fermées ou désaffectées
- Gare d'Astaffort
- Gare de Bon-Encontre
- Halte de Goulens
- Gare de Cuzorn
- Gare de Lafox
- Gare de Saint-Nicolas - Saint-Romain
- Gare de Villeneuve-sur-Lot

### Pyrénées-Atlantiques
Gares en service
- Gare d'Artix
- Gare d'Assat
- Gare de Baigts-de-Béarn (fret)
- Gare de Bayonne
- Gare de Bedous
- Gare de Biarritz
- Gare de Bidos
- Gare de Boucau
- Gare de Buzy-en-Béarn
- Gare de Cambo-les-Bains
- Gare de Coarraze - Nay
- Gare des Deux-Jumeaux
- Gare de Gan
- Gare de Guéthary
- Gare de Halsou - Larressore
- Gare d'Hendaye
- Gare d'Itxassou
- Gare de La Croix-du-Prince
- Gare de Lacq (fret)
- Gare de Lescar (fret)
- Gare de Lurbe-Saint-Christau
- Gare de Montaut - Bétharram
- Gare d'Ogeu-les-Bains
- Gare d'Oloron-Sainte-Marie
- Gare d'Orthez
- Gare d'Ossès - Saint-Martin-d'Arrossa
- Gare de Pau
- Gare de Bidarray-Pont-Noblia
- Gare de Puyoô
- Gare de Saint-Jean-de-Luz - Ciboure
- Gare de Saint-Jean-Pied-de-Port
- Gare de Sarrance
- Gare d'Urt
- Gare d'Ustaritz - Jatxou
- Gare de Villefranque

Gares fermées ou désaffectées
- Gare d'Abens-le-Bas
- Gare d'Abitain
- Gare d'Accous
- Gare d'Arbouet
- Gare d'Argagnon
- Gare d'Arrive
- Gare d'Arudy
- Gare d'Autevielle
- Gare de Baudreix
- Gare de Beauplaisir
- Gare de Béhéréharta
- Gare de Biarritz-Ville
- Gare de Bidarray
- Gare de Bidart
- Gare de Bielle
- Gare de Boeil-Bezing
- Gare de Borciriette
- Gare de Cambo-les-Thermes
- Gare de Castagnède-de-Béarn
- Gare de Cauneille
- Gare de Charre
- Gare de Danguin
- Gare d'Escos
- Gare d'Escos - Labastide
- Gare d'Escou
- Gare d'Espès-Undurein
- Gare d'Etsaut
- Gare d'Eyheralde
- Gare des Forges-d'Abel
- Gare du Gaz
- Gare de Gurmençon
- Gare de Haut-de-Gan
- Gare d'Izeste - Louvie-Juzon
- Gare de Jatxou
- Gare de Lahonce
- Gare de Laruns - Eaux-Bonnes
- Gare de Lescun - Cette-Eygun
- Gare de Louhossoa
- Gare de Mauléon
- Gare de Nabas
- Gare de Poey
- Gare de Pont-de-Béon
- Gare du Pont-de-l'Aran
- Gare de Rivehaute
- Gare de Saint-Étienne-de-Baïgorry
- Gare de Saint-Palais
- Gare de Salies-de-Béarn
- Gare de Sames - Guiche
- Gare de Sauveterre-de-Béarn
- Gare d'Urcuit
- Gare d'Urdos
- Gare d'Urrugne
- Gare de Viodos

### Deux-Sèvres
Gares en service
- Gare d'Aiffres (fret)
- Gare de Beauvoir-sur-Niort
- Gare de Bressuire
- Gare de La Crèche
- Gare de Fors
- Gare de Parthenay (fret)
- Gare de Marigny
- Gare de Mauzé
- Gare de La Mothe-Saint-Héray
- Gare de Niort
- Gare de Pamproux
- Gare de Prin-Deyrançon
- Gare de Prissé-la-Charrière
- Gare de Saint-Maixent
- Gare de Saint-Varent (fret)
- Gare de Thouars

Gares fermées ou désaffectées
- Gare d'Airvault-Gare
- Gare d'Airvault-Ville
- Gare de Brion-près-Thouet
- Gare de Celles-sur-Belles
- Gare de Champdeniers - Saint-Christophe
- Gare de La Chapelle-Saint-Laurent
- Gare de Chef-Boutonne
- Gare de Cherveux
- Gare de Coulon
- Gare de Coulonges-sur-l’Autize
- Gare de Coulonges-Thouarsais
- Gare de Courlay
- Gare d'Épannes
- Gare de la Ferrière-en-Parthenay
- Gare de Frontenay-Rohan-Rohan
- Gare de Gourgé
- Gare de Luché-Thouarsais
- Gare de Mauléon - Saint-Aubin
- Gare de Mazières - Verruyes
- Gare de Moncoutant
- Gare de Nueil-les-Aubiers
- Gare de Prahecq
- Gare de Saint-Jean-de-Thouars
- Gare de Saint-Laurs
- Gare de Saint-Loup-Lamairé
- Gare de Saint-Pardoux-en-Gâtine
- Gare de Saint-Pompain
- Gare de Saint-Varent
- Gare de Sainte-Néomaye
- Gare de Salles
- Gare de Voultegon

### Vienne
Gares en service
- Gare d'Anché - Voulon
- Gare du Bouchet (fret)
- Gare de Chalandray (fret)
- Gare de Chasseneuil
- Gare de Civray-Ville (fret)
- Gare de Châtellerault
- Gare de Coulombiers (fret)
- Gare de Dangé
- Gare de Dissay
- Gare d'Épanvilliers
- Gare du Futuroscope
- Gare d'Iteuil
- Gare d'Ingrandes-sur-Vienne
- Gare de Jardres (fret)
- Gare de Jaunay-Clan
- Gare de Lathus
- Gare de Ligugé
- Gare de Loudun (fret & boutique)
- Gare de Lusignan
- Gare de Lussac-les-Châteaux
- Gare de Mignaloux - Nouaillé
- Gare de Montmorillon
- Gare de Naintré-les-Barres
- Gare de Nerpuy
- Gare des Ormes-sur-Vienne
- Gare de Poitiers
- Gare de Rouillé
- Gare de Saint-Jean-de-Sauves (fret)
- Gare de Saint-Saviol
- Gare de La Tricherie
- Gare de Vivonne

Gares fermées ou désaffectées
- Gare d'Arçay
- Gare d'Availles
- Gare d'Avanton-Paché
- Gare d'Ayron - Latillé
- Gare de Basses - Sammarçoles
- Gare de Saint-Benoît
- Gare de Berthegon
- Gare de Beuxes
- Gare de Blaslay - Chabournay
- Gare de Charroux
- Gare de Châtellerault-Châteauneuf
- Gare de Chauvigny
- Gare de Civaux
- Gare de Fleuré
- Gare de Frontenay-sur-Dive
- Gare de Grand-Pont-Preuilly
- Gare de Journet
- Gare de L'Isle-Jourdain
- Gare de La Trimouille
- Gare de Lencloître
- Gare de Lhommaizé
- Gare de Liglet
- Gare de Martaizé
- Gare de Mauprévoir
- Gare de Migné-Les-Lourdines
- Gare de Mirebeau
- Gare de Moncontour-de-Poitou
- Gare de Monts-sur-Guesnes
- Gare de Moussac-sur-Vienne
- Gare de Neuville-de-Poitou
- Gare de Nieul-l'Espoir
- Gare de Noiron
- Gare de Paizay-le-Sec
- Gare de Persac
- Gare de Pleumartin
- Gare de Saint-Benoît
- Gare de Saint-Genest-d'Ambière
- Gare de Saint-Julien-l'Ars
- Gare de Saint-Léger-de-Montbrillais
- Gare de Saint-Martin - Usson
- Halte de Saint-Ustre
- Gare de Saint-Savin
- Gare de Savigné
- Gare de Savigny-Lévescault
- Gare de Savigny-sous-Faye
- Gare de Scorbé-Clairvaux
- Gare de Sillars
- Gare des Trois-Moutiers
- Gare de Villars (Vienne)
- Gare du Vigeant
- Gare de Villiers - Vouillé
- Gare de Virolet-Croutelle
- Gare de Voulême

### Haute-Vienne
Gares en service
- Gare de l'Aiguille
- Gare d'Aixe-sur-Vienne
- Gare d'Ambazac
- Gare des Bardys
- Gare de Bellac
- Gare de Bersac
- Gare de Brignac
- Gare de Châteauneuf - Bujaleuf
- Gare de Coussac-Bonneval
- Gare du Dorat
- Gare d'Eymoutiers-Vassivière
- Gare de Fromental
- Gare de La Jonchère
- Gare de La Porcherie
- Gare de Lafarge
- Gare de Limoges-Bénédictins
- Gare de Limoges-Montjovis
- Gare de Magnac - Vicq
- Gare de La Meyze
- Gare de Nantiat
- Gare de Nieul
- Gare du Palais
- Gare de Peyrilhac - Saint-Jouvent
- Gare de Pierre-Buffière
- Gare de Saillat - Chassenon
- Gare de Saint-Brice-sur-Vienne
- Gare de Saint-Denis-des-Murs
- Gare de Saint-Germain-les-Belles
- Gare de Saint-Junien
- Gare de Saint-Léonard-de-Noblat
- Gare de Saint-Priest-Taurion
- Gare de Saint-Sulpice-Laurière
- Gare de Saint-Victurnien
- Gare de Saint-Yrieix-la-Perche
- Gare de Solignac - Le Vigen

Gares fermées ou désaffectées
- Gare de Biennac
- Gare de Blond - Berneuil
- Gare de Bussy-Varache
- Gare du Chalard
- Gare de Châlus
- Gare de Champagnac
- Gare de Champsac
- Gare de Champsiaux
- Gare de Chapterie
- Gare de Châteauponsac
- Gare de Couzeix - Chaptelat
- Gare de Dinsac
- Gare de Droux
- Gare de Farebout
- Gare de Glanges
- Gare de Ladignac
- Gare de Magnac-Laval
- Gare d'Oradour-sur-Vayres
- Gare de Peyrat
- Gare de Plainartige
- Gare de Puymoreau
- Gare de Rochechouart
- Gare de Saint-Laurent - Saint-Auvent
- Gare de Saint-Nicolas-Courbefy
- Gare de Saint-Ouen (Haute-Vienne)
- Gare de Thiat - Oradour
- Gare de Thouron
- Gare de Vaulry
- Gare de Verneuil-sur-Vienne

## Occitanie

### Ariège
Gares en service
- Gare d'Ax-les-Thermes
- Gare des Cabannes
- Gare de Foix
- Gare d'Andorre - L'Hospitalet
- Gare de Luzenac - Garanou
- Gare de Mérens-les-Vals
- Gare de Pamiers
- Gare de Saint-Jean-de-Verges
- Gare de Saverdun
- Gare de Tarascon-sur-Ariège
- Gare de Varilhes
- Gare du Vernet-d'Ariège

Gares fermées ou désaffectées
- Gare de Saint-Girons
- Gare de Saint-Paul-Saint-Antoine

### Aude
Gares en service
- Gare d'Alet-les-Bains
- Gare de Bram
- Gare de Campagne
- Gare de Carcassonne
- Gare de Castelnaudary
- Gare de Couffoulens - Leuc
- Gare de Couiza - Montazels
- Gare de Coursan
- Gare d'Espéraza
- Gare de Leucate-La Franqui
- Gare de Lézignan-Corbières
- Gare de Limoux
- Halte de Limoux-Flassian
- Gare de Narbonne
- Gare de Pomas
- Gare de Port-la-Nouvelle
- Gare de Quillan
- Gare de Verzeille

Gares fermées ou désaffectées
- Gare d'Axat
- Gare de Cépie
- Gare de Gruissan-Tournebelle
- Gare de Madame
- Gare de Soupex

### Aveyron
Gares en service
- Gare d'Aguessac
- Gare d'Aubin
- Gare de Baraqueville - Carcenac-Peyralès
- Gare de Campagnac - Saint-Geniez
- Gare de Capdenac
- Gare de Cransac
- Gare de Luc-Primaube
- Gare de Millau
- Gare de Montpaon
- Gare de Najac
- Gare de Naucelle
- Gare de Nuces
- Gare de Rodez
- Gare de Saint-Christophe
- Gare de Saint-Georges-de-Luzençon
- Gare de Saint-Laurent-d'Olt
- Gare de Saint-Rome-de-Cernon
- Gare de Salles-Courbatiès
- Gare de Sévérac-le-Château
- Gare de Tournemire - Roquefort
- Gare de Villefranche-de-Rouergue
- Gare de Viviez - Decazeville

Gares fermées ou désaffectées
- Gare d'Auzits-Aussibal
- Gare de Banc
- Gare de Bertholène
- Gare de Biounac
- Gare de Bozouls
- Gare de Canabols
- Gare de Decazeville
- Gare d'Engayresque
- Gare d'Espalion
- Gare de Gabriac
- Gare de Gages
- Gare de Gaillac-d'Aveyron
- Gare de L'Hospitalet-du-Larzac
- Gare de La Bastide-Pradines
- Gare de La Cresse - Rivière
- Gare de Laissac
- Gare de Lapanouse-de-Cernon
- Gare de Lugans
- Gare de Lauglanet-Saint-Beaulize
- Gare de Marcillac
- Gare de Monteils
- Gare de Nant-Comberedonde
- Gare de Naussac
- Gare de Nuces
- Gare de Paraire
- Gare de Penchot
- Gare de Peyre
- Gare de Recoules
- Gare de Saint-Affrique
- Gare de Saint-Martin-de-Bouillac
- Gare de Sainte-Eulalie-de-Cernon
- Gare de Saint-Jean-et-Saint-Paul
- Gare de Saint-Laurent-d'Olt
- Gare de Salles-la-Source
- Gare de Sauclières
- Gare de Sébazac
- Gare de Tarnesque
- Gare de Villeneuve-d'Aveyron
- Gare de Vernet

### Gard
Gares en service
- Gare d'Aigues-Mortes
- Gare d'Aimargues
- Gare d'Alès
- Gare de Bagnols-sur-Cèze
- Gare de Beaucaire
- Gare de Beauvoisin
- Gare de Boucoiran
- Gare de Chamborigaud
- Gare de Fons - Saint-Mamert
- Gare de Gallargues
- Gare de Générac
- Gare de Génolhac
- Gare de Grand'Combe-La Pise
- Gare du Cailar
- Gare du Grau-du-Roi
- Gare de La Levade
- Gare de Milhaud
- Gare de Nîmes
- Gare de Nîmes-Pont-du-Gard
- Gare de Nozières - Brignon
- Gare de Pont-Saint-Esprit
- Gare de Remoulins - Pont-du-Gard (fret)
- Gare de Saint-Césaire
- Gare de Saint-Geniès-de-Malgoirès
- Gare de Saint-Laurent-d'Aigouze
- Gare de Sainte-Cécile-d'Andorge
- Gare d'Uchaud
- Gare de Vauvert
- Gare de Vergèze - Codognan

Gares fermées ou désaffectées
- Gare d'Aigues-Vives
- Gare d'Alzon (Gard)
- Gare d'Arre
- Gare d'Aumessas
- Gare de Bessèges
- Gare de Concoules - Ponteils
- Gare de Congénies
- Halte de Corbès
- Gare de Gammal
- Gare de Générargues
- Gare de Grezan
- Gare de Jonquières-Saint-Vincent
- Gare de Manduel - Redessan
- Halte de Massiès
- Gare de Molières-sur-Cèze
- Gare de Ners
- Gare de Pont-d'Hérault
- Gare de Quissac
- Gare de Robiac
- Gare de Saint-Ambroix
- Gare de Saint-Hippolyte-du-Fort
- Gare de Saint-Julien - les Fumades
- Gare de Salindres
- Gare de Sommières
- Gare de Sumène
- Gare d'Uzès
- Gare du Vigan
- Gare de Villeneuve-lès-Avignon

### Haute-Garonne
Gares en service
- Gare d'Auterive
- Gare d'Avignonet
- Gare de Baziège
- Gare de Boussens
- Gare de Brax - Léguevin
- Gare de Carbonne
- Gare de Castelnau-d'Estrétefonds
- Gare de Cazères
- Gare de Cintegabelle
- Gare de Colomiers
- Gare de Colomiers-Lycée International
- Gare d'Escalquens
- Gare du Fauga
- Gare de Gallieni-Cancéropôle
- Gare de Gragnague
- Gare de Labège-Innopole
- Halte de Labège-Village
- Gare de Lacourtensourt
- Gare de Lardenne
- Gare de Longages - Noé
- Gare de Luchon
- Gare de Martres-Tolosane
- Gare de Mérenvielle
- Gare de Montlaur
- Gare de Montrabé
- Gare de Montréjeau - Gourdan-Polignan
- Gare de Muret
- Gare de Pibrac
- Gare de Pins-Justaret
- Gare de Portet-Saint-Simon
- Gare des Ramassiers
- Gare de Roquesérière - Buzet
- Gare de Saint-Gaudens
- Gare de Saint-Jory
- Triage de Saint-Jory
- Gare de Saint-Martin-du-Touch
- Gare de Saint-Martory
- Gare du TOEC
- Gare de Toulouse-Matabiau
- Gare de Toulouse-Montaudran
- Gare de Toulouse-Saint-Agne
- Gare de Toulouse-Saint-Cyprien-Arènes
- Gare de Venerque - Le Vernet
- Gare de Villefranche-de-Lauragais
- Gare de Villenouvelle

Gares fermées ou désaffectées
- Gare d'Aspet-Sarradère
- Gare d'Aussonne
- Gare de Bessières
- Gare de Blagnac
- Gare de Blajan - Nizors
- Halte de Bontemps
- Gare de Boulogne-sur-Gesse
- Gare de Buzet-sur-Tarn
- Gare de Cadours
- Gare de Cornebarrieu
- Gare de Daux
- Gare d'Escanecrabe
- Gare de Fenouillet - Saint-Alban
- Gare de Fonsorbes
- Gare de Forgues
- Gare de Grenade
- Gare de His - Mane - Touille
- Gare de Labarthe-Inard
- Gare de Lalande-Église
- Halte de Lamasquère
- Gare de Lardenne-Bourg
- Gare de Lardenne-Rond-Point
- Gare de Lestelle
- Gare de Lévignac
- Gare de L'Isle-en-Dodon
- Gare de Marignac - Saint-Béat
- Gare de Martres-de-Rivière
- Gare de Merville
- Gare de Mondonville
- Gare de Montaigut
- Gare de Plaisance-du-Touch
- Gare de Puysségur
- Gare de Revel - Sorèze
- Gare de Rieumes
- Gare de Route-de-Launaguet
- Gare de Saint-Cézert
- Gare de Saint-Clar-de-Rivière
- Gare de Saint-Félix
- Gare de Saint-Julien-sur-Garonne
- Gare de Saint-Laurent - Salerm
- Gare de Saint-Lys
- Gare de Saint-Pé-Delbosc
- Gare de Sainte-Foy-de-Peyrolières
- Gare de Seysses
- Gare de Toulouse-Raynal (ancien triage)
- Gare de Toulouse-Roguet
- Gare de Tournefeuille

### Gers
Gares en service
- Gare d'Aubiet
- Gare d'Auch
- Gare de Condom (fret)
- Gare de Fleurance (fret)
- Gare de Gimont-Cahuzac
- Gare de L'Isle-Jourdain

Gares fermées ou désaffectées
- Gare d'Ayguetinte
- Gare de Barcelonne-du-Gers
- Gare de Bretagne-d'Armagnac
- Gare de Castelnau-Rivière-Basse
- Gare de Castéra-les-Bains
- Gare de Castéra-Lectourois
- Gare de Castéra-Verduzan
- Gare d'Éauze
- Gare d'Escornebœuf
- Gare d'Espaon - Cadeillan
- Gare de Fustéroueau
- Gare de Gaillon
- Gare de Gondrin
- Gare de Jegun
- Gare de L'Isle-de-Noé
- Gare de Laas
- Gare de Lagraulet
- Gare de Lannepax
- Gare de Larrouzé
- Gare de Leboulin
- Gare de Lectoure
- Gare de Lombez
- Gare de Manciet
- Gare de Marsan
- Gare de Miélan
- Gare de Mirande
- Gare de Monferran
- Gare de Montestruc-sur-Gers
- Gare de Montréal-du-Gers
- Gare de Mouchan
- Gare de Nogaro
- Gare de Noulens - Ramouzens
- Gare d'Ortholas
- Gare de Rambert-Preignan
- Gare de Riscle
- Gare du Rouget (Gers)
- Gare de Sainte-Christie
- Gare de Saint-Jean-le Comtal
- Gare de Saint-Germé
- Gare de Saint-Lary
- Gare de Saint-Loube-Amades
- Gare de Saint-Paul-de-Baïse
- Gare de Samatan
- Gare de Sorbets
- Gare de Termes-d'Armagnac
- Gare de Valence-sur-Baïse
- Gare de Vic-Fezensac
- Gare de Villecomtal-sur-Arros

### Hérault
Gares en service
- Gare d'Agde
- Gare de Baillargues
- Gare de Bédarieux
- Gare de Béziers
- Gare du Bousquet-d'Orb
- Gare des Cabrils
- Gare de Ceilhes - Roqueredonde
- Gare de Frontignan
- Gare de Lunel
- Gare de Lunel-Viel
- Gare de Lunas
- Gare de Magalas
- Gare de Marseillan-Plage
- Gare de Montpellier-Saint-Roch
- Gare de Montpellier-Sud-de-France
- Gare de Saint-Aunès
- Gare de Sète
- Gare de Vias
- Gare de Villeneuve-lès-Maguelone
- Gare de Valergues - Lansargues
- Gare de Vic - Mireval

Gares fermées ou désaffectées
- Gare d'Aspiran
- Gare de Balaruc-les-Bains
- Gare de Bessan
- Gare de Campagnan
- Gare de Cartels
- Gare de Castelnau-le-Lez
- Gare de Caux
- Gare de Clermont-l'Hérault
- Gare de Colombiers
- Gare de Cournonterral
- Gare d'Espondeilhan
- Gare de Fabrègues
- Gare de Faugères
- Gare de Florensac
- Gare de Gabian
- Gare de Ganges
- Gare de Gigean - Montbazin
- Gare de Joncels
- Gare de Laurens
- Gare de Lézignan-la-Cèbe
- Gare de Lodève
- Gare de Lodève - Le Bosc
- Gare des Mazes - Le Crès
- Gare de Nissan
- Gare de Nizas-Bourg
- Gare de Nizas - Fontès
- Gare de Paulhan
- Gare de Pézenas
- Gare de Rabieux
- Gare de Ribaute-lès-Lieuran
- Gare de Roujan - Neffiès
- Gare de Saint-Brès - Mudaison
- Gare de Saint-Jean-de-Védas
- Gare de Saint-Pargoire
- Gare de Saint-Thibéry
- Gare de Salelles-du-Bosc
- Gare de Villeveyrac

### Lot
Gares en service
- Gare d'Assier
- Gare de Bétaille
- Gare de Bretenoux - Biars
- Gare de Cahors
- Gare de Figeac
- Gare de Gourdon
- Gare de Gramat
- Gare de Lalbenque - Fontanes
- Gare de Laval-de-Cère
- Gare de Puybrun
- Gare des Quatre-Routes
- Gare de Rocamadour - Padirac
- Gare de Souillac
- Gare de Saint-Denis-près-Martel
- Gare de Vayrac

Gares fermées ou désaffectées
- Gare de Baladou
- Gare de Floirac
- Gare de Flaujac
- Gare de Lamativie
- Gare du Pournel
- Gare de Martel
- Gare de Montvalent
- Gare du Pigeon
- Gare de Port-de-Gagnac
- Gare du Siran

### Lozère
Gares en service
- Gare d'Allenc
- Gare d'Aumont-Aubrac
- Gare de Bagnols - Chadenet
- Gare de Balsièges-Bourg
- Gare de Banassac - La Canourgue
- Gare de Barjac
- Gare de Belvezet
- Gare du Bruel
- Gare de Chanac
- Gare de Chapeauroux
- Gare de Chasseradès
- Gare de Chirac
- Gare de La Bastide - Saint-Laurent-les-Bains
- Gare de Langogne
- Gare de Luc
- Gare du Monastier
- Gare de Marvejols
- Gare de Mende
- Gare de Saint-Chély-d'Apcher
- Gare des Salelles
- Gare de Villefort

Gares fermées ou désaffectées
- Gare d'Arcomie
- Halte d'Auxillac - Montjézieu
- Gare de Balsièges
- Halte de Bramonas
- Gare de Daufage - Le Goulet
- Gare de Florac
- Halte de Larzalier
- Gare de Prévenchères - Gorges du Chassezac
- Halte de Sainte-Hélène
- Gare de Saint-Sauveur-de-Peyre
- Gare du Villard - Salelles

### Hautes-Pyrénées
Gares en service
- Gare de Capvern
- Gare de Labarthe - Avezac (fret)
- Gare de Lannemezan
- Gare de Lourdes
- Gare de Maubourguet (fret)
- Gare d'Ossun
- Gare de Saint-Pé-de-Bigorre
- Gare de Tarbes
- Gare de Tournay

Gares fermées ou désaffectées
- Gare d'Adé
- Gare d'Ampèrevielle
- Gare d'Andrest
- Gare d'Argelès-Gazost
- Gare d'Arreau - Cadéac
- Gare d'Avantignan
- Gare de Bagnères-de-Bigorre
- Gare de Bazet - Oursbelille
- Gare de Bernac-Debat
- Gare de Boô-Silhen
- Gare de Bordes - Lhez
- Gare de Cantaous - Tuzaguet
- Gare de Caussade-Rivière
- Gare de Geu-Pibeste
- Gare de Hèches
- Gare d'Hères
- Gare de Juillan
- Gare de Loures - Barbazan
- Gare de Lespouey - Laslades
- Gare de Lortet
- Gare de Lugagnan
- Gare de Luz-Saint-Sauveur
- Gare de Montgaillard
- Gare de Nouilhan
- Gare d'Ordizan
- Gare d'Ozon - Lanespède
- Gare de Pierrefitte-Nestalas
- Gare de Pouzac
- Gare de Pujo
- Gare de Rabastens-de-Bigorre
- Gare de Rebouc
- Gare de Saint-Laurent - Saint-Paul
- Gare de Saléchan - Siradan
- Gare de Sarrancolin
- Gare de Séméac - Marcadieu
- Gare de Soum-Pic-du-Jer
- Gare de Vic-Bigorre
- Gare de Salles-Adour
- Gare de Soues
- Gare de Vielle-Adour

### Pyrénées-Orientales
Gares en service
- Gare d'Argelès-sur-Mer
- Gare de Banyuls-dels-Aspres (fret)
- Gare de Banyuls-sur-Mer
- Gare de Bolquère - Eyne
- Gare du Boulou - Perthus (fret)
- Gare de Bourg-Madame
- Gare de Béna-Fanès
- Gare de Cases-de-Pène (train touristique)
- Gare de Caudiès (train touristique)
- Gare de Cerbère
- Gare de Collioure
- Gare d'Elne
- Gare d'Err
- Gare d'Espira-de-l'Agly (train touristique)
- Gare d'Estagel (train touristique)
- Gare d'Estavar
- Gare de Font-Romeu-Odeillo-Via
- Gare de Fontpédrouse-Saint-Thomas-les-Bains
- Gare d'Ille-sur-Têt
- Gare de Joncet
- Gare de Latour-de-Carol - Enveitg
- Gare de Marquixanes
- Gare de Maury (train touristique)
- Gare de Millas
- Gare de Mont-Louis - La Cabanasse
- Gare de Nyers
- Gare d'Olette - Canaveilles-les-Bains
- Gare d'Osséja
- Gare de Perpignan
- Gare de Planès
- Gare de Porté-Puymorens
- Gare de Port-Vendres-Ville
- Gare de Prades - Molitg-les-Bains
- Gare de Ria
- Gare de Rivesaltes
- Gare de Saillagouse
- Gare de Saint-Féliu-d'Avall
- Gare de Saint-Jean-Pla-de-Corts (fret)
- Gare de Saint-Paul-de-Fenouillet (train touristique)
- Gare de Sainte-Léocadie
- Gare de Salses
- Halte de Sauto
- Halte de Serdinya
- Gare du Soler
- Gare de Thuès-Carença
- Gare de Thuès-les-Bains
- Gare d'Ur-Les Escaldes
- Gare de Villefranche - Vernet-les-Bains
- Gare de Vinça

Gares fermées ou désaffectées
- Gare de Brouilla
- Gare de Céret
- Gare de Porta

### Tarn
Gares en service
- Gare d'Albi-Madeleine
- Gare d'Albi-Ville
- Gare de Carmaux
- Gare de Castres
- Gare des Cauquillous
- Gare de Cordes - Vindrac
- Gare de Damiatte - Saint-Paul
- Gare de Gaillac
- Gare de Labruguière
- Gare de Lavaur
- Gare de Lisle-sur-Tarn
- Gare de Marssac-sur-Tarn
- Gare de Mazamet
- Gare de Rabastens - Couffouleux
- Gare de Saint-Sulpice (Tarn)
- Gare de Tanus
- Gare de Tessonnières
- Gare de Vielmur-sur-Agout

Gares fermées ou désaffectées
- Gare de Blan
- Gare de Cahuzac-sur-Vère
- Gare de Campes
- Gare de Cordes
- Gare de Donnazac
- Halte de Francoumas
- Gare de La Crémade
- Gare de Labastide-de-Lévis
- Gare de Laboutarié
- Gare de Lalbarède-Guitalens
- Halte de Lautrec
- Gare de Lempaut
- Halte de Mandoul
- Gare de Monestiés
- Halte de Ranteil
- Gare de Salles
- Gare de Sémalens
- Gare de Soual
- Gare de Terssac

### Tarn-et-Garonne
Gares en service
- Gare d'Albias
- Gare de Beaumont-de-Lomagne (fret)
- Gare de Castelsarrasin
- Gare de Caussade
- Gare de Dieupentale
- Gare de Grisolles
- Gare de Laguépie
- Gare de Lamagistère
- Gare de Lexos
- Gare de Moissac
- Gare de Montauban-Ville-Bourbon
- Gare de Montbartier
- Gare de Valence-d'Agen
- Gare de La Ville-Dieu

Gares fermées ou désaffectées
- Gare de Belleperche
- Gare de Borredon
- Gare de Golfech
- Gare de Labourgade
- Gare de Larrazet
- Gare de Malause
- Gare de Pommevic
- Gare de Sérignac

## Pays de la Loire

### Loire-Atlantique
Gares en service
- Gare d'Abbaretz
- Gare d'Ancenis
- Gare de Babinière
- Gare de La Basse-Indre - Saint-Herblain
- Gare de Batz-sur-Mer
- Gare de Beslé
- Gare de Bouaye
- Gare de Bourgneuf-en-Retz
- Gare de Boussay - La Bruffière
- Gare de Chantenay
- Gare de Châteaubriant
- Gare de Clisson
- Gare de Cordemais
- Gare de Couëron
- Gare de Donges
- Gare de Doulon (fret)
- Gare de Drefféac
- Gare d'Erdre-Active
- Gare de Gorges
- Gare de Haluchère-Batignolles
- Gare d'Issé
- Gare de La Baule-Escoublac
- Gare de La Baule-les-Pins
- Gare de La Bernerie
- Gare de La Chapelle-Aulnay
- Gare de La Chapelle-Centre
- Gare de La Croix-de-Méan
- Gare de La Haie-Fouassière
- Gare du Cellier
- Gare du Croisic
- Gare du Pallet
- Gare du Pouliguen
- Gare de Machecoul
- Gare de Massérac
- Gare de Mauves-sur-Loire
- Gare de Montoir-de-Bretagne
- Gare des Moutiers-en-Retz
- Gare de Nantes
- Gare de Nort-sur-Erdre
- Gare d'Oudon
- Gare de Penhoët
- Gare de Pontchâteau
- Gare de Pornic
- Gare de Pornichet
- Gare de Port-Saint-Père - Saint-Mars
- Gare de Rezé-Pont-Rousseau
- Gare de Saint-Étienne-de-Montluc
- Gare de Saint-Gildas-des-Bois
- Gare de Saint-Hilaire-de-Chaléons
- Gare de Saint-Nazaire
- Gare de Saint-Sébastien-Frêne-Rond
- Gare de Saint-Sébastien-Pas-Enchantés
- Gare de Sainte-Pazanne
- Gare de Savenay
- Gare de Sévérac
- Gare de Sucé-sur-Erdre
- Gare de Thouaré
- Gare de Varades - Saint-Florent-le-Vieil
- Gare de Vertou

Gares fermées ou désaffectées
- Gare de Blain
- Gare de Bouvron
- Gare de Bouguenais
- Gare de Campbon
- Gare de Carquefou
- Gare de La Chapelle-sur-Erdre
- Gare de Chéméré - Arthon
- Gare du Coudray-de-Plesse
- Gare de Derval
- Gare de La Feuillardais - Vue
- Gare du Gavre
- Gare de Guéméné-Penfao
- Gare de Guérande
- Gare de Legé
- Gare de Montrelais
- Gare de Nozay
- Gare de Paimbœuf
- Gare de Plesse
- Gare de Rougé
- Gare de Saint-André-des-Eaux
- Ancienne gare de Saint-Nazaire
- Gare de Saint-Père-en-Retz
- Gare de Saint-Viaud
- Gare de Saint-Vincent-des-Landes
- Gare de La Sicaudais - Frossay
- Gare de Soudan
- Gare de Treffieux
- Gare de Vay

### Maine-et-Loire
Gares en service
- Gare d'Angers-Maître-École
- Gare d'Angers-Saint-Laud
- Gare d'Angers-Saint-Serge (fret)
- Gare de Chalonnes
- Gare de Champtocé-sur-Loire
- Gare de Chemillé
- Gare de Cholet
- Gare d'Écouflant
- Gare d'Étriché - Châteauneuf
- Gare d'Ingrandes-sur-Loire
- Gare de La Bohalle
- Gare de La Ménitré
- Gare de La Possonnière
- Gare du Vieux-Briollay
- Gare des Rosiers-sur-Loire
- Gare de Montreuil-Bellay
- Gare de Morannes
- Gare de Saint-Mathurin
- Gare de Saumur
- Gare de Savennières - Béhuard
- Gare de Tiercé
- Gare de Torfou - Le Longeron - Tiffauges
- Gare de Trélazé

Gares fermées ou désaffectées
- Gare de Candé
- Gare de Chanzé-sur-Argos
- Gare de Maulévrier
- Gare de Pouancé
- Gare de Saint-Clément-des-Levées
- Gare de Saint-Martin-de-la-Place
- Gare de Segré
- Ancienne gare de Torfou
- Gare de Varennes-sur-Loire

### Mayenne
Gares en service
- Gare de Château-Gontier (fret)
- Gare d'Évron
- Gare du Genest
- Gare de Laval
- Gare de Montsûrs
- Gare de Neau
- Gare de Port-Brillet
- Gare de Saint-Pierre-la-Cour
- Gare de Voutré

Gares fermées ou désaffectées
- Gare de Chemazé
- Gare de Cossé-le-Vivien
- Gare de Craon
- Gare de Louverné
- Gare de Meslay-du-Maine
- Gare de Mayenne
- Gare de Pré-en-Pail
- Gare de Renazé

### Sarthe
Gares en service
- Gare d'Arnage
- Gare d'Aubigné-Racan
- Gare de Champagné
- Gare de Château-du-Loir
- Gare de Conlie
- Gare de Connerré - Beillé
- Gare de Domfront
- Gare d'Écommoy
- Gare de La Ferté-Bernard
- Gare de La Guierche
- Gare de La Hutte - Coulombiers
- Gare de La Suze
- Gare de Laigné - Saint-Gervais
- Gare du Mans
- Gare du Mans-Hôpital-Université
- Gare du Mans-Triage
- Gare de Mayet
- Gare de Montbizot
- Gare de Montfort-le-Gesnois
- Gare de Neuville-sur-Sarthe
- Gare de Noyen
- Gare de Sablé-sur-Sarthe
- Gare de Saint-Mars-la-Brière
- Gare de Sceaux - Boëssé
- Gare de Sillé-le-Guillaume
- Gare de Teillé
- Gare de Vaas
- Gare de Vivoin - Beaumont
- Gare de Voivres

Gares fermées ou désaffectées
- Gare de Crissé
- Gare de La Flèche
- Gare de Fresnay-sur-Sarthe
- Gare de Mamers
- Gare du Mans-Les Halles
- Gare du Lude
- Gare de Bazouges-sur-le-Loir
- Gare de Villaines-sous-Malicorne
- Gare de Malicorne-sur-Sarthe
- Gare de Rouessé-Vassé
- Gare de Saint-Rémy-du-Val

### Vendée
Gares en service
- Gare de Belleville (Vendée)
- Gare de Bournezeau
- Gare de Challans
- Gare de Chantonnay
- Gare de Cugand
- Gare de Fougeré
- Gare de L'Herbergement - Les Brouzils
- Gare de La Chaize-le-Vicomte
- Gare de La Mothe-Achard
- Gare de La Roche-sur-Yon
- Gare de Luçon
- Gare de Montaigu (Vendée)
- Gare d'Olonne-sur-Mer
- Gare de Pouzauges
- Gare des Sables-d'Olonne
- Gare de Saint-Gilles-Croix-de-Vie
- Gare de Saint-Hilaire-de-Riez

Gares fermées ou désaffectées
- Gare d'Aizenay
- Gare d'Antigny - Saint-Maurice
- Gare de Benet
- Gare de Bois-de-Céné
- Gare de Breuil-Barret
- Gare de Bourneau - Mervent
- Gare de Chambretaud
- Gare du Champ-Saint-Père
- Gare de la Châtaigneraie
- Gare des Clouzeaux
- Gare des Epesses
- Gare des Essarts
- Gare de Fontaines-Vendée
- Gare de Fontenay-le-Comte
- Gare de La Garnache
- Gare du Gué-de-Velluire - Vix
- Gare des Herbiers
- Gare de L'Île-d'Elle
- Gare de L'Île-d'Olonne
- Gare du Langon - Mouzeuil
- Gare des Magnils-Reigniers
- Gare de Mortagne-sur-Sèvre
- Gare de Mortagne-sur-Sèvre
- Gare de Mouchamps
- Gare de Nesmy
- Gare de Nalliers
- Gare de Puy-de-Serre - Faymoreau
- Gare de Saint-Laurent-sur-Sèvre
- Gare de Saint-Paul-en-Pareds
- Gare de Sainte-Gemme - Pétré
- Gare de Sainte-Hermine
- Gare de Saint-Vincent-Sterlanges
- Gare de Velluire
- Gare de Vouvant - Cezais

## Provence-Alpes-Côte d'Azur

### Alpes-de-Haute-Provence
Gares en service
- Halte d'Agnerc
- Gare d'Allons - Argens
- Gare d'Annot
- Gare de Barrême
- Gare de La Brillanne - Oraison
- Gare de Chabrières
- Gare de Château-Arnoux-Saint-Auban
- Gare de Chaudon-Norante
- Gare de Digne
- Gare d'Entrevaux
- Gare du Fugeret
- Gare de Gaubert-Le Chaffaut
- Halte du Golf de Digne
- Halte des Lunières
- Gare de Manosque - Gréoux-les-Bains
- Gare de Méailles
- Gare de Mézel - Châteauredon
- Gare de Moriez
- Gare de La Mure
- Halte de Peyresq
- Halte de Plan d'eau des Ferréols
- Halte du Plan d'Entrevaux
- Halte du Poil-Majastres
- Halte de Pont de Gueydan
- Gare de Saint-André-les-Alpes
- Halte de Saint-Benoît
- Halte de Saint-Jurson
- Halte des Scaffarels
- Gare de Sisteron
- Gare de Thorame-Haute

Gares fermées ou désaffectées
- Halte d'Aiglun
- Gare de Biabaux-Saint-Michel
- Gare de Céreste
- Gare de Champtercier
- Gare de Château-Arnoux - Volonne
- Gare de Corbières
- Gare de Forcalquier
- Gare du Poil - Majastres
- Gare de Lincel - Saint-Martin
- Gare de Lurs
- Gare de Malijai
- Gare de Mallemoisson
- Gare de Mane
- Gare de Mison
- Gare de Peipin
- Gare de Peyruis - Les Mées
- Gare de Reillanne
- Gare de Saint-Maime - Dauphin
- Gare de Sainte-Tulle
- Halte de Villeneuve
- Gare de Volx

### Hautes-Alpes
Gares en service
- Gare d'Aspres-sur-Buëch
- Gare de Briançon
- Gare de Chorges
- Gare d'Embrun
- Gare de Gap
- Gare de L'Argentière-les Écrins
- Gare de Laragne
- Gare de Montdauphin - Guillestre
- Gare de Serres
- Gare de Veynes - Dévoluy

Gares fermées ou désaffectées
- Gare de La Beaume
- Gare de Châteauroux-les-Alpes
- Gare d'Eyguians - Orpierre
- Gare de La Bâtie-Neuve - Le Laus
- Gare de La Faurie - Montbrand
- Gare de La Freissinouse
- Gare de Montmaur
- Gare de Pont-de-Chabestan
- Gare de Prelles
- Halte de Prunières
- Gare de La Roche-de-Rame
- Gare de La Roche-des-Arnauds
- Gare de Saint-Clément-sur-Durance
- Gare de Saint-Crépin
- Gare de Saint-Julien-en-Beauchêne
- Gare de Saint-Pierre-d'Argençon
- Gare de Savines

### Alpes-Maritimes
Gares en service
- Gare d'Antibes
- Gare de Beaulieu-sur-Mer
- Gare de Biot
- Gare de Breil-sur-Roya
- Gare de Cagnes-sur-Mer
- Gare de Cannes
- Gare de Cannes-la-Bocca
- Gare de Cap-d'Ail
- Gare de Cap-Martin-Roquebrune
- Gare de Carnolès
- Gare du Cros-de-Cagnes
- Gare de Drap - Cantaron
- Gare d'Èze-sur-Mer
- Gare de Fontan - Saorge
- Gare de Fontanil
- Gare de Golfe-Juan-Vallauris
- Gare de Grasse
- Gare de Juan-les-Pins
- Gare de l'Ariane - La Trinité
- Gare de L'Escarène
- Gare de La Brigue
- Gare de La Frayère
- Gare de La Trinité-Victor
- Gare du Bosquet
- Gare du Trayas
- Gare de Mandelieu-la-Napoule
- Gare de Menton
- Gare de Menton-Garavan
- Halte de Monte-Carlo-Country-Club
- Gare de Mouans-Sartoux
- Gare de Nice CP
- Gare de Gambetta
- Gare de Parc Impérial
- Gare de Nice-Pont-Michel
- Gare de Nice-Riquier
- Gare de Nice-Saint-Augustin
- Gare de Nice-Saint-Roch (fret)
- Gare de Nice-Ville
- Gare de Peille
- Gare de Peillon-Sainte-Thècle
- Gare de Ranguin
- Gare de Saint-Dalmas-de-Tende
- Gare de Saint-Laurent-du-Var
- Gare de Sospel
- Gare de Tende
- Gare de Théoule-sur-Mer
- Gare de Touët-de-L'Escarène
- Gare de Villefranche-sur-Mer
- Gare de Villeneuve-Loubet-plage

Gares fermées ou désaffectées
- Gare du Sud
- Gare de Piène
- Gare du Plan-Plascassier

### Bouches-du-Rhône
Pour plus de détails sur les gares situées sur la commune de Marseille, voir la liste des gares de Marseille.
Gares en service
Gares fermées ou désaffectées

### Var
Gares en service
- Gare d'Agay
- Gare d'Anthéor-Cap-Roux
- Gare de Bandol
- Gare de Boulouris-sur-Mer
- Gare de Carnoules
- Gare de Cuers - Pierrefeu
- Gare du Dramont
- Gare de Fréjus
- Gare de Fréjus - Saint-Raphaël (base travaux)
- Gare de Gonfaron
- Gare d'Hyères
- Gare de La Crau
- Gare de La Garde
- Gare de La Motte-Sainte-Roseline (fret)
- Gare de La Pauline-Hyères
- Gare de La Seyne - Six-Fours
- Gare du Luc-et-Le Cannet
- Gare du Trayas
- Gare des Arcs - Draguignan
- Gare d'Ollioules - Sanary
- Gare de Pignans
- Gare de Puget-Ville
- Gare de Saint-Cyr-Les Lecques - La Cadière
- Gare de Saint-Raphaël-Valescure
- Gare de Solliès-Pont
- Gare de Toulon
- Gare de Toulon-Sainte-Musse
- Gare de Vidauban

Gares fermées ou désaffectées
- Gare de Bargemon
- Gare de Besse-sur-Issole
- Gare de Brignoles
- Gare de Callas
- Gare de Callian
- Gare de Camps-les-Brignoles
- Gare de Claviers
- Gares de Draguignan
- Gare de Fayence
- Gare de Figanières
- Gare de Forcalqueiret - Garéoult
- Gare de La Farlède
- Gare de La Plage-d'Hyères
- Gare du Muy
- Gare des Salins-d'Hyères
- Gare de Monteauroux
- Gare de Pourcieux
- Gare de Puget-sur-Argens
- Gare de Roquebrune-sur-Argens
- Gare de Sainte-Anastasie-sur-Issole
- Gare de Seillans
- Gare de Tanneron
- Gare de Tourves
- Gare de Trans-en-Provence

### Vaucluse
Gares en service
- Gare d'Avignon-Centre
- Gare d'Avignon TGV
- Gare de Bédarrides
- Gare de Bollène-La Croisière
- Gare de Carpentras
- Gare de Cavaillon
- Gare de Courthézon
- Gare d'Entraigues-sur-la-Sorgue
- Gare de Gadagne
- Gare de L'Isle - Fontaine-de-Vaucluse
- Gare de Monteux
- Gare de Montfavet
- Gare de Morières-lès-Avignon
- Gare d'Orange
- Gare de Pertuis
- Gare de Saint-Saturnin-d'Avignon
- Gare de Sorgues - Châteauneuf-du-Pape
- Gare du Thor

Gares fermées ou désaffectées
- Gare d'Althen-les-Paluds
- Gare d'Apt
- Gare d'Aubignan - Loriol
- Gare de Bonnieux
- Gare de Beaumettes
- Gare des Borrys
- Gare de Cadenet
- Gare de Camaret
- Gare du Chêne
- Gare de Cheval-Blanc
- Gare de Crestet
- Gare d'Entrechaux
- Gare de Grande-Bastide
- Gare de Goult
- Gare de Grillon
- Gare de Jonquieres
- Gare de la Palud
- Gare de Lauris
- Gare de Logis-Neuf
- Gare de Maubec
- Gare de Merindol
- Gare de Mirabeau
- Gare de Mondragon
- Gare de Mornas
- Gare de Pernes
- Gare de Petit-Palais
- Gare de Pied-Card
- Gare de Piolenc
- Gare du Pontet
- Gare de Puget
- Gare de Roaix
- Gare de Robion
- Gare de Sablet
- Gare de Saint-Martin
- Gare de Saignon
- Gare de Sarrians - Montmirail
- Gare de Seguret
- Gare de Vaison-la-Romaine
- Gare de Valréas
- Gare de Velleron
- Gare de Viens
- Gare de Villelaure
- Gare de Violes

## Guadeloupe

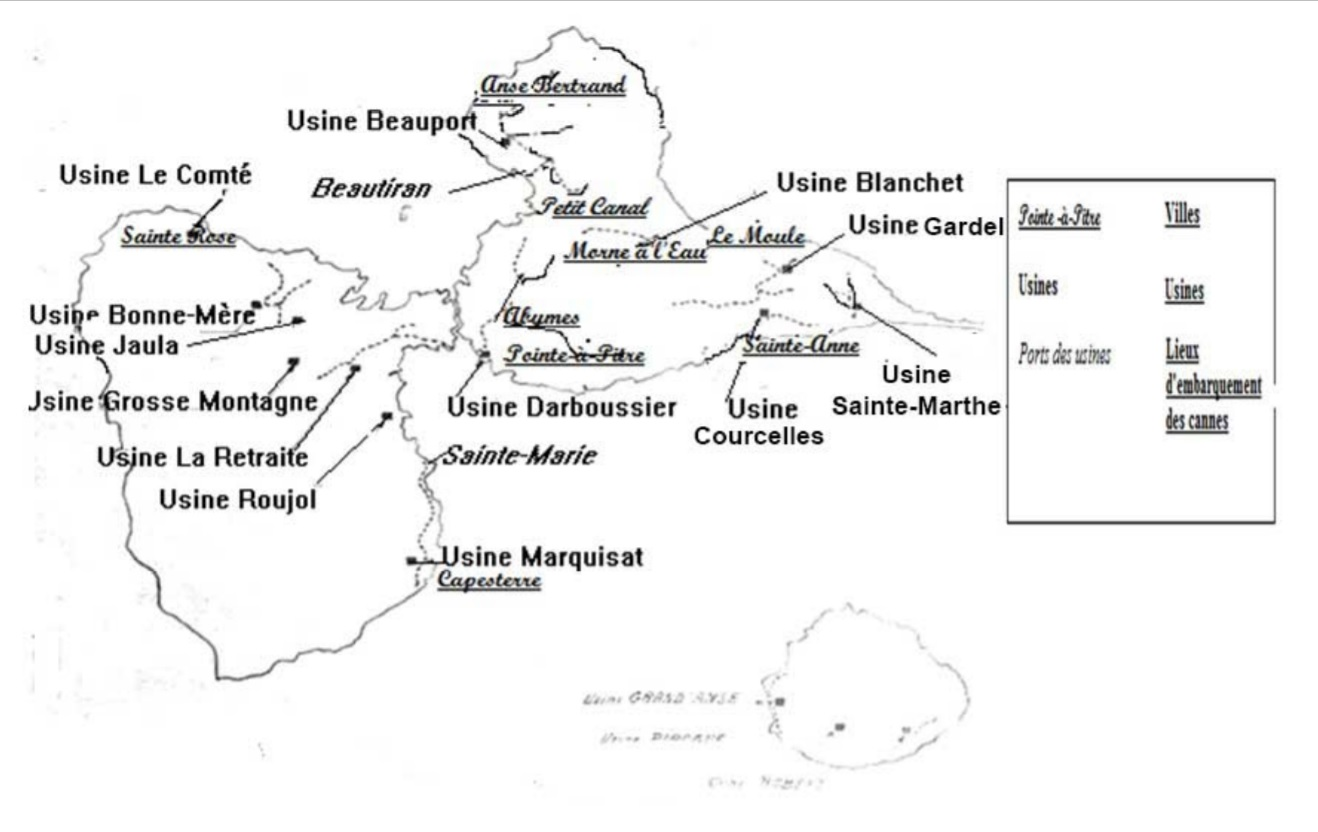
Usines et transport de la canne par voies de chemin de fer et ports, document issu du catalogue de l'exposition coloniale de 1931.

Les voies de chemin de fer en Guadeloupe n'ont toujours eu qu'une vocation de transport de la canne à sucre des usines aux ports d'embarquement. 68 km ont ainsi été installés au XIXe siècle. Il n'en subsiste que 5 km utilisés pour un petit train touristique sur le site de l'ancienne sucrerie de Beauport vers Port-Louis,.

### Basse-Terre
- Usine du Comté de Lohéac (Sainte-Rose)
- Usine Bonne-Mère (Lamentin)
- Usine de La Jaula (Lamentin)
- Usine de Grosse Montagne (Petit-Bourg)
- Usine La Retraite (Petit-Bourg)
- Usine de Roujol (Petit-Bourg)
- Gare de Sainte-Marie
- Usine Marquisat (Capesterre)

### Grande-Terre
- Usine de Beauport
  - Gare Saint-James (Beauport)
  - Gare de Poyen
- Usine de Beautiran (Petit-Canal)
- Usine Blanchet (Morne-à-l'Eau)
- Usine Gardel (Le Moule)

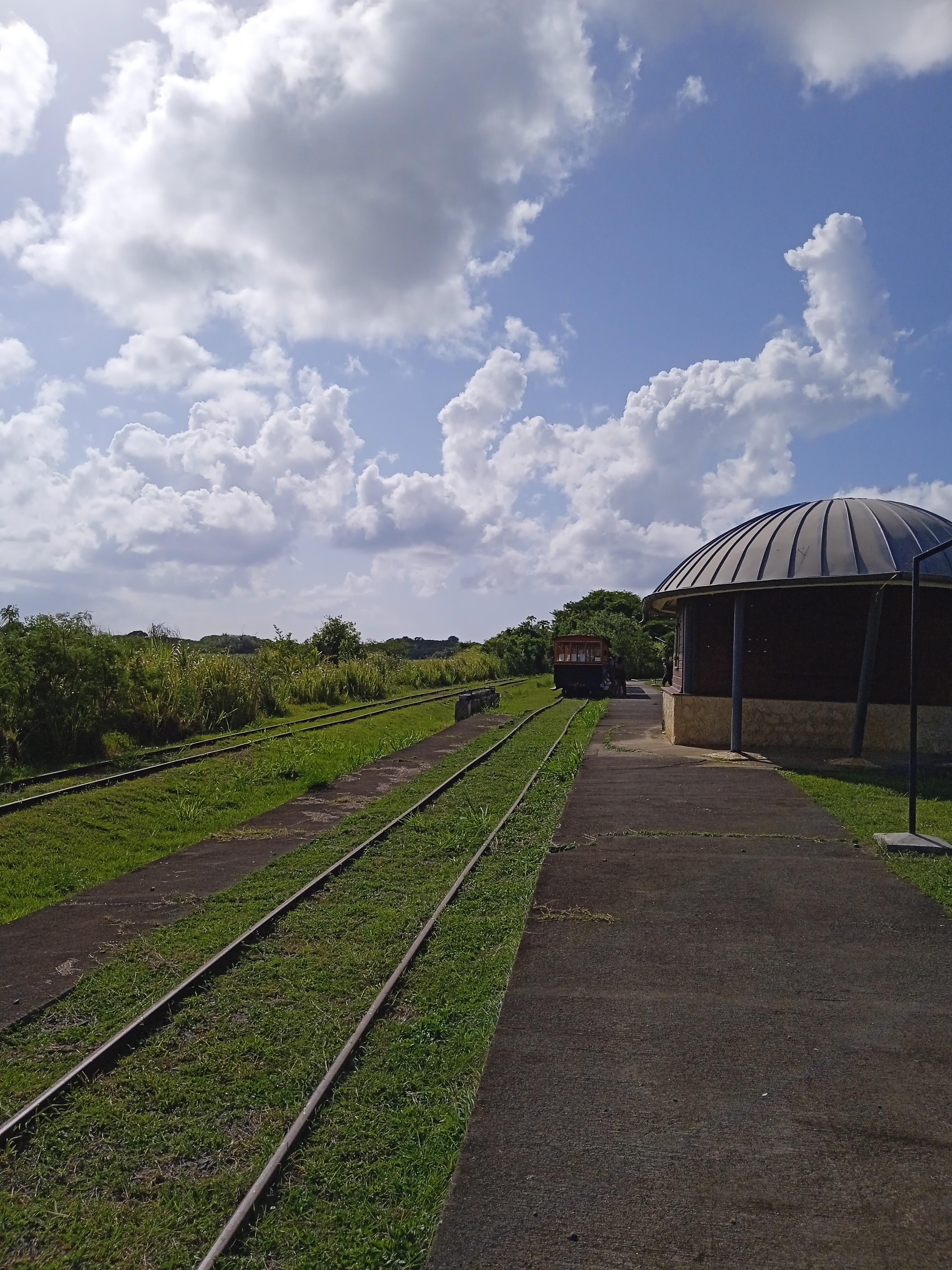
Gare de Poyen.

- Usine Sainte-Marthe (Saint-François)
- Usine Courcelles (Sainte-Anne)
- Usine Darboussier (Pointe-à-Pitre, Les Abymes)

## La Réunion
Gares fermées ou désaffectées
- Gare de L'Étang-Salé
- Gare de la Grande-Chaloupe
- Gare de La Montagne
- Gare du Port
- Gare de La Possession
- Gare de Saint-André
- Gare de Saint-Benoît
- Gare de Saint-Denis
- Gare de Sainte-Marie
- Gare de Sainte-Suzanne
- Gare de Saint-Leu
- Gare de Saint-Paul
- Gare de Saint-Pierre

## Polynésie française
- Gare de Makatea
- Gare de triage à Vaitepaua
- Gare de la falaise ouest

## Nouvelle-Calédonie
Gares fermées ou désaffectées
- Gare de Dumbéa
- Gare d'Érambéré
- Gare de Nouméa
- Gare de Païta

## Monaco
Monaco, État souverain, est une exception dans cette liste, son réseau de chemin de fer étant totalement dépendant du réseau français. Autre exception, la halte est située en territoire français, mais est ouverte épisodiquement pour une desserte de la principauté.
Gares en service
- Gare de Monaco-Monte-Carlo
- Halte de Monte-Carlo-Country-Club (périodiquement)

Gares fermées ou désaffectées
- Ancienne gare de Monaco-Monte-Carlo
- Ancienne gare de Monte-Carlo